# Diritti delle donne

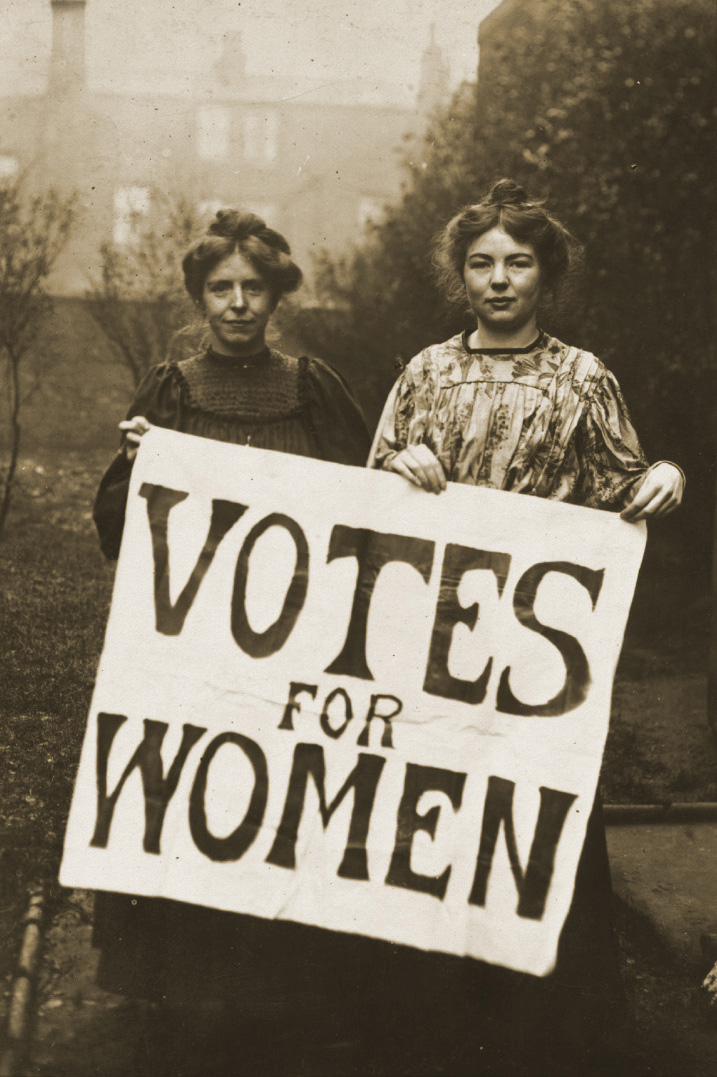
Le suffragette britanniche Annie Kenney e Christabel Pankhurst manifestano a favore del suffragio femminile (1908 circa).

Il tema dei diritti delle donne si è sviluppato giuridicamente sul finire del XVIII secolo grazie alla Dichiarazione dei diritti della donna e della cittadina ("Déclaration des droits de la femme et de la citoyenne", 1791) di Olympe de Gouges, la quale si ispirò al modello della Dichiarazione dei diritti dell'uomo e del cittadino (1789) e della Rivendicazione dei diritti della donna (A Vindication of the Rights of Woman, 1792) di Mary Wollstonecraft.
La rivendicazione per le donne dei diritti civili, della condizione economica femminile e dei diritti politici (suffragio femminile), nonché di un miglioramento della condizione femminile costituiscono la base del femminismo a partire dal XIX secolo attraverso la prima ondata femminista e sviluppatasi nel corso del XX secolo.
In alcuni paesi questi diritti sono istituzionalizzati o supportati dalla legge, dall'abitudine locale e dal comportamento, mentre in altri vengono ignorati e soppressi. Essi si differenziano dalle nozioni più ampie dei diritti umani attraverso le pretese di un giudizio storico e tradizionale inerente all'esercizio di tali diritti a favore della controparte maschile.
I problemi comunemente associati alla nozione di diritti femminili includono, tuttavia non limitandosi ad essi, al diritto all'integrità e all'autonomia corporea, di essere liberi dalla paura di violenza sessuale (più in genere violenza contro le donne), di votare e reggere pubblici uffici, di stipulare contratti legali, di avere uguali diritti nel diritto familiare, di lavorare ed ottenere una retribuzione equa o uguale a quella maschile, di avere diritti riproduttivi, di possedere proprietà ed infine di avere accesso all'istruzione.

## Storia

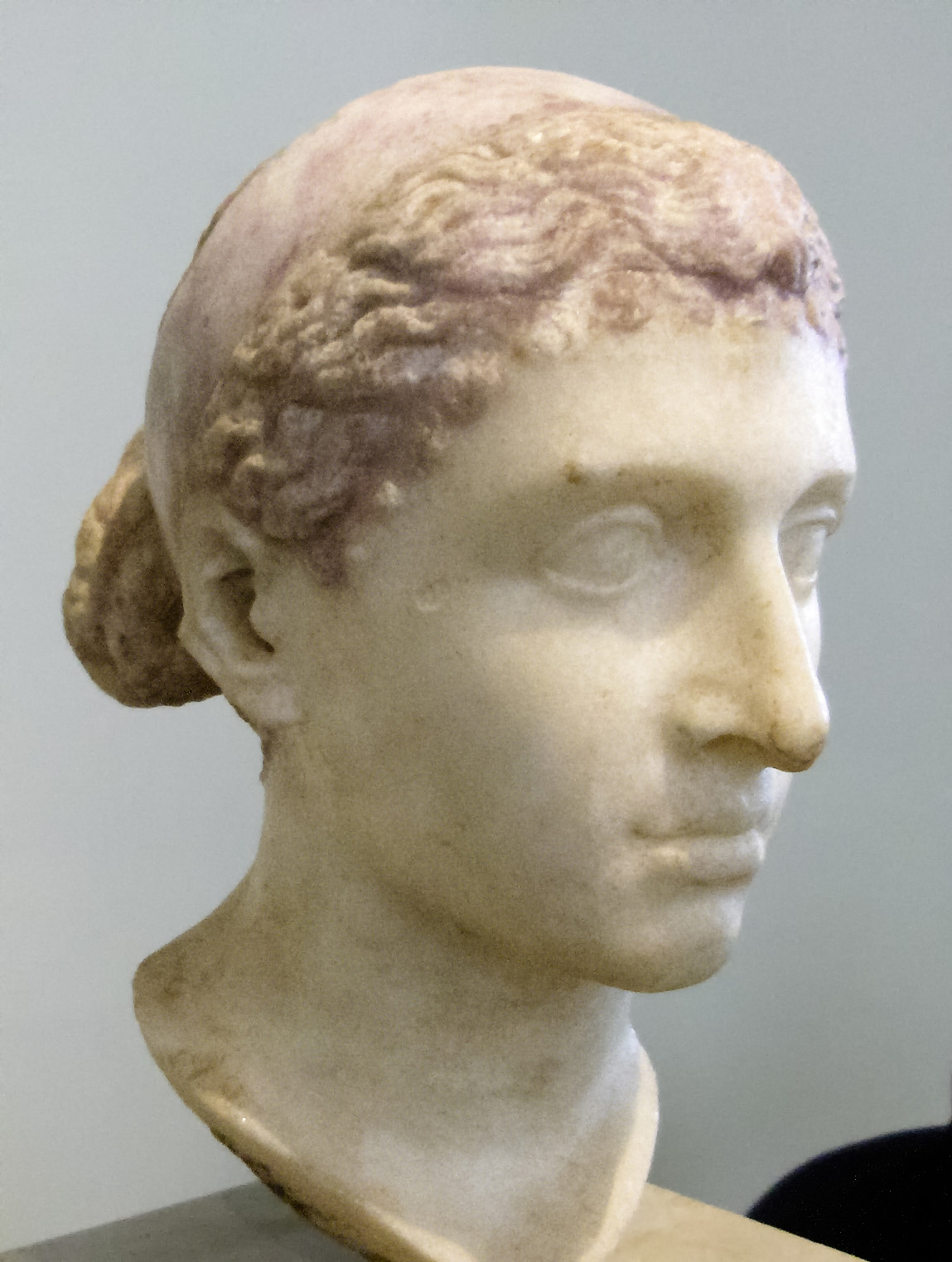
Busto marmoreo di Cleopatra VII (40-30 a.C.), ultima regina dell'antico Egitto, conservato all'Altes Museum di Berlino.

### Culture antiche
Anche se i maschi sembrano aver dominato in molte culture, vi sono alcune eccezioni. Ad esempio nella cultura nigeriana degli Aka le donne hanno la possibilità di andare a caccia, anche da sole, spesso controllando la stessa distribuzione delle risorse. L'antico Egitto ebbe più di una volta dei governanti donne, l'ultima delle quali fu Cleopatra VII, a suo tempo amante sia di Giulio Cesare che di Marco Antonio.

### Cina
Le donne in tutta la Cina storica e antica furono considerate inferiori e avevano uno status giuridico subordinato sulla base della legge promulgata dal Confucianesimo. Nella Cina imperiale (dopo il 221 a.C.) le cosiddette "Tre Obbedienze" insegnavano alle figlie ad obbedire ai loro padri, alle mogli ad obbedire ai propri mariti e alle vedove ad obbedire ai propri figli. Le donne non potevano ereditare né imprese né ricchezze e gli uomini dovevano semmai adottare un figlio per tali fini finanziari.
La legge di epoca imperiale più tardiva ha inoltre caratterizzato sette tipi differenti di divorzio possibile: una moglie poteva essere abbandonata se non fosse riuscita a dare al marito un figlio maschio, se commetteva adulterio, se disobbediva ai suoi genitori, se parlava eccessivamente, se rubava, se fosse stata gelosa e avesse prodotto incantesimi e infine se avesse avuto una malattia maligna o un disordine incurabile. Vi erano però dei limiti anche per il marito, ad esempio non poteva divorziare se lei osservava il culto degli antenati, se non avesse avuto alcuna famiglia a cui tornare o se la famiglia del marito fosse stata inizialmente povera e poi si fosse arricchita per merito suo.

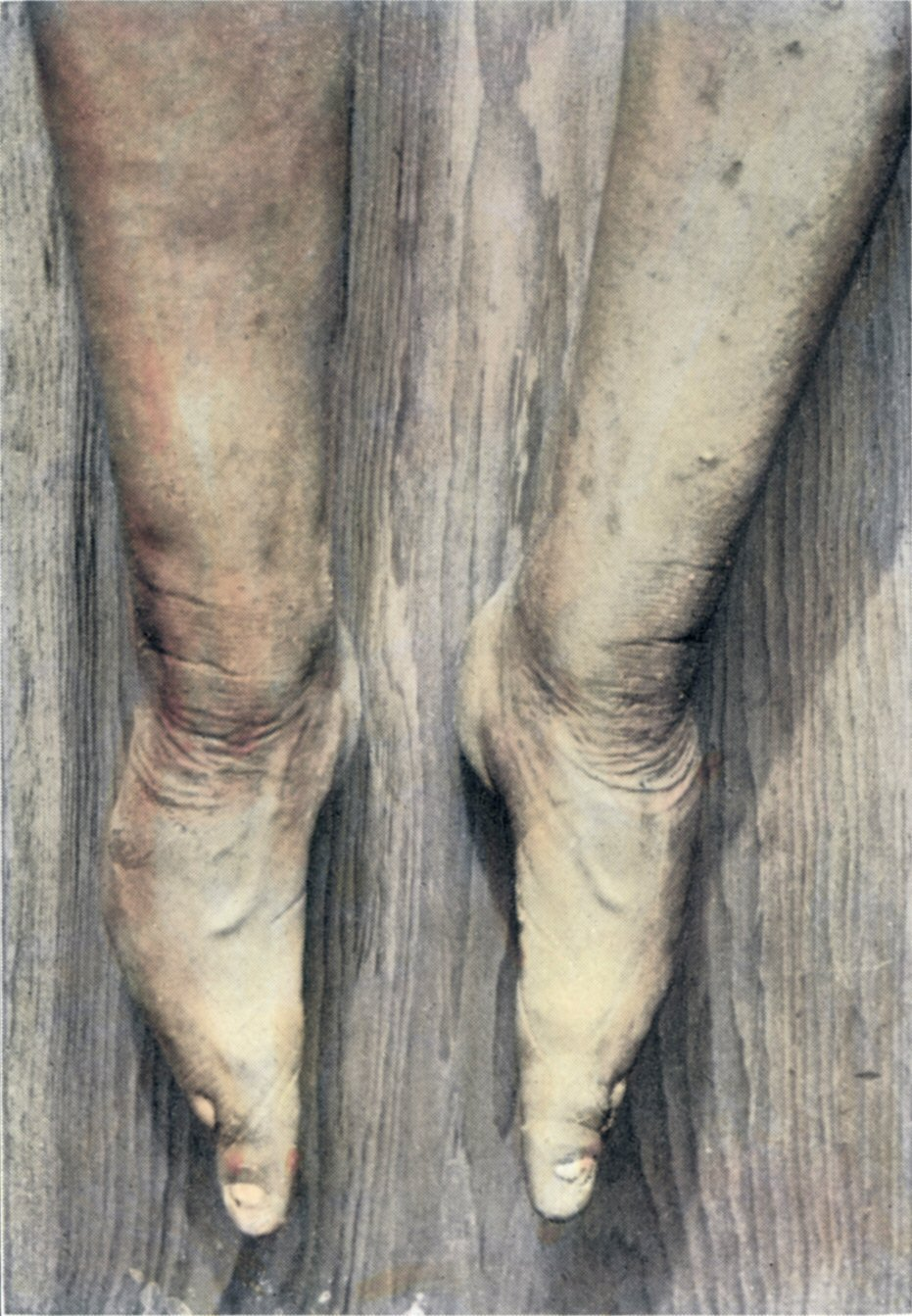
Deformazione causata dalla pratica del Loto d'oro, comunemente inflitta alle donne cinesi tra il X secolo e l'inizio del XX secolo.

Lo status delle donne in Cina è stato sempre subordinato ai maschi anche a causa dell'abitudine di legare i piedi (vedi loto d'oro): circa al 45% delle donne cinesi veniva imposta una tale pratica ancora nel XIX secolo; ma per le classi superiori questa percentuale arrivava a sfiorare il 100%. Nel 1912 il governo ordinò la cessazione di questa tradizione. Il Loto d'oro era responsabile di un'alterazione della struttura ossea in modo che i piedi potessero rimanere piccoli; i piedi così legati causavano difficoltà di movimento, limitando notevolmente le attività delle donne.
A causa dell'abitudine sociale che voleva che gli uomini e le donne non dovessero stare vicini, le donne cinesi erano riluttanti ad essere visitate da dottori che praticavano la medicina occidentale; ciò ha comportato un'enorme necessità di importare medici femminili. Una missionaria medica, la dottoressa Mary Hannah Fulton (1854–1927) venne inviata dalla "Commissione per le Missioni Estere" della Chiesa statunitense rifacentesi al Presbiterianesimo per fondare la prima università medica per le donne cinesi.
Conosciuta come "Hackett Medical College for Women" (夏葛女子医学院) questo istituto era situato a Canton ed è stato abilitato grazie ad una generosa donazione effettuata da Edward A.K. Hackett (1851–1916), residente nell'Indiana: il collegio si prefisse anche la diffusione del cristianesimo e della medicina moderna oltre che l'elevazione dello status sociale delle donne cinesi.
Durante la Repubblica di Cina (1912-1949), ma anche durante i governi precedenti, le donne vennero acquistate e vendute legalmente - in un vero e proprio status di schiavitù - sotto forma di domestiche. Queste donne erano conosciute come Mui Tsai; la loro esistenza venne registrata dalla femminista americana Agnes Smedley nel suo libro intitolato Portraits of Chinese Women in Revolution.
Tuttavia nel 1949 la repubblica cinese venne rovesciata dai guerriglieri comunisti comandati da Mao Zedong e venne così fondata in quello stesso anno la repubblica popolare cinese. Nel maggio del 1950 essa adottò una nuova legge sul matrimonio per affrontare il problema della compravendita delle donne ridotte in schiavitù; questo matrimonio per procura venne reso legale fintanto che entrambi i partner vi acconsentissero. Venne inoltre innalzata l'età legale per poter contrarre matrimonio, a 20 anni per gli uomini e a 18 per le donne. Questa fu una parte essenziale della riforma voluta per le campagne, poiché da allora in poi le donne non poterono più essere vendute legalmente: lo slogan ufficiale era: "Uomini e donne sono uguali per tutti vale la propria pena e ricompensa".

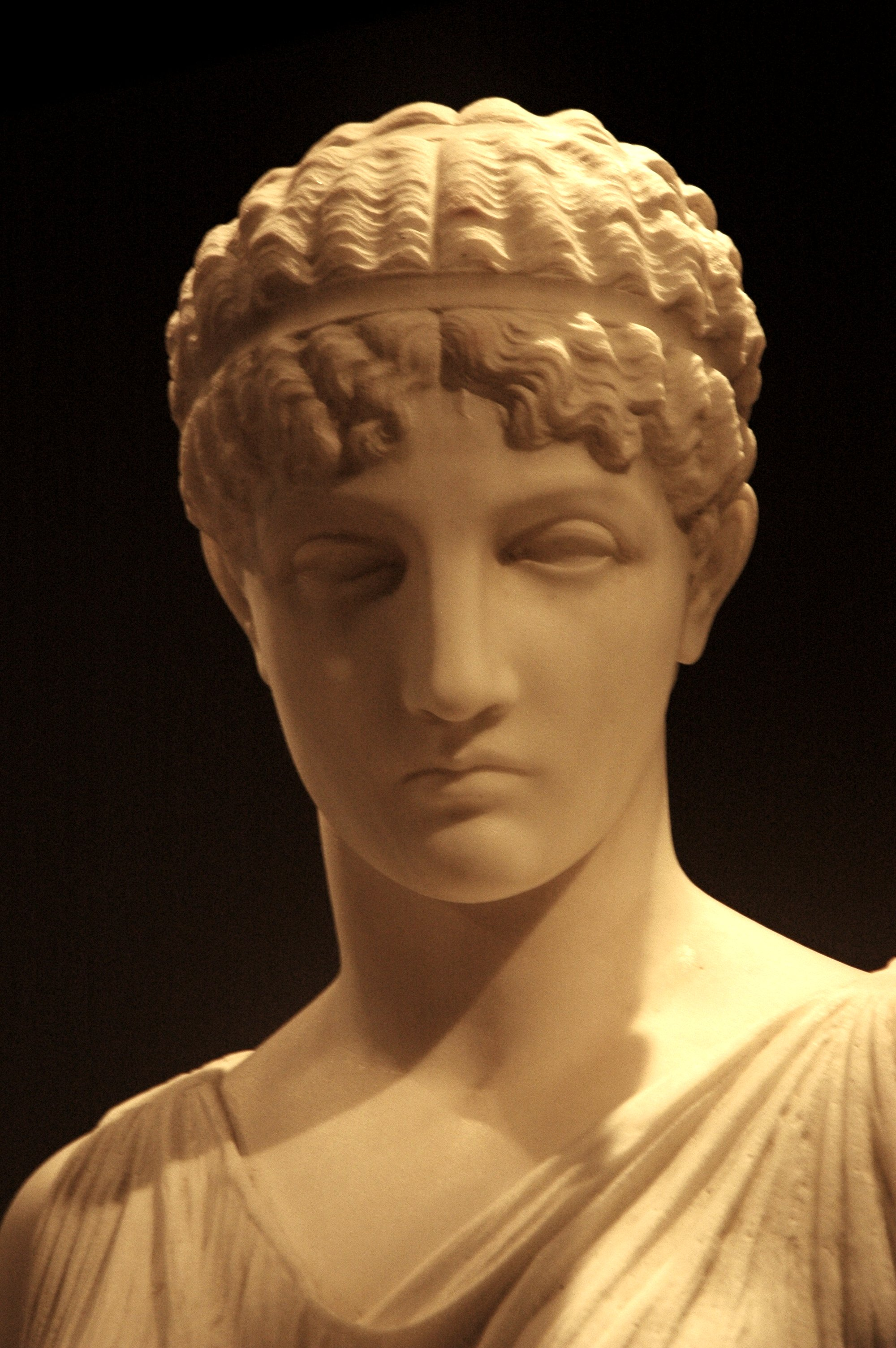
Particolare di statua raffigurante una donna greca (De Young Memorial Museum di San Francisco).

### Antica Grecia
```

```

Anche se alla maggior parte delle donne dell'antica Grecia mancavano uguali diritti politici, esse godettero di una certa libertà di movimento fino all'età arcaica. Esistono anche registrazioni di donne che nelle antiche Delfi, Gortina, in Tessaglia, a Megara e nell'antica Sparta risultavano in possesso della terra, la più prestigiosa forma di proprietà privata all'epoca. Tuttavia dopo l'età arcaica la situazione delle donne generalmente peggiorò, implementate il legislazioni giuridiche in cui si attuava la segregazione e la disuguaglianza di genere.
Le donne nell'Atene classica non avevano nessuna personalità giuridica e si supponevano come esser parte dell'oikos (casa. famiglia) guidata dai kyrios maschi. Fino al matrimonio le donne rimanevano sotto la tutela dei padri o di un altro parente maschio; una volta sposato il marito diventava kyrios della donna. Poiché alle donne venne impedito di condurre azioni giudiziarie, i kyrios si assumevano il compito di farlo per conto loro.
Le donne ateniesi avevano un limitato diritto di proprietà e quindi non vennero mai considerate come delle cittadine complete in quanto la cittadinanza e i diritti civili e politici furono sempre definiti in relazione alla proprietà e ai mezzi di sussistenza posseduti. Le donne avrebbero potuto tuttavia acquisire diritti sulle proprietà attraverso doni, doti e eredità, anche se i suoi kyrios mantenevano sempre il diritto di disporre della proprietà di una donna.
Le donne ateniesi avrebbero potuto stipulare un contratto che valesse meno del valore di una misura (medimno) di grano, permettendo così alle donne d'impegnarsi in piccoli scambi. Gli schiavi, allo stesso modo delle donne, non erano ammissibili alla piena cittadinanza nell'antica Atene, anche se in rare circostanze almeno gli schiavi avrebbero potuto diventare cittadini se liberati. L'unica barriera permanente alla cittadinanza, quindi i diritti politici e civili, nell'antica Atene era costituita dal genere sessuale: nessuna donna ha mai acquisito la cittadinanza ateniese e pertanto le donne sono sempre state escluse sia in linea di principio sia in pratica dall'antica democrazia.

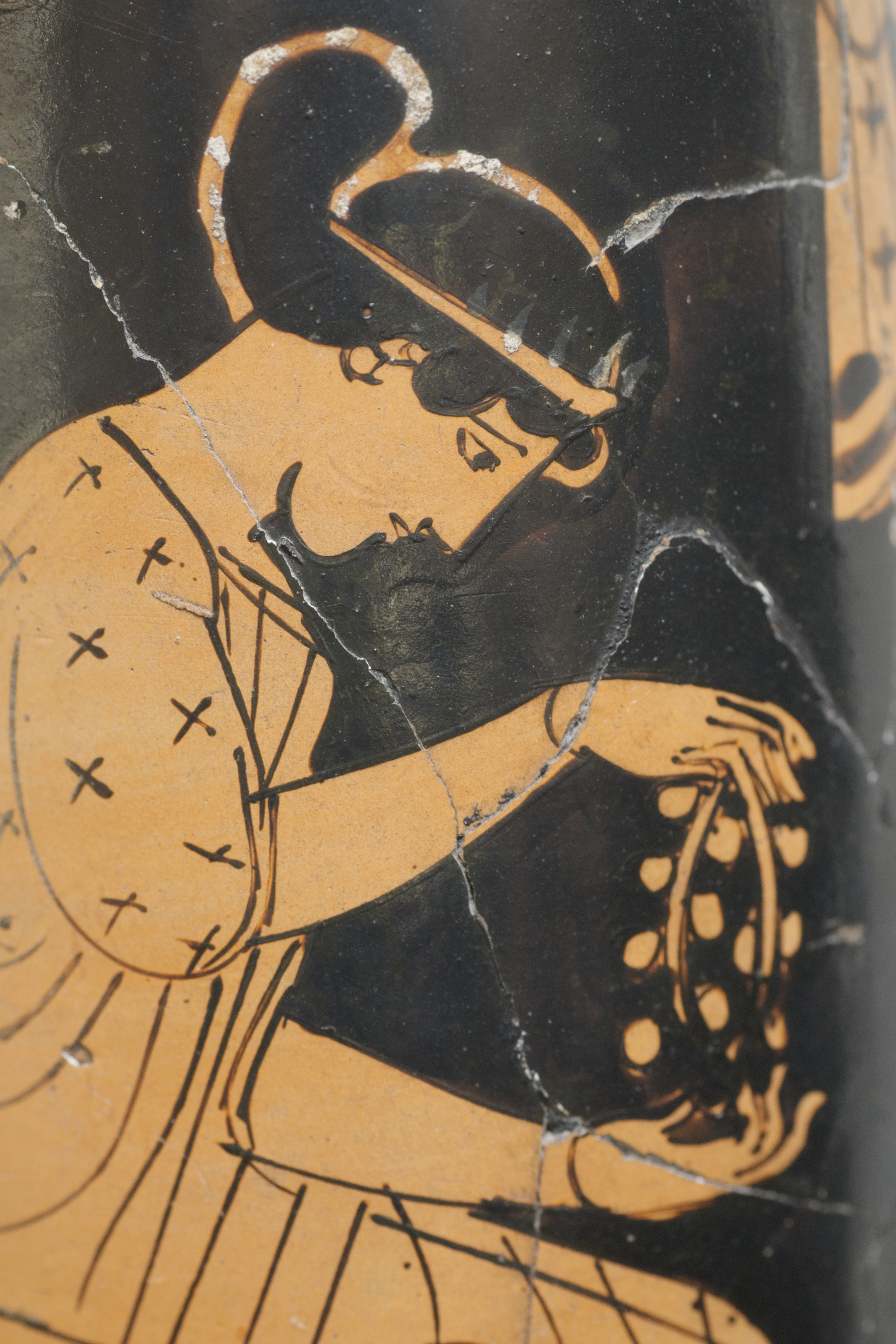
Donna seduta con una corona. Particolare da una alabastron rosso (500-450 a.C.)

Al tempo Atene era anche la culla della filosofia e chiunque poteva diventare poeta, studioso, politico o artista a condizione che non fosse una donna. Lo storico statunitense Don Nardo ha affermato che per tutta l'antichità la maggior parte delle donne greche ebbe pochi o nessun diritto civile e che molte di loro ebbero sempre una scarsa libertà di movimento e di scelta autonoma.
Durante il periodo conosciuto come ellenismo ad Atene il famoso filosofo Aristotele pensava che le donne, se lasciate libere, avrebbero inevitabilmente portato al disordine generale; elle erano "assolutamente inutili e causano più confusione del nemico". A causa di ciò Aristotele pensava che tenere ben separate le donne dal resto della società fosse la cosa migliore da fare.
Questa netta separazione comportava il vivere in un ambiente apposito della casa chiamati gineceo, prendendosi cura dei doveri domestici e avendo un ben poco contatto con il mondo maschile; questo fatto era anche inteso a proteggere la fertilità femminile da uomini diversi dal marito, di modo che la fertilità della donna potesse garantire la legittimità dei figli nati. Le donne ateniesi furono anche educate molto poco, tranne che per l'insegnamento, tramite un tutore, di abilità di base quali la tessitura, l'arte culinaria e qualche labile conoscenza del denaro.
Al contrario delle contropari ateniesi le donne nell'antica Sparta godettero di uno status, di un potere e di un rispetto che era del tutto sconosciuto nel resto del mondo classico. Sebbene le donne spartane furono formalmente escluse dalla vita militare e politica, esse godettero di un notevole status come madri dei guerrieri spartiati. Come gli uomini erano impegnati nelle attività militari, così le donne assumevano la piena responsabilità di gestire i beni.
A seguito dello stato di guerra prolungata del IV secolo a.C. le donne spartane giunsero a possedere approssimativamente tra il 35 e il 40% di tutte le terre di proprietà. Dal periodo ellenistico in poi alcuni tra i più ricchi spartani erano donne; esse controllavano le loro proprietà, così come le proprietà dei parenti maschi che erano lontani con l'esercito.
Le donne spartane si sposavano raramente prima dell'età di vent'anni; a differenza delle donne ateniesi che indossavano abiti pesanti atti a nasconderne la figura e che raramente potevano esser intraviste al di fuori dell'ambiente domestico, le spartane indossavano vesti corte e potevano muoversi ove meglio le aggradava.

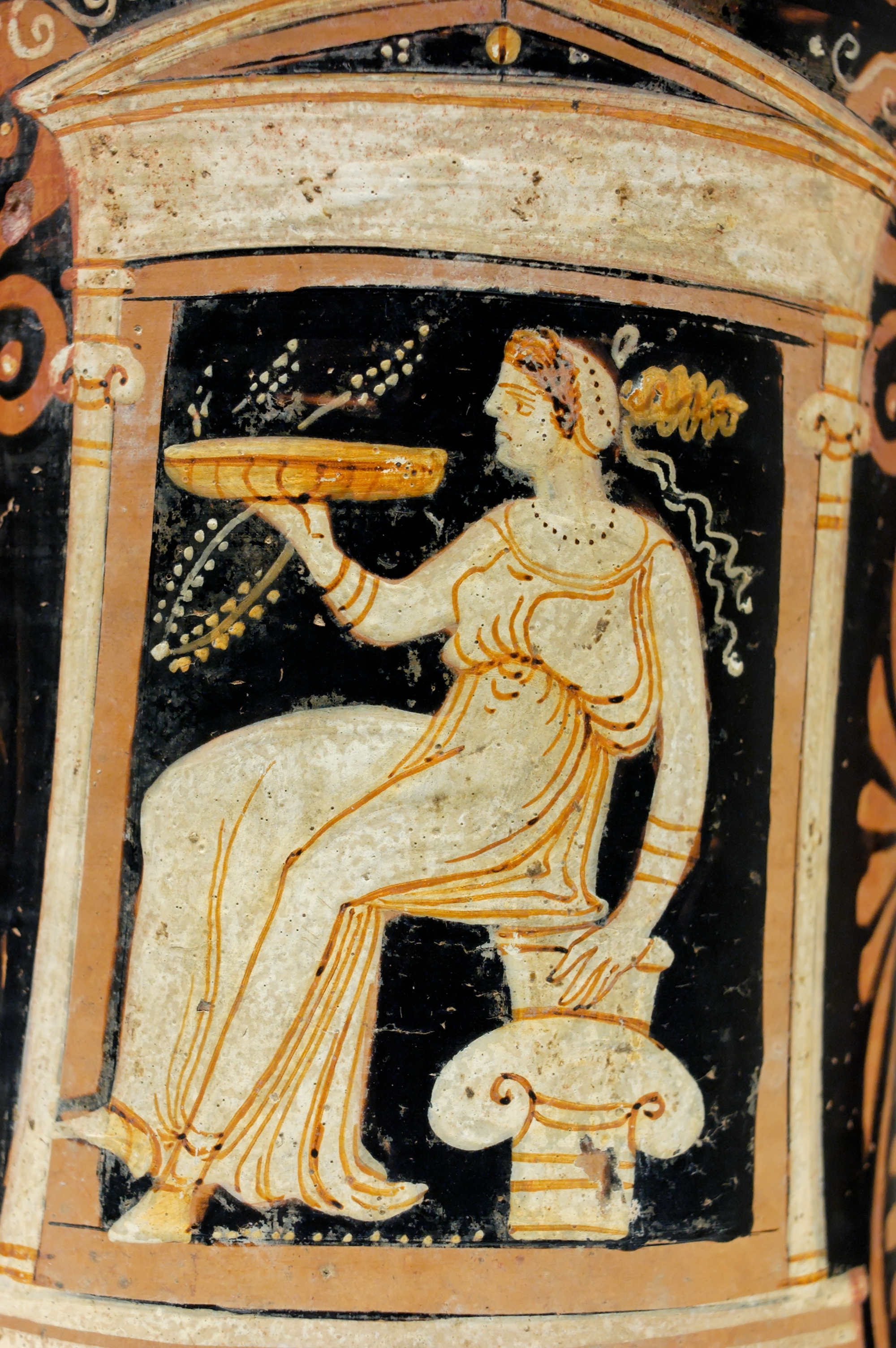
Donna in un naiskos. Particolare da un'anfora (320 a.C. circa).

Nonostante la mobilità relativamente maggiore il loro ruolo nella politica era altrettanto uguale a quello delle donne ateniesi, non potevano cioè parteciparvi. Gli uomini vietavano alle donne di parlare nelle assemblee pubbliche e le escludevano da qualsiasi attività politica. Aristotele pensava anche che l'influenza delle donne spartane peccasse di malizia e che ciò evidenziasse il fatto che la maggiore libertà legale concessa alle donne spartane costituisse anche la conseguente rovina dello stato.
Platone riconosce che l'estensione dei diritti politici e civili alle donne modificherebbe sostanzialmente la natura della famiglia e dello stato. Ancora Aristotele, che era stato allievo di Platone, negò che le donne fossero schiave o soggette a proprietà, sostenendo che "la natura ha distinto tra la femmina e lo schiavo", ma considerò legittima l'idea della compravendita delle mogli. Sostenne inoltre che l'attività economica principale delle donne fosse quella di salvaguardare la proprietà familiare creata dagli uomini. Secondo Aristotele il lavoro delle donne non aggiungeva alcun valore perché "l'arte della gestione delle famiglie non è identica all'arte di ottenere la ricchezza, in quanto si usa il materiale che l'altro fornisce".
Contrariamente a questi punti di vista i filosofi dello stoicismo sostennero l'uguaglianza di genere tra i sessi; la disuguaglianza sessuale era a loro parere contraria alle leggi della natura. Seguivano questa stessa opinione anche gli esponenti del cinismo, i quali sostenevano che uomini e donne avrebbero dovuto indossare gli stessi vestiti e ricevere lo stesso tipo di istruzione. Vedevano inoltre anche il matrimonio come un'equa compagnia morale piuttosto che una necessità biologica o sociale e praticavano tali opinioni nella loro vita e nei loro insegnamenti.
Gli stoici adottarono le idee dei cinici e le aggiunsero alle proprie teorie sulla natura umana, mettendo così l'egualitarismo sessuale su una base filosofica forte.

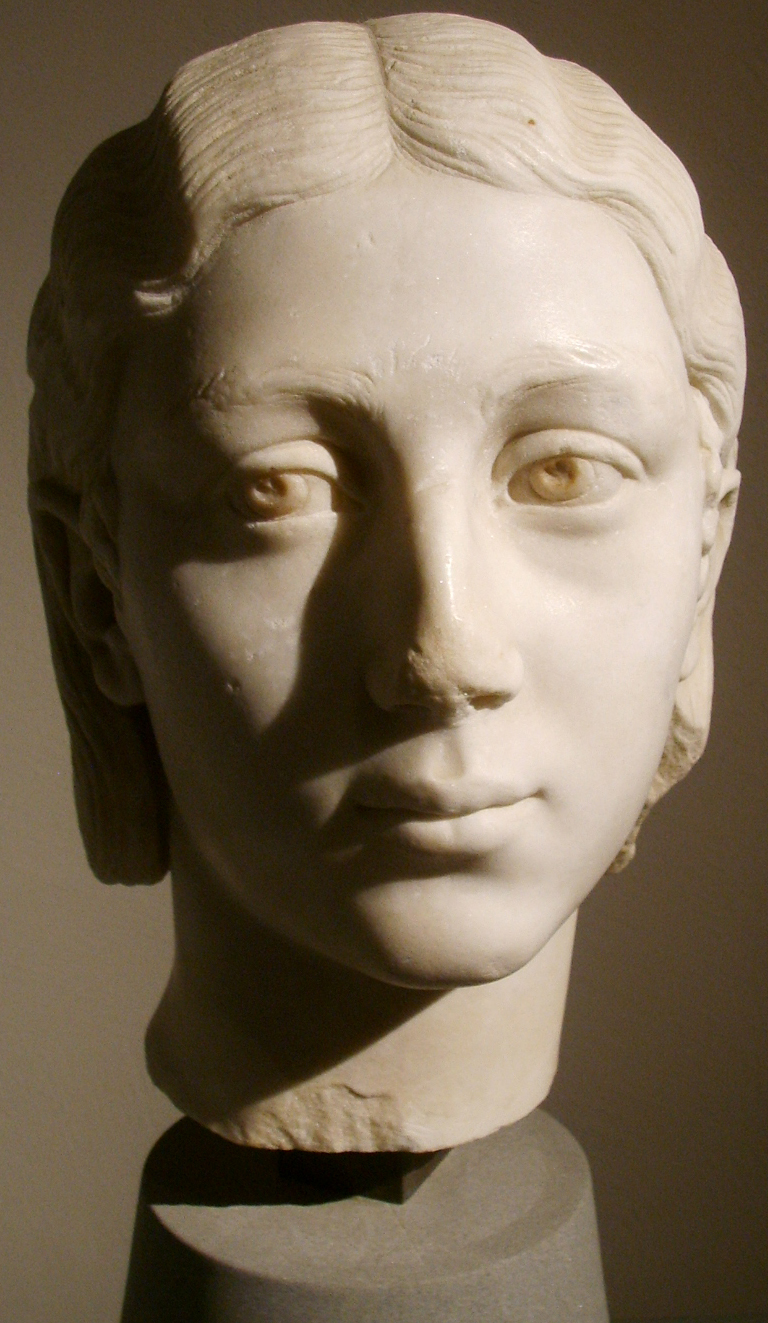
Busto femminile (III secolo), museo civico di Cremona.

### Antica Roma
La legge romana, del tutto simile a quella ateniese, venne creata dai maschi a favore dei maschi. Le donne non avevano voce pubblica e nessun ruolo pubblico, situazione questa che migliorò solo dopo il I secolo. Le donne libere dell'antica Roma erano cittadine che godevano di privilegi e protezioni legali che non si estendevano ai non cittadini (peregrinus) o agli schiavi. La società romana era però intrisa di patriarcato e le donne non potevano votare, tenere pubbliche funzioni (ad esempio nella magistratura) o servire nelle forze armate.
Le donne appartenenti alle classi superiori esercitarono un'influenza politica attraverso il matrimonio e la maternità. Durante la repubblica romana Cornelia, la madre dei fratelli Gracchi (Tiberio Sempronio Gracco e Gaio Sempronio Gracco), e Aurelia Cotta (madre di Giulio Cesare) furono rappresentate come donne esemplari che erano tutte impegnate a favorire l'avanzamento di carriera dei loro figli.
Durante il periodo dell'impero romano le donne appartenenti alla famiglia imperiale potevano acquisire notevole potere politico e furono regolarmente raffigurate nell'arte ufficiale e nella monetazione. Plotina esercitò una forte influenza sia sul marito, l'imperatore Traiano, sia sul suo successore Adriano; le sue lettere e petizioni su questioni ufficiali furono messe a disposizione del pubblico, indicando in tal modo che le sue considerazioni venivano considerate importanti per l'opinione pubblica.
Il nucleo centrale della società romana era il pater familias ovverosia il capo maschio della famiglia, che esercitava la sua autorità assoluta su tutti i figli, i servi e la moglie. Analogamente alle donne ateniesi le donne romane avevano un tutore legale il quale gestiva e supervisionava tutte le sue attività. Questa tutela ebbe come conseguenza una limitata libertà d'azione per le donne, ma a partire dal I secolo la tutela divenne molto rilassata e le donne cominciarono ad essere accettate nelle partecipazione ad un maggior numero di ruoli pubblici, come la proprietà e la sua gestione o alla loro azione come patrone comunali nei giochi dei gladiatori e in altre attività d'intrattenimento pubblico.

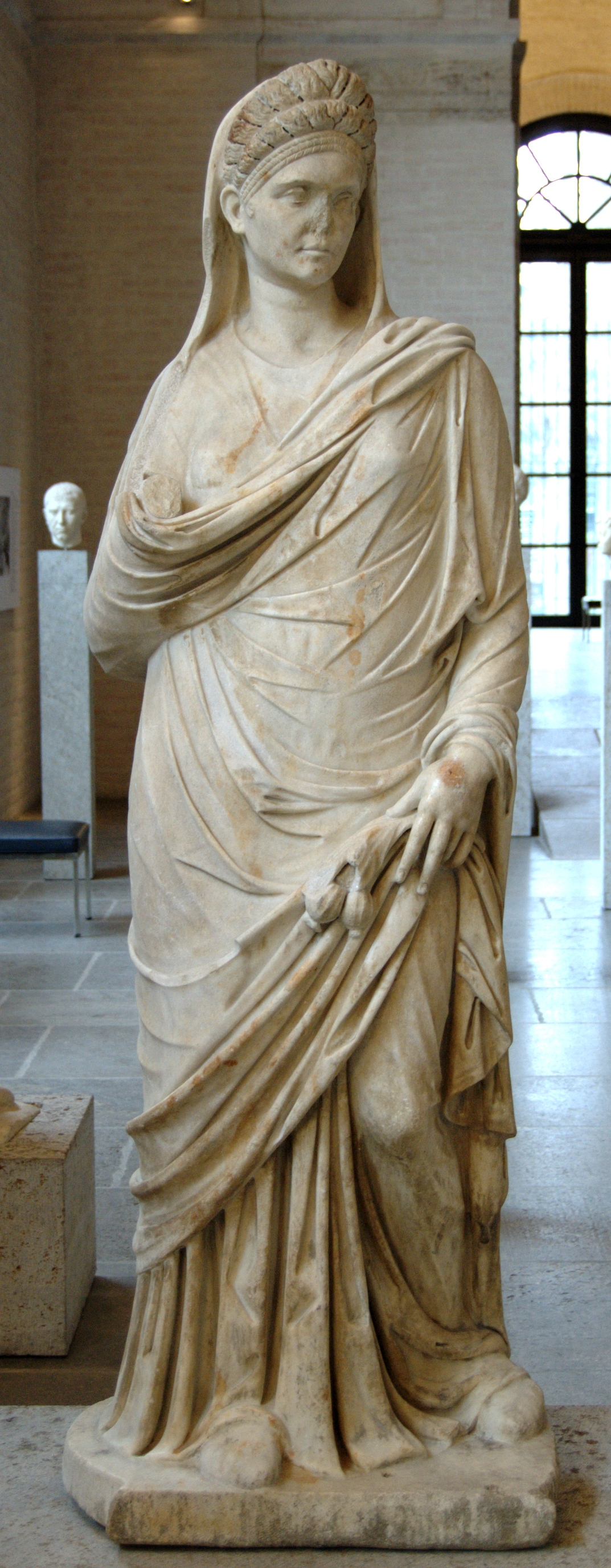
Statua di donna romana (100-110), Gliptoteca (Monaco di Baviera).

Lo status di cittadino spettante ad un figlio era determinato da quello della madre. Sia i figli sia le figlie erano soggetti alla patria potestas, il potere che concedeva al padre di essere padrone nella sua qualità di capofamiglia. Tra il I e il II secolo la condizione giuridica delle figlie differisce ben poco, se non per niente da quella dei figli; difatti le ragazze avevano diritti di eredità uguali ai fratelli, questo se il padre moriva senza lasciare una volontà precisa diversa.

Nel primo periodo della repubblica la sposa passava dal controllo del padre direttamente a quello del marito, tramite un passaggio di consegne per cui la figlia veniva messa "nelle mani" del marito. Da questo momento in poi rimaneva sottoposta alla potestà del marito, anche se in misura minore rispetto ai loro figli. Questa forma arcaica del matrimonio "per manus" venne abbandonata in gran parte durante l'epoca della dittatura di Cesare, quando una donna rimaneva sottoposta alla legge del padre anche dopo essersi trasferita nella casa del marito. Questa disposizione fu uno dei fattori dell'indipendenza che le donne romane godevano rispetto a quelle di molte altre culture antiche e fino al periodo moderno.
Anche se doveva continuare a rispondere giuridicamente al padre, la donna era di fatto priva di controllo diretto. Nella sua vita quotidian il marito non aveva più nessun potere giuridico su di lei. Quando poi il padre moriva ella diveniva legalmente emancipata (Sui iuris). Una donna sposata manteneva poi il possesso di qualsiasi proprietà che avesse portato nel matrimonio.
Sebbene fosse considerato come una fonte un d'orgoglio nell'essere una "donna unica" (univira), che si era cioè sposata soltanto una volta, sussisteva un poco stigma legato al divorzio romano, tanto che vi era solo un rapido rimpianto dopo la perdita di un marito attraverso la morte o il divorzio. Secondo la legge romana classica un marito non aveva il diritto di abusare fisicamente della moglie o di costringerla ad intrattenere un rapporto sessuale. Il maltrattamento della moglie er un motivo sufficiente per il divorzio o altre azioni legali contro il marito.
Poiché rimaneva legalmente parte della sua famiglia di nascita, la donna romana manteneva il suo nome di famiglia per tutta la vita (vedi onomastica romana). I bambini prendevano spesso il nome del padre, ma in epoca imperiale talvolta prendevano anche quello della madre e in alcuni casi addirittura solo quello. Il diritto di una madre romana a possedere una proprietà e di venderla se lo riteneva opportuno, inclusa l'impostazione dei termini della propria volontà, fece aumentare l'influenza materna sui figli anche quando questi diventavano oramai adulti.
A causa del loro status giuridico come cittadine e del grado di emancipazione le donne potevano possedere proprietà, stipulare contratti e intraprendere affari. Alcune acquisirono e vendettero fortune considerevoli e sono rimaste registrate in iscrizioni nella loro qualità di benefattrici nel finanziamento di grandi opere pubbliche.
Tra il 27 e il 14 a.C. le nuove Leges Iuliae permise alle donne di essere libere dalla tutela se avessero dato alla luce tre o più figli. Ma il altri aspetti legislativi le donne rimanevano ancora in forte svantaggio, come per esempio nel non essere in grado di stipulare testamenti senza la presenza del proprio tutore o nei casi giudiziari in materia di crimini di stupro. Lo stupro contro le donne veniva considerato un affronto alla sua famiglia di appartenenza e all'onore del padre e fu uno dei mezzi utilizzati in seguito per costringere la figlia a sposare il violentatore. Le vittime di rapimento con l'intento di stupro rimanevano inoltre "segnate" per aver permesso il cattivo nome nell'onore del padre.

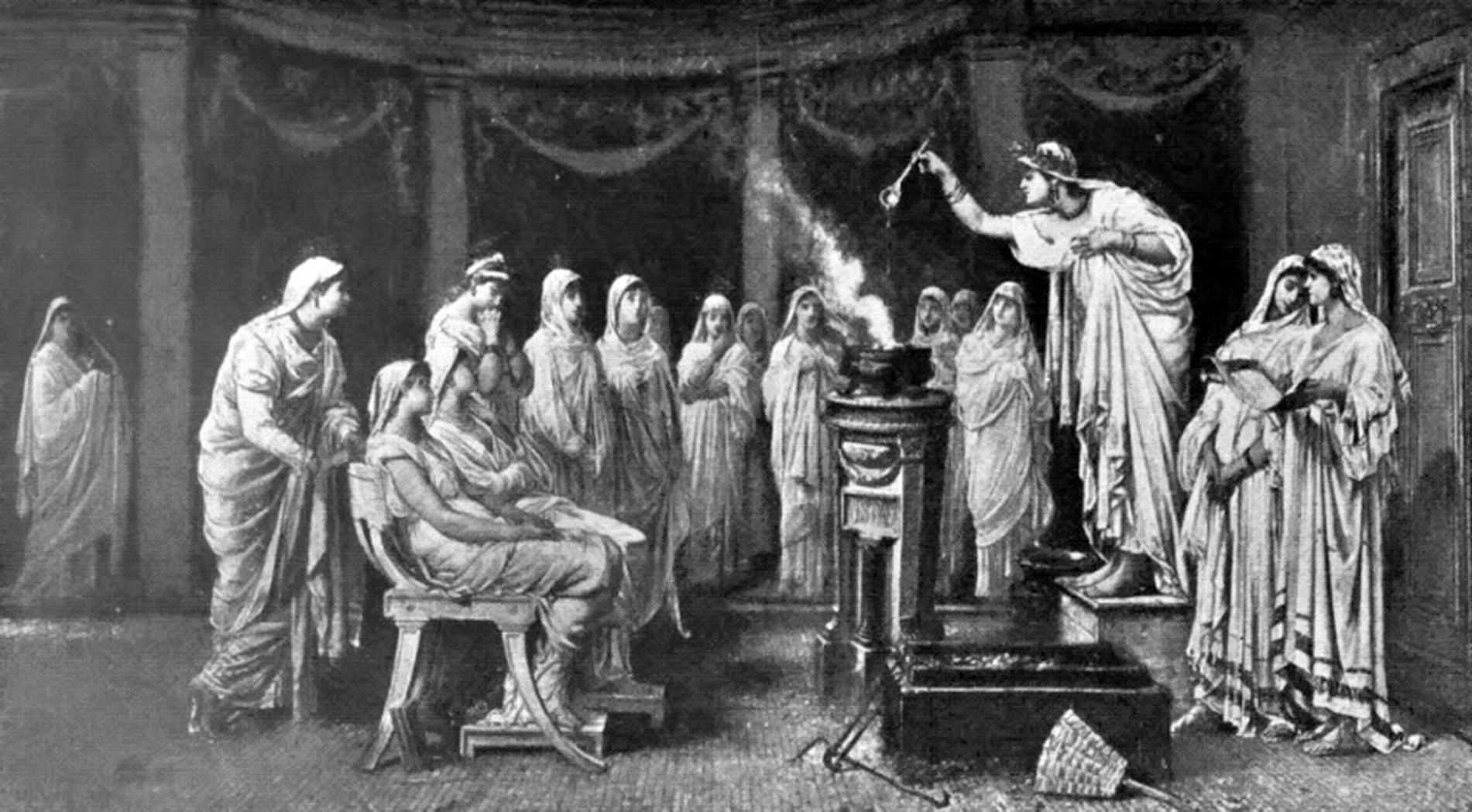
Le vergini vestali di Rudolf Cronau.

Le donne romane potevano apparire in tribunale e discutere dei casi giudiziari, anche se era consuetudine per loro essere rappresentate da un uomo. Esse furoro contemporaneamente disprezzate come troppo ignoranti e deboli per praticare la legge, e come troppo attive e influenti nelle questioni legali, con conseguente editto che limitava alle donne il condurre casi a loro nome anziché lasciarsi guidare da un uomo. Anche dopo che questa restrizione venne messa in atto vi furono numerosi esempi di donne che adottarono azioni informate in materia legale, tra cui la dettatura di una strategia legale ai loro avvocati di sesso maschile.
Il primo imperatore romano Augusto contrassegnò la sua ascesa al potere con un rigdo ritorno alla morale tradizionale (Mos maiorum) tentando di regolare la condotta delle donne attraverso la legislazione. L'adulterio, che era fino ad allora una questione privata di famiglia, venne criminalizzato e definito ampiamente come un atto di sesso illegale (stuprum) il quale si verificava tra un cittadino maschio e una donna sposata o tra una donna sposata e un qualsiasi altro uomo al di fuori del marito.

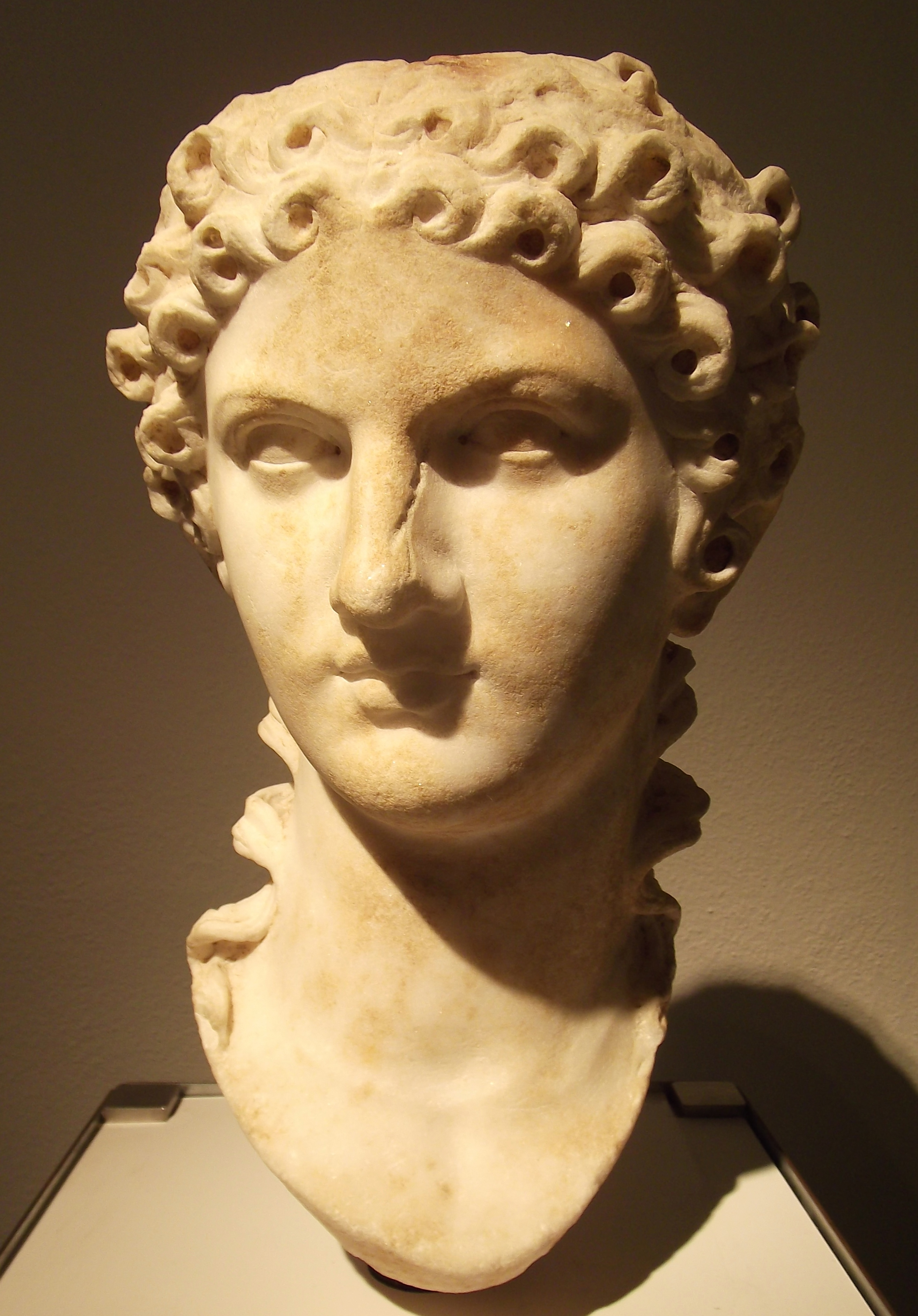
Agrippina minore, madre dell'imperatore romano Nerone.

Si mise in atto così un doppio standard: una donna sposata avrebbe potuto fare sesso solo con suo marito, mentre un uomo sposato non commetteva adulterio quando aveva rapporti sessuali con una prostituta, uno schiavo o una persona emerginata dallo stato (infamis). Lo stato incoraggiò al contempo una politica delle nascite ( ius trium liberorum, il diritto legale dei tre figli) concedendo onori e privilegi simbolici ad una donna che avesse partorito almeno tre figli liberandola da qualsiasi tutela maschile.
Le filosofie stoiche influenzarono lo sviluppo della legge romana. Gli stoici dell'era imperiale come Lucio Anneo Seneca e Gaio Musonio Rufo svilupparono teorie sui giusti rapporti tra i sessi; mentre non promossero l'uguaglianza sociale o legale, sostennero altresì che la natura dà agli uomini e alle donne la stessa capacità di virtù e obblighi uguali nell'agire virtuosamente e che quindi gli uomini e le donne avevano un'equa necessità di educazione filosofica. Queste tendenze filosofiche presenti tra l'élite dominante si pensa che possano aver contribuito a migliorare lo status delle donne sotto l'impero.
Roma non possedeva un sistema di istruzione scolastica sostenuta dallo Stato, pertanto l'istruzione era disponibile solo per coloro che avrebbero potuto pagare. Le figlie di senatori e cavalieri sembrano aver ricevuto regolarmente un'istruzione primaria (dai 7 ai 12 anni); indipendentemente dal genere, poche persone furono educate al di là di questo livello. Le ragazze di origini modeste avrebbero potuto essere istruite con l'intento poi di renderle utili per l'aiuto all'impresa familiare o potevano acquisire competenze di alfabetizzazione che avrebbero permesso loro di lavorare come scribi o segretarie private.

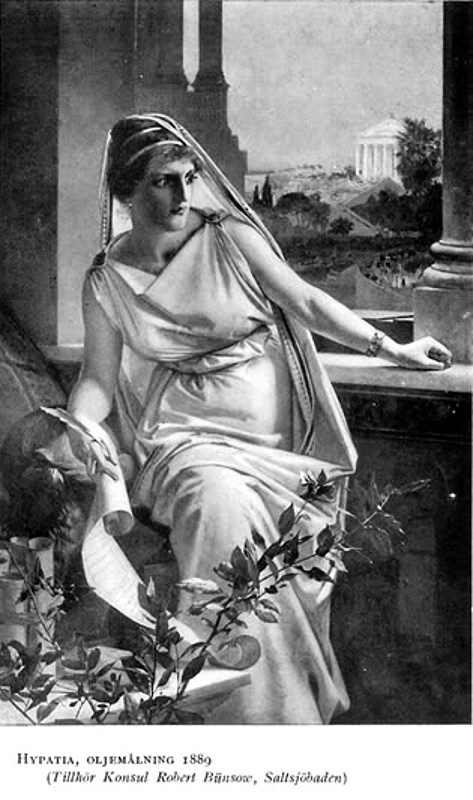
Ipazia di Julius Kronberg (1889).

Una delle donne che raggiunse un alto livello d'importanza intellettuale nel mondo antico fu Ipazia di Alessandria d'Egitto, che insegnò corsi avanzati ai giovani ed ebe consigliare il prefetto romano d'Egitto sulla politica da adottare. La sua influenza la mise in conflitto con il vescovo a capo del patriarcato di Alessandria Cirillo di Alessandria, che potrebbe essere stato implicato nella sua morte violenta nell'anno 415 per mano di una folla di fanatici cristiani.
La legge romana riconobbe lo stupro come reato in cui la condizione della vittima non generava colpa; lo stupro era un crimine passibile della pena di morte. Il diritto all'integrità fisica era fondamentale per il concetto di cittadinanza romana, come viene ben espresso nella leggenda (appartenente alla mitologia romana) sullo stupro di Lucrezia da parte del figlio del re. Dopo aver parlato contro la tirannia della famiglia reale ella commise suicidio come atto di protesta politica e morale. Gli autori romani videro il suo auto-sacrificio come catalizzatore per rovesciare la monarchia (età regi di Roma) e stabilire così la repubblica.
Come questione inerente al sistema legislativo la violenza era reato solo se commessa contro un cittadino, mentre la violenza contro uno schiavo poteva essere peerseguita solo come un danno inflitto alla proprietà del suo padrone. La maggior parte delle prostitute nell'antica Roma erano schiave, anche se alcuni schiavi erano protetti dalla prostituzione forzata da una clausla presente nel loro contratto di vendita.
Una donna libera che avesse lavorato come prostituta o "intrattenitrice" perdeva la sua posizione sociale per entrare nell'"infamia"; rendendo pubblicamente disponibile il proprio corpo ella aveva effettivamente rinunciato al diritto di essere protetta dall'abuso sessuale o dalla violenza fisica. L'atteggiamento nei confronti dello stupro cambiò quando l'impero cadde sotto il dominio cristiano: Agostino d'Ippona e altri padri della Chiesa interpretarono il suicidio di Lucrezia come - forse - l'ammissione del fatto ch'ella avesse incoraggiato il rapitore oltre alla confessione di aver provato un piacere sessuale.
Sotto Costantino I, il primo imperatore cristiano, vigeva la legge che se un padre accusava un uomo di aver rapito la figlia, ma se la figlia aveva dato il suo consenso preventivo, la coppia era soggetta alla morte sul rogo; se fosse invece stata rapita e stuprata contro la sua volontà, rimaneva ancora soggetta a pene minori in quanto complice "perché avrebbe potuto salvare se stessa gridando aiuto".

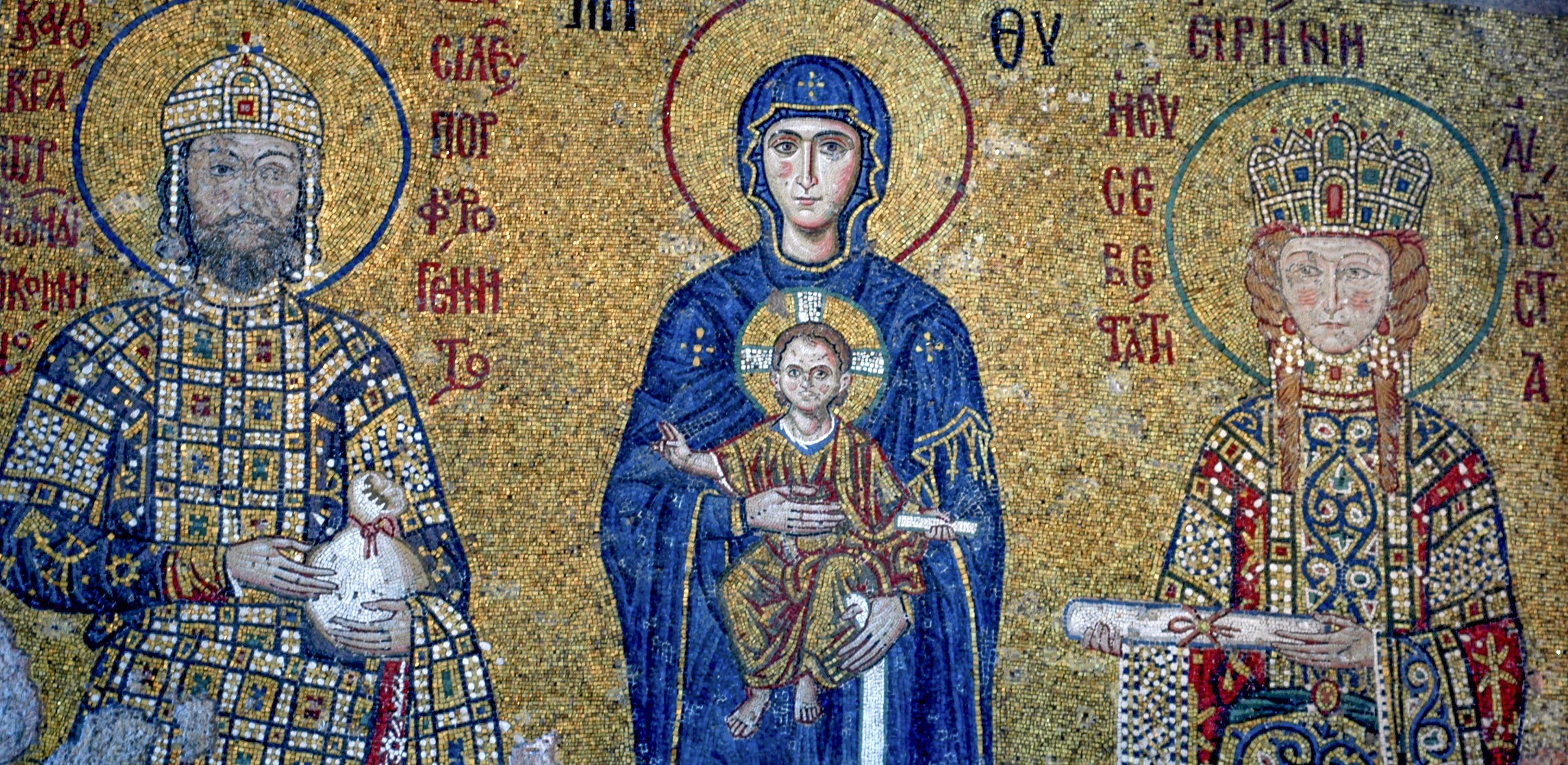
Un mosaico della Basilica di Santa Sofia (Istanbul) raffigurante Giovanni II Comneno assieme alla moglie Piroska d'Ungheria.

### Impero bizantino
Poiché la legge bizantina era fondamentalmente basata sul diritto romano lo status giuridico delle donne non cambiò notevolmente rispetto alle pratiche precedenti, mentre la tradizionale restrizione delle donne nella vita pubblica e l'ostilità nei confronti delle donne indipendenti continuarono a prevalere. Una maggior influenza da parte della cultura greca contribuì inoltre a sviluppare quegli atteggiamenti che volevano le donne rinchiuse in casa e al di fuori da qualsiasi situazione pubblica. Vi fu anche un trend crescente di donne che non erano prostitute, schiave o intrattenitrici le quali vennero totalmente velate. Come prescriveva la legge romana precedente, le donne non potevano essere testimoni legali, gestire amministrazioni o imprese ma potevano ancora invece ereditare proprietà e terre proprie.
In linea di principio l'influenza della Chiesa è stata esercitata a favore dell'abolizione delle disabilità imposte dalle leggi più antiche legate al celibato e all'infanzia e favorendo al contempo strutture più accessibili per poter entrare nella vita religiosa dopo la professione di fede, oltre all'istituzione di una previdenza necessaria per la moglie. La Chiesa sostenne anche il potere politico di coloro che si dimostravano maggiormente amichevoli nei confronti del clero; la nomina di madri e nonne come tutore venne sancita da Giustiniano I.
Le restrizioni matrimoniali di senatori e di altri uomini di alto rango con donne di basso rango vennero estesi da Costantino, ma sono state quasi completamente rimosse da Giustiniano. I secondi matrimoni furono scoraggiati, soprattutto rendendo legale l'imposizione dell'usanza che voleva il diritto di proprietà di una vedova cessare immediatamente a seguito del matrimonio. Le "costituzioni leonine" della fine del IX secolo resero punibili i terzi matrimoni; le stesse costituzioni resero la benedizione di un sacerdote come parte necessaria della cerimonia matrimoniale.

### Scritture religiose

#### Bibbia

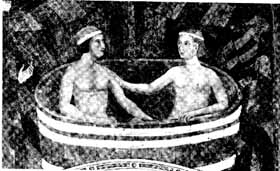
Marozia assieme alla madre Teodora.

"Se sposa un'altra donna, l'uomo non deve ridurre il cibo, i vestiti e i diritti coniugali (alla prima moglie)". (Libro dell'Esodo 21:10. tratto dalla  Bibbia Ebraica Completa (CJB) Così, fin dall'antichità, le donne ebbero un diritto sessuale nei confronti dei loro mariti, oltre a quelli di essere nutriti e vestite da loro.
Come sottolinea lo studioso Frank L. Caw Jr. la violazione di questi diritti riconosciuti dall'Antico Testamento da parte dell'uomo poligamico dava alla donna il motivo per il divorzio tramite Ghet (Esodo 21:11). L'istituto delle mogli schiave furono nel corso del tempo abolite ma i principi morali generali riguardanti attività come il divorzio sono ancora oggi applicabili dall'ebreo osservante.
Tuttavia, prima e durante i tempi biblici, i ruoli delle donne vennero quasi sempre severamente limitati.

#### Corano
Il Corano, rivelato al profeta Maometto nel corso di 23 anni, ha costantemente fornito orientamenti alla comunità islamica e modificato le abitudini esistenti nella società araba. Dal 610 al 661, conosciuta come l'epoca delle prime riforme sotto l'Islam, il Corano introdusse riforme fondamentali alla legge ordinaria e diritti per le donne in materia di matrimonio, divorzio e eredità. Affermando che la moglie, non la sua famiglia, avrebbe ricevuto una dote dal marito, che poteva amministrare come proprietà privata, il Corano rese le donne una parte legale del contratto matrimoniale.

Mentre nel diritto consuetudinario l'eredità era limitata ai discendenti maschi, il Corano introdusse norme sull'eredità con alcune condivisioni fisse distribuite agli eredi designati, prima alle parenti più vicini e poi anche per gli altri. Secondo Annemarie Schimmel "rispetto alla posizione pre-islamica delle donne, la legislazione islamica ha significato un enorme progresso; la donna ha il diritto, almeno secondo la lettera della legge, di amministrare la ricchezza che ha portato in famiglia o che si è guadagnata grazie al proprio lavoro".
Il miglioramento generale dello status delle donne arabe comprendeva il divieto di infanticidio femminile e il riconoscimento della piena personalità delle donne [71]. Le donne acquisirono in tal modo maggiori diritti rispetto alle donne presenti nell'Arabia pre-islamica (Jāhiliyya) e nella stessa Europa medievale; per molti secoli alle donne non venne accordato un tale status giuridico in altre culture. Secondo il professor William Montgomery Watt, quando lo si guarda in un tale contesto storico, Maometto "può essere visto come una figura che ha testimoniato per i diritti delle donne".

### Europa medievale
La Chiesa e la cultura inglese nel Medioevo consideravano le donne deboli, irrazionali e vulnerabili alla tentazione ed era pertanto necessario tenerle costantemente sotto controllo. Questo modo di vedere si è riflesso sulla cultura cristiana in Inghilterra attraverso la storia di Adamo ed Eva ove Eva è caduta nella tentazione per opera di Satana (vedi peccato originale) e condusse Adamo a mangiare la mela. Questa stessa convinzione era basata anche su quanto dice Paolo di Tarso, che cioè il dolore del parto era una punizione per quest'azione che condusse l'umanità ad essere scacciata dal giardino dell'Eden.
L'inferiorità femminile appare anche in molte scritture medievali, ad esempio il teologo del XIII secolo Jacques de Vitry (a cui erano piuttosto simpatiche le donne rispetto ad altri) sottolineò l'obbedienza femminile nei confronti dei loro uomini e descrisse le donne come lubriche, inaffidabili, deboli, devianti, ingannevoli e ostinate.

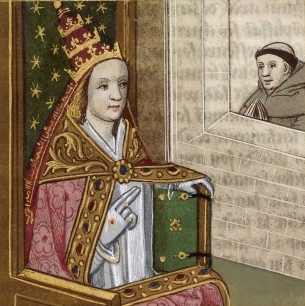
La papessa Giovanna.

La Chiesa promosse anche la Vergine Maria come modello da emulare per le donne, soprattutto per il suo essere innocente sessualmente, fedele al marito e madre; questo fu l'obiettivo fondamentale sia culturale sia religioso che venne posto in tutta l'Europa medievale. Lo stupro venne inteso anche nell'Inghilterra medievale prettamente come un reato contro il padre o il marito e la violazione della loro protezione e tutela delle donne che si occupano della famiglia.
L'identità femminile durante il Medioevo fu riferita essenzialmente attraverso i suoi rapporti con gli uomini cui era associata, ad esempio come la figlia o la moglie di un dato uomo. Nonostante tutto la Chiesa ebbe a sottolineare anche l'importanza dell'amore e del rispetto reciproco all'interno di un matrimonio e vietò qualsiasi forma di divorzio di modo che la moglie avrebbe sempre avuto qualcuno che si prendesse cura di lei.
In tutta l'Europa medievale le donne furono completamente inferiori in status e diritti in rapporto agli uomini; alle donne venne consigliato vivamente di non frequentare i tribunali e di lasciare tutti i loro affari legali nelle mani del marito. Nel sistema giuridico le donne furono considerate come una proprietà degli uomini, per cui ogni minaccia o lesione fatta a loro rientrava nei doveri legali dei propri tutori maschi.
Nella legge irlandese alle donne venne vietato di presenziare in qualità di testimoni nei tribunali; nella legge gallese la testimonianza delle donne poteva essere accettata solo se rivolta verso altre donne, ma mai contro un uomo. In territorio francese la testimonianza femminile doveva essere corroborata con altre prove, in caso contrario non veniva accettata ed era invalidata.

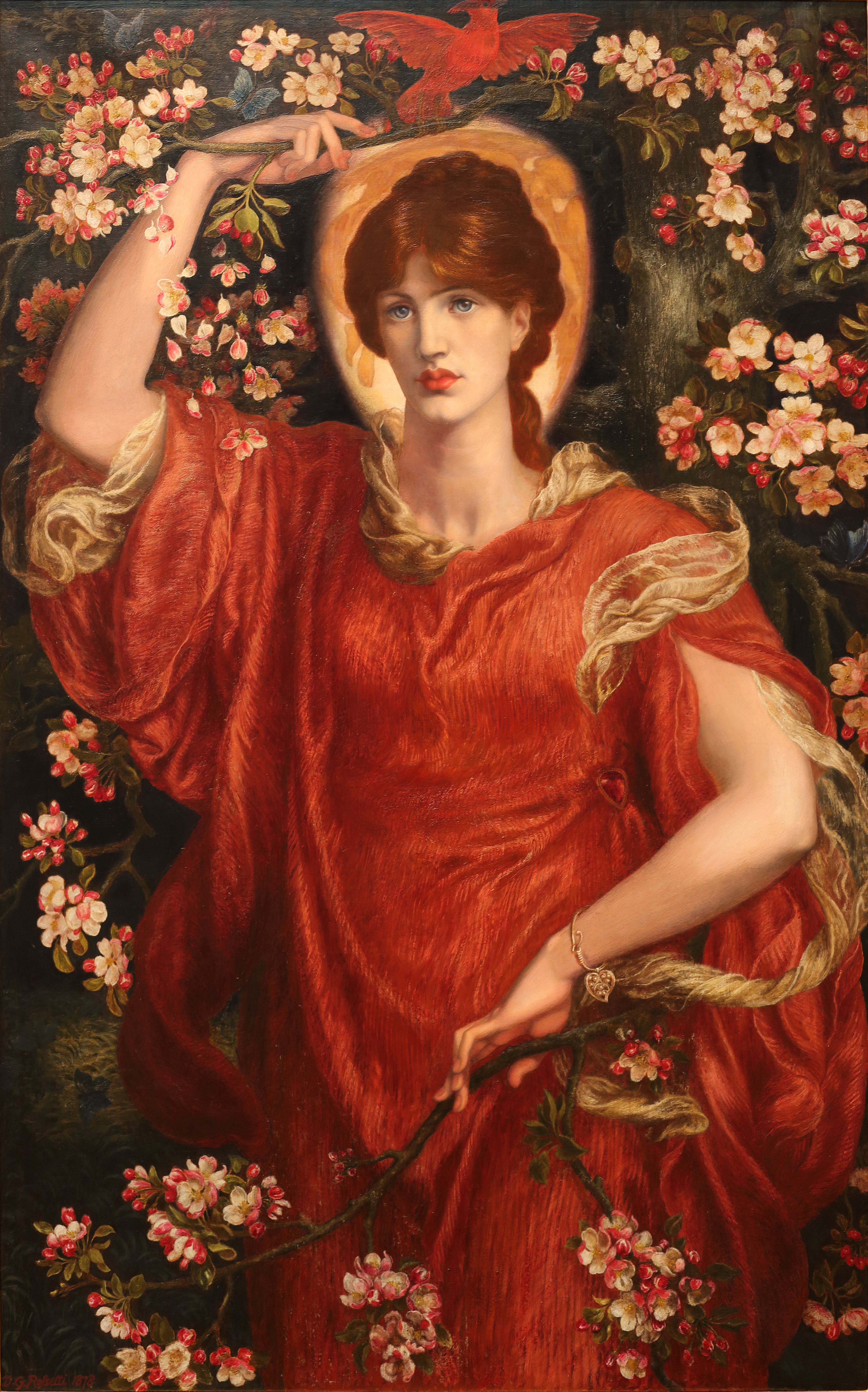
Fiammetta di Dante Gabriel Rossetti (1878).

Anche se le donne in linea di principio non avrebbero dovuto partecipare alla vita giudiziaria, ciò non era sempre vero; a volte, a prescindere dalle aspettative, a volte partecipavano e frequentavano i casi giudiziari e le relative riunioni. Ma le donne non potevano in alcun caso agire come giudici, essere avvocati, non poterono mai essere membri di una giuria popolare e non poterono mai neppure accusare un'altra persona di un qualche reato, se non quello dell'omicidio del marito. Per la maggior parte dei casi la cosa migliore che una donna avrebbe potuto fare era quella di osservare in perfetto silenzio le procedure legali in corso.
La legge svedese protesse le donne dall'autorità dei loro mariti trasferendola ai parenti maschi. Anche la proprietà e la terra di una moglie non potevano essere incamerate dal marito senza il previo consenso della famiglia della donna, mentre non era necessario il consenso della moglie. Ciò significa che una donna non avrebbe mai potuto trasferire la sua proprietà al marito senza il consenso dei suoi familiari maschi. Sempre nella legge svedese le donne ricevevano anche solo la metà dell'eredità rispetto al fratello. Nonostante queste problematiche legali la Svezia è stata in gran parte avanti e molto superiore nel trattamento verso le donne rispetto alla maggior parte dei paesi europei.
I matrimoni medievali tra le élite erano disposti essenzialmente in modo da soddisfare gli interessi della famiglia nel suo complesso. Almeno teoricamente una donna avrebbe dovuto approvare la scelta dello sposo fatta dalla famiglia prima della celebrazione matrimoniale e la Chiesa incoraggiava a che questo consenso venisse effettivamente espresso il prima possibile. Un matrimonio poteva anche avvenire dovunque all'interno dei confini nazionali e l'età minima per le ragazze avrebbe dovuto essere posta a 12 anni, mentre per i maschi era fissata a 14.

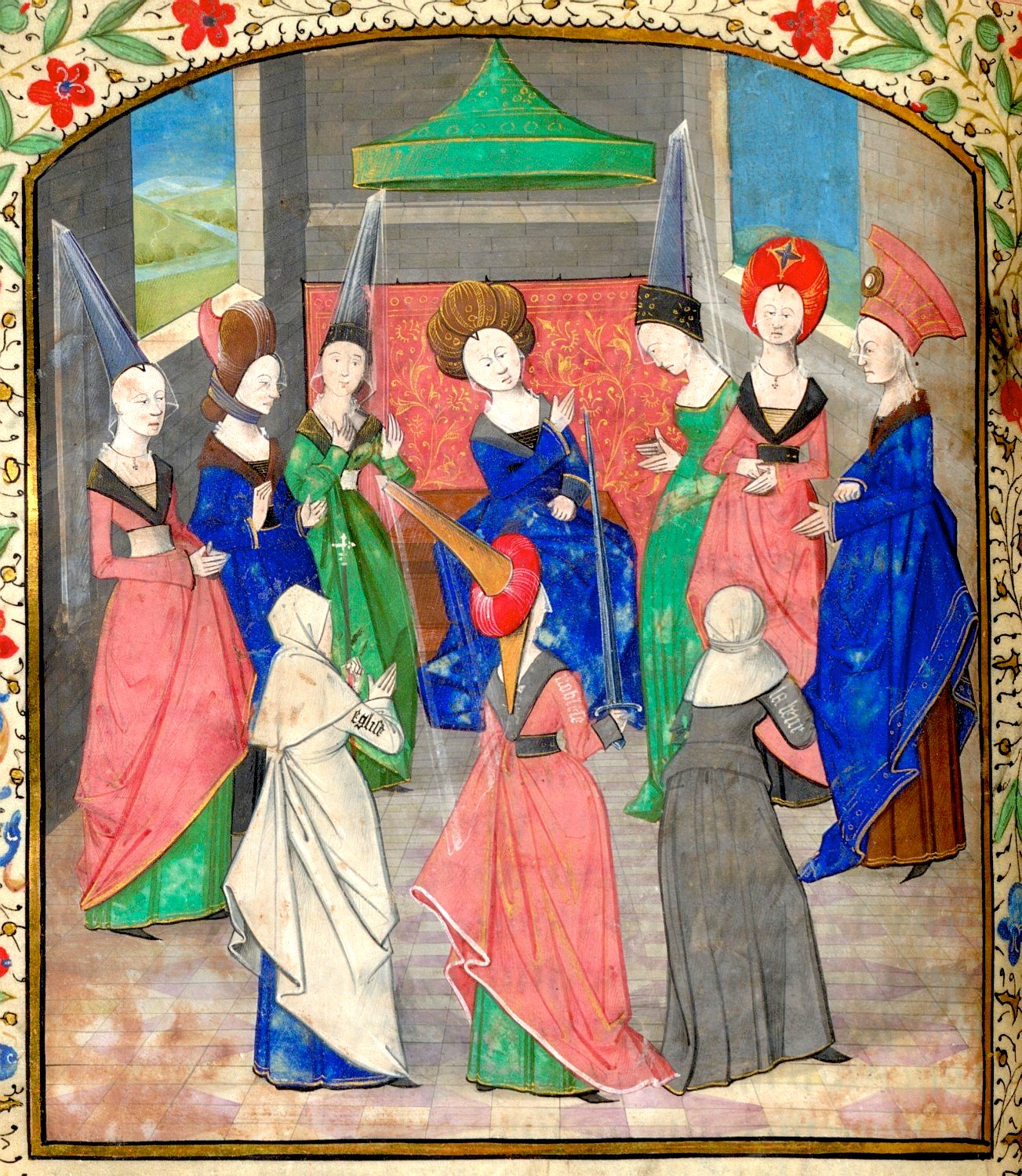
Infolio che mostra in allegoria i tre Stati (Chiesa, Nobiltà, e Popolo) che discutono la teologia, la logica, l'aritmetica, la geometria e la musica (British Library).

#### Europa medievale germanica, baltica e scandinava
Il tasso di Guidrigildo suggerisce che le donne in queste società furono valutate principalmente per i loro fini di allevamento della prole. La somma per una donna era doppia rispetto a quella di un uomo con lo stesso status nei codici legali germanico e bavarese. Nel frattempo il Guidrigildo triplicò rispetto a quello di un uomo con lo stesso status nei codici legali dei Franchi Sali e dei Franchi Ripuari per le donne che erano in un'età fertile, vale a dire tra i 12 e i 40 anni.
Uno dei codici germanici della tradizione dei Longobardi stabilì che le donne rimanessero sotto il controllo di un maschio mundoaldo (titolare del mundio) che poteva essere costituito da suo padre, dal marito, dal figlio maggiore o eventualmente dal re come ultima risorsa se non avesse avuto parenti maschi. Una donna aveva sempre bisogno del permesso del suo coltivatore per gestire la proprietà, ma poteva ancora possedere le proprie terre e beni. Alcuni territori con leggi di ereditarietà derivanti dai Visigoti fino almeno al VII secolo erano favorevoli alle donne, mentre tutte le altre legislazioni non lo erano.
Prima della cristianizzazione dell'Europa vi era poco spazio per il consenso delle donne ad un matrimonio e il Kaufehe (matrimonio tramite acquisto) era in realtà la norma civile in contrapposizione al matrimonio alternativo attraverso la cattura (Raubehe) o ratto della sposa. Tuttavia il cristianesimo fu lento a raggiungere altri settori come la regione baltica e la Scandinavia, giungendo solo nell'anno 950 nel territorio danese di Aroldo I di Danimarca.

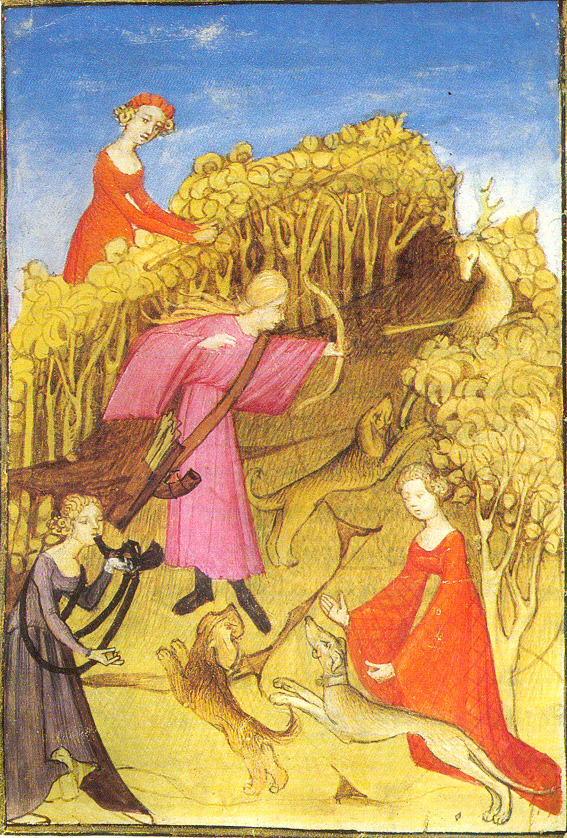
Donne che svolgono vari compiti durante il Medioevo.

Coloro che vissero sotto la legge norvegese e islandese erano usi ad utilizzare i matrimoni per forgiare alleanze o produrre trattati di pace, normalmente senza che le donne potessero dire o decidere alcunché. Tuttavia i diritti di divorzio furono consentiti alle donne che avevano sofferto di abusi fisici, ma non vennero concesse protezioni dai danni sessuali a coloro che erano mendicanti, serve e giovani schiave. Forzare ad un rapporto sessuale senza consenso generalmente non aveva alcuna conseguenza o punizione giuridica.
Durante l'epoca vichinga le donne ebbero uno status relativamente libero nei paesi nordici, ciò illustrato dal codice di leggi islandesi Grágás, o nelle norvegesi Frostating oppure nelle leggi Gulaþing. La zia, la nipote e la nonna paterna (chiamata odalkvinna) avevano il diritto di ereditare la proprietà di un defunto. In assenza di parenti maschi una donna non sposata con nessun figlio poteva, inoltre, ereditare non solo la proprietà ma anche la posizione di capo della famiglia da un defunto padre o da un fratello: una donna con tale status era chiamata ringkvinna. Ella esercitava tutti i diritti concessi a un capoclan, come ad esempio il diritto di richiedere e ricevere compensazione adeguata per il massacro di un membro della famiglia; tutto questo a meno che non si sposasse, nel qual caso tutti i suoi diritti venivano trasferiti al marito.
Raggiunta l'età di vent'anni una donna non sposata, chiamata maer e mey, raggiungeva la maggiorità legale e aveva il diritto di decidere il proprio luogo di residenza, oltre ad essere considerata come "persona" davanti alla legge. Un'eccezione alla sua indipendenza era costituita dal diritto mancato di scegliersi un partner per il matrimonio, in quanto gli sposalizi erano generalmente organizzati dal clan.
Le vedove godevano dello stesso status indipendente delle donne sposate. Le donne avevano inoltre anche un'autorità religiosa ed erano attive come sacerdotesse (gydja) e fonte di oracolo (sejdkvinna); esse erano attive nell'arte come poetesse (scaldo), mercanti e medici.
Una donna sposata avrebbe potuto divorziare dal marito e risposarsi; era anche socialmente accettabile che una donna libera convivesse con un uomo ed avesse figli con lui senza sposarlo, anche se quell'uomo fosse stato sposato: una donna in una tale posizione veniva chiamata frilla. Non esisteva alcuna distinzione tra i bambini nati all'interno o all'esterno del matrimonio; entrambi avevano il diritto di ereditare la proprietà dopo i loro genitori e non vigeva alcun concetto di "illegittimità" nei confronti dei bambini nati al di fuori del matrimonio.
Queste libertà scomparvero gradualmente a seguito del cambiamento introdotto dal cristianesimo e dalla fine del XIII secolo nessuna di queste disposizioni viene più citata. Nel corso della storia del cristianesimo in età medievale la legislazione scandinava applicava diversi atti legali a seconda della legge locale della contea, indicando che lo status delle donne poteva variare a seconda della contea in cui si trovava a vivere.

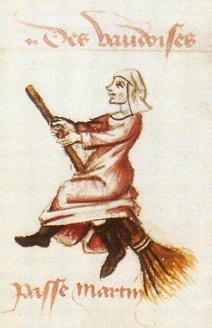
Una strega che cavalca la scopa in una miniatura del 1451.

### Europa rinascimentale
Nel XVI e XVII secolo ebbe il suo inizio la grande persecuzione contro la cosiddetta stregoneria orchestrata dalla Chiesa romana, che vide migliaia di persone morte sul rogo, di cui tra il 75 e il 95% (a seconda del tempo e del luogo) erano donne. La caccia alle streghe e le relative combustioni si svolsero principalmente nelle terre tedesche e nel corso dl XV secolo tutta la terminologia relativa alla stregoneria fu sicuramente considerata come un qualcosa di femminile rispetto agli anni precedenti.
I più famosi manuali di stregoneria come il Malleus Maleficarum e la bolla pontificia intitolata Summis desiderantes affectibus descrivono gli adepti della stregoneria come cospiratori diabolici che adoravano Satana e che erano principalmente donne. La cultura e l'arte dell'epoca descrivevano tali streghe come seducenti e malvagie, alimentando ulteriormente il panico morale nella sua fusione con la retorica ecclesiale. L'origine del personaggio della strega risale alle mitiche creature notturne della mitologia romana note come Strix (Strige), che si pensava apparissero e scomparissero misteriosamente nella notte.
Furon anche credute da molti per essere donne che avevano il potere soprannaturale di trasformarsi. Questo mito latino si crede come proveniente nelle sue origini dallo Shabbat ebraico in cui vengono descritte quelle donne non soprannaturali che si sospettava lasciassero e ritornassero rapidamente in casa nel corso delle ore notturne. Gli autori del Malleus stabilirono fortemente il legame tra stregoneria e donne annunciando una maggior probabilità per le donne di essere dipendenti dl "Male".

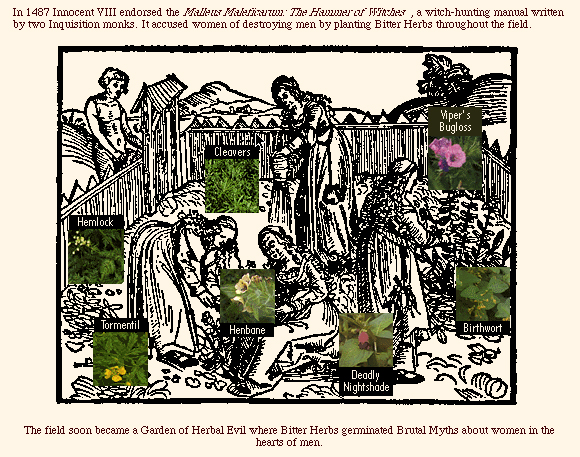
Il Malleus Maleficarum, pubblicato nel 1487, accusava le donne - tra le altre cose - di distruggere gli uomini piantando erbe velenose nel suo campo.

Gli autori del testo il Grande inquisitore, Heinrich Kramer e il teologo svizzero Jacob Sprenger, giustificavano queste credenze sostenendo che le donne avevano una maggior credulità, impressionabilità, menti e corpi deboli, impulsività e natura carnale, che erano difetti suscettibili di comportamenti "cattivi" e di stregoneria. Questi tipi di credenze a quel tempo avrebbero potuto mandare eremiti o mendicanti femminili davanti alla Santa Inquisizione solo perché erano state viste offrire medicine o rimedi a base di erbe. Questa serie di miti nel loro pieno sviluppo portano inevitabilmente alla grande caccia contro le donne streghe verificatasi tra il XVI e il XVII secolo in cui migliaia di donne trovarono la morte bruciate vive.
Nel 1500 l'Europa era divisa in due tipi di leggi laiche; una era quella ordinaria predominante nella Francia settentrionale, In Inghilterra e nella Scandinavia, l'altra era la legge scritta romana che era predominante nella Francia meridionale (Midi, nella penisola italiana, in Spagna e in Portogallo.
Le leggi ordinarie favorirono gli uomini più delle donne, ad esempio le eredità tra le élite in Italia, Inghilterra, Scandinavia e Francia veniva trasmessa esclusivamente all'erede maschio maggiore. In tutte queste regioni inoltre le leggi hanno anche concesso agli uomini poteri sostanziali sulle vite, le proprietà e i corpi delle loro mogli. Vi sono stati tuttavia alcuni miglioramenti per le donne in contrasto con l'antica abitudine, per esempio che potevano ereditare in assenza dei loro fratelli, eseguire alcuni scambi senza il previo consenso del marito e per le vedove ricevere doni.

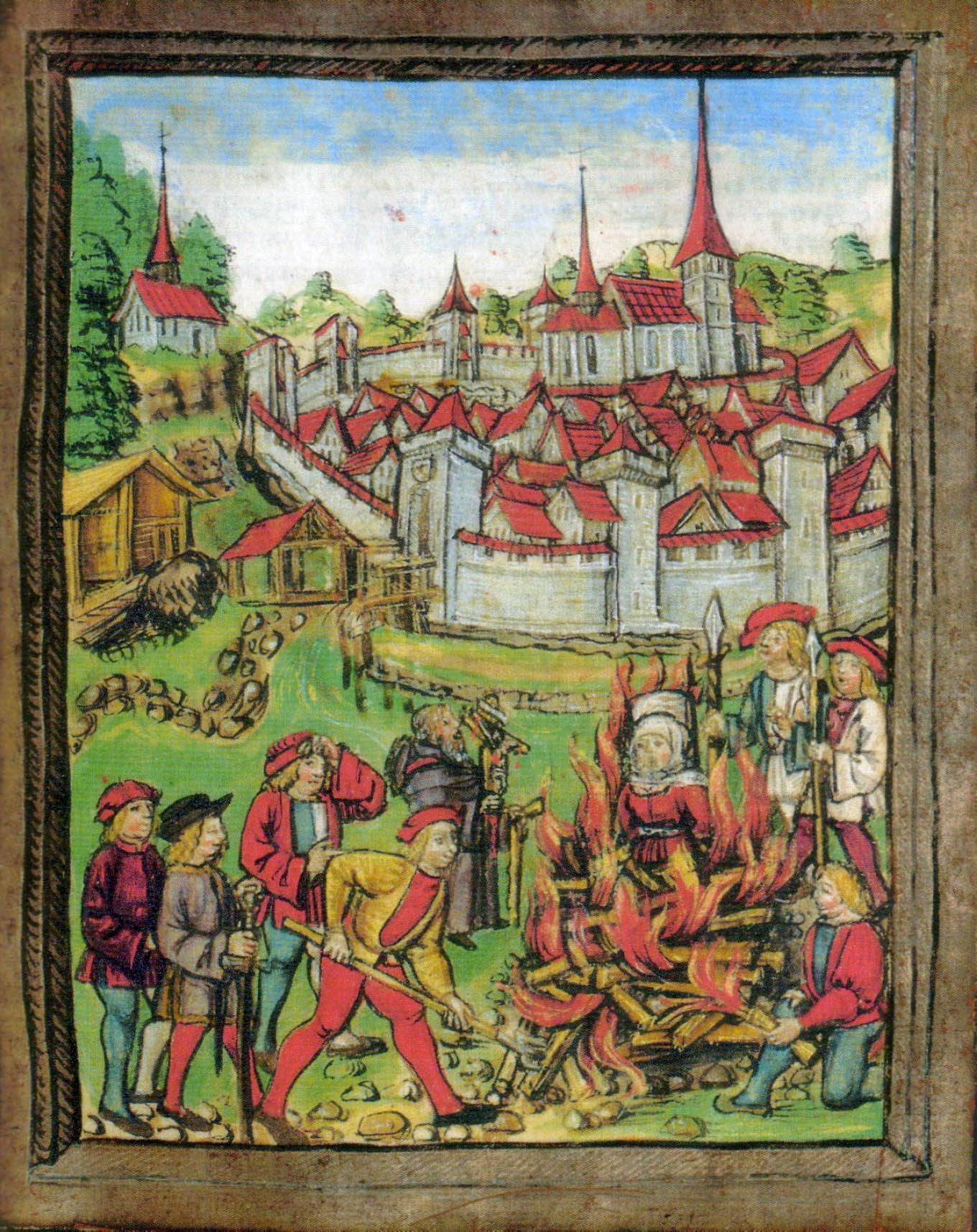
La morte sul rogo fu il risultato della caccia alle streghe; qui siamo a Willisau in Svizzera nel 1447.

Nelle aree regolate dalle leggi scritte sulla base romana le donne rimanevano vita natural durante sotto la tutela legale maschile in materia di proprietà e diritto, con i padri che sovrintendevano le figlie, i mariti le mogli e gli zii o altri parenti maschi le vedove. In tutta Europa lo status giuridico delle donne si concentrò attorno al suo stato civile, mentre il matrimonio continuava a costituire il fattore più importante per limitare l'autonomia femminile. I componenti teorici e pratici legali non solo ridussero i diritti e le libertà delle donne, ma impedirono anche alla donne singole o vedove di svolgere funzioni pubbliche con la giustificazione che avrebbero potuto un giorno maritarsi.
Secondo la legge comune inglese, che si è sviluppata a partire dal XII secolo, tutta la proprietà che una moglie manteneva al momento del matrimonio diveniva un possesso immediato del marito; solo molto più tardi i tribunali inglesi vietarono il trasferimento di proprietà al marito senza il consenso della moglie, ma egli conservava ancora il diritto di gestirlo e di riceverne il guadagno che esso produceva. Le donne sposate francesi hanno subito restrizioni sulla loro capacità legale le quali sono state rimosse solo nel 1965.
Nel XVI secolo con l'avvio della riforma protestante in Europa settentrionale si permise sempre ad unnumero maggiore di donne di poter far sentire la propria voce, tra cui le scrittrici inglesi Jane Anger, Emilia Lanyer e la profetessa Anna Trapnell. I Quaccheri britannici e americani credevano e predicavano che le donne e gli uomini fossero uguali; molte donne quacchere erno anche predicatrici. Nonostante la libertà relativamente maggiore per le donne anglosassoni, fino almeno alla metà del XIX secolo gli scrittori sostennero in larga misura che l'ordine proveniente dal patriarcato fosse l'ordine da considerarsi più naturale, cioè quello che era sempre esistito. Una tale percezione non fu seriamente sfidata fino al XVIII secolo, quando i missionari della compagnia di Gesù non rinvennero la matrilinearità tra i nativi americani.

Il filosofo britannico John Locke si oppose alla disuguaglianza coniugale e al maltrattamento delle donne; era ben noto per aver sostenuto l'uguaglianza coniugale tra i sessi nella sua opera durante il XVII secolo. Secondo uno studio pubblicato sull'"American Journal of Social Issues & Humanities" la condizione femminile durante il periodo della vita di Locke era la seguente:
- Le donne inglesi avevano meno motivi legittimi di divorzio rispetto agli uomini fino al 1923[93]
- I mariti hanno controllato la maggior parte delle proprietà personali della loro moglie fino alle due "leggi sulla proprietà delle donne sposate" (1870 e 1882)[93]
- I figli erano una proprietà del padre[93]
- Lo stupro era legalmente impossibile all'interno di un matrimonio[93] (cioè non veniva considerato come esistente)
- Le mogli non avevano proprie caratteristiche cruciali come personalità giuridica, dal momento che il marito era l'unico rappresentante della famiglia (eliminando così la necessità di un suffragio femminile). Queste caratteristiche legali del matrimonio suggeriscono che l'idea di un matrimonio tra gli uguali sembra improbabile per la maggior parte degli inglesi ancora in età vittoriana[93] (tratto da Gender and Good Governance in John Locke, American Journal of Social Issues & Humanities Vol 2[93]).

Anche altri filosofi si espressero sui diritti delle donne in questo periodo. Per esempio Thomas Paine scrisse in una lettera privata nel 1775 nei riguardi del sesso femminile: "Se facciamo un'indagine sull'età e sui paesi, troveremo le donne, quasi senza eccezione... adorate e oppresse... derubate della libertà di volontà dalle leggi... Eppure, mi dispiace dirlo, è questo il caso per il maggior numero di donne in tutta la terra. L'uomo per loro è stato o un marito insensato o un oppressore".

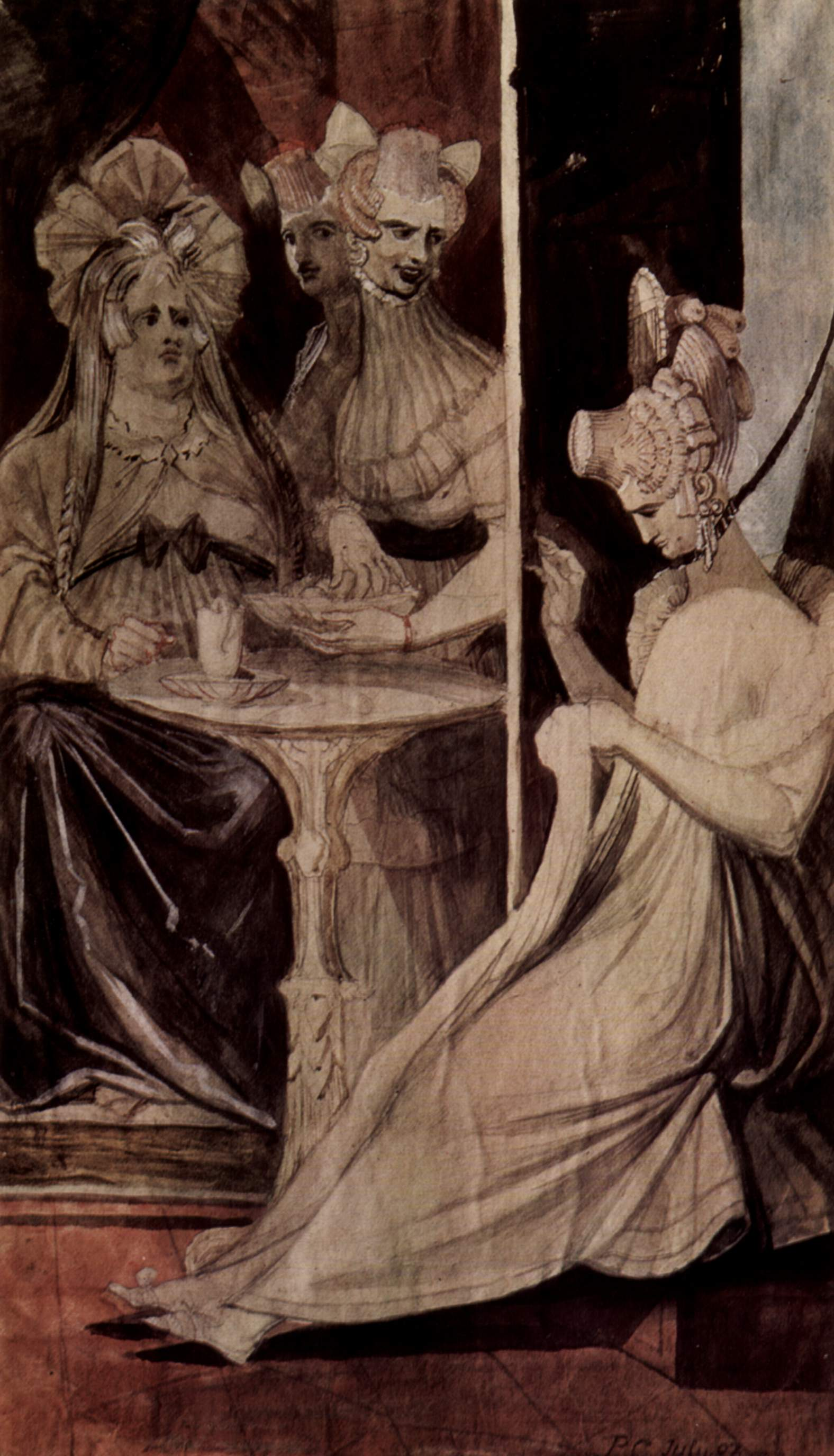
The Debutante (1807) di Henry Fuseli; La donna, vittima delle convenzioni sociali maschili, è legata al muro, impiegata solo per cucire e custodita dalle governanti. L'immagine riflette le opinioni di Mary Wollstonecraft nella sua Rivendicazione dei diritti della donna pubblicata nel 1792.

### XVIII e XIX secolo europei
A partire dalla fine del XVIII secolo e per tutto il XIX i diritti, come concetto e rivendicazione, acquisirono una sempre più crescente importanza politica, sociale e filosofica in Europa. Emersero i primi movimenti che richiedevano la libertà di religione, l'abolizionismo, i diritti delle donne, i diritti per coloro che non possedevano proprietà e il suffragio universale.
Alla fine del XVIII secolo la questione dei diritti delle donne divenne un punto centrale nei dibattiti politici sia in Francia che in Gran Bretagna. All'epoca alcuni dei più grandi pensatori dell'Illuminismo, che difendevano i principi democratici di uguaglianza sociale e che contestavano le nozioni per cui solo pochi privilegiati dovessero governare la stragrande maggioranza della popolazione, credevano che questi principi dovessero essere applicati solamente al proprio genere sessuale e razza.
Jean-Jacques Rousseau per esempio pensava che fosse nell'ordine della natura l'obbedienza della donna agli uomini; egli scrisse: "Le donne non sbagliano a lamentarsi della disuguaglianza delle leggi create dall'uomo" e affermò che "quando cerca di usurpare i nostri diritti, è nostra inferiore".
Gli sforzi compiuti dalla pioniera Dorothea von Velen su Giovanni Guglielmo del Palatinato portarono all'abolizione della coverture (dottrina giuridica per cui, al momento del matrimonio, i diritti e gli obblighi legali di una donna venivano assimilati a quelli del marito) nell'Elettorato del Palatinato nel 1707, rendendo ciò una precoce adesione ai diritti delle donne. L'Elettorato del Palatinato fu il primo Stato di lingua tedesca ad abolirla, anche se venne per breve tempo reintrodotta da Carlo III Filippo del Palatinato, il successore di Giovanni.
Drothea protestò dal suo esilio ad Amsterdam facendo pubblicare le sue memorie intitolate A Life for Reform, che erano molto critiche nei confronti del governo di Carlo III; per evitare uno scandalo il sovrano venne indotto ad accettare le richieste di Dorothea e la coverture fu ancora una volta abolita. Nel 1754 Dorothea divenne la prima donna tedesca a ricevere un dottorato in medicina all'Università "Martin Lutero" di Halle-Wittenberg.

Nel 1791 la drammaturga nonché attivista politica Olympe de Gouges pubblicò la sua Dichiarazione dei diritti della donna e della cittadina, modellata sulla Dichiarazione dei diritti dell'uomo e del cittadino di due anni prima. La dichiarazione è ironica nella formulazione ed espone il risultato fallimentare della rivoluzione francese per quel che concerneva il concetto di uguaglianza. Essa afferma che: "Questa rivoluzione avrà effetto solo quando tutte le donne diventeranno pienamente consapevoli della loro condizione deplorevole e dei diritti che hanno perso nella società".
La dichiarazione segue pedissequamente i 17 articoli della sua controparte maschile punto per punto ed è stata descritta da Camille Naish come "quasi una parodia... del documento originale". Il prim articolo della dichiarazione maschile proclama che "gli uomini sono nati e rimangono liberi e uguali nei diritti. Le distinzioni sociali possono basarsi solo sull'utilità comune" e il primo articolo della dichiarazione femminile fa eco affermando che "La donna è nata libera e rimane uguale all'uomo in diritto. Le distinzioni sociali possono basarsi solo sull'utilità comune". De Gouges espande poi il sesto articolo il quale dichiarava il diritto dei cittadini a partecipare alla formazione delle leggi dicendo: "Tutti i cittadini, comprese le donne, sono ugualmente ammissibili a tutte le dignità, agli uffici e agli impieghi pubblici, secondo la loro capacità e senza alcuna distinzione rispetto a quelle delle loro virtù e talenti".
De Gouges richiama anche l'attenzione sul fatto che, secondo la legge francese, le donne sempre sono state pienamente punibili, ma non gli sono mai stati concessi uguali diritti. Mary Wollstonecraft, scrittrice e filosofa britannica, pubblicò una Rivendicazione dei diritti della donna nel 1792 sostenendo che era la mancata istruzione a creare aspettative limitate nelle donne. Wollstonecraft attaccò duramente l'oppressione di genere, premendo per poter avere pari opportunità educative e chiedendo "Giustizia e diritti per tutta l'umanità!"

Wollstonecraft, insieme alle sue contemporanee britanniche Damaris Cudworth e Catharine Macaulay, cominciarono ad usare il linguaggio dei diritti in relazione alle donne, sostenendo che le donne avrebbero dovuto avere maggiori opportunità perché, al pari degli uomini, erano esseri morali e razionali. Nel suo saggio datato 1869 The Subjection of Women il filosofo e teorico politico inglese John Stuart Mill descrisse la situazione delle donne in Gran Bretagna come segue: "Ci viene in continuazione rammentato che la civiltà e il cristianesimo hanno ripristinato alla donna i suoi giusti diritti: nel frattempo la moglie è l'effettivo servitore del marito, non tanto meno per quanto riguarda l'obbligo legale che gli schiavi posseggono".
Allora membro del Parlamento del Regno Unito Mill sostenne che le donne meritassero il diritto di voto, anche se la sua proposta di far sostituire il termine "uomo" con quello di "persona" nella "Reform Act 1867" venne accolta con alte risate dai membri della Camera dei comuni e bocciata per 76 a 196 voti. I suoi argomenti non trovarono molto sostegno tra i contemporanei, ma il suo tentativo di far modificare il disegno di legge della riforma generò una maggior attenzione sulla questione del suffragio femminile in Gran Bretagna.
In un cartoncino della rivista Punch del 1867 viene colpito dalla satira (e inteso come minaccia) il tentativo di sostituire il termine "uomo" con "persona", cioè conseguentemente dare alle donne la facoltà di voto. La didascalia recita: MILL'S LOGIC; OR, FRANCHISE FOR FEMALES. "PRAY CLEAR THE WAY, THERE, FOR THESE - A - PERSONS.".
Inizialmente soltanto una delle numerose campagne per i diritti delle donne, quella del suffragio divenne ben presto la causa principale del costituirsi del primo movimento esplicitamente femminista all'inizio del XX secolo. All'epoca la capacità di voto era limitata ai possessori di ricche proprietà nelle giurisdizioni inglesi. Questa disposizione implicitamente escludeva le donne con diritto di proprietà e la "Legge matrimoniale" continuava a dare agli uomini tutti i diritti di proprietà o all'eredità a partire dal momento delle nozze, questo fino al XIX secolo.
Anche se il suffragio maschile si allargò nel corso del secolo, alle donne veniva esplicitamente vietato a votare a livello nazionale e finanche locale secondo la Reform Act 1832 e la "Municipal Corporations Act 1835". Millicent Fawcett e Emmeline Pankhurst condussero un'aspra campagna pubblica sul suffragio femminile fino a quando nel 1918 venne approvato un disegno di legge per consentire alle donne con più di 30 anni il diritto di voto.

Nel corso degli anni '60 del XIX secolo la politica sessuale economica delle donne del ceto medio in Gran Bretagna e nei paesi vicini dell'Europa occidentale fu guidata da fattori quali l'evoluzione della cultura del consumatore del XIX secolo, tra cui l'emergere di grandi centri commerciali e delle "sfere separate". In Come Buy, Come Buy: Shopping and the Culture of Consumption in Victorian Women's Writing,l'accademica statunitense Krista Lysack compie un'analisi della letteratura di quel secolo affermando che attraverso i suoi espedienti narrativi vi si poteva scorgere il "riflesso di norme comuni contemporanee", come ad esempio la femminilità vittoriana caratterizzata dalla rinuncia di sé e dalla regolamentazione di tutti i desideri.
Mentre le donne, in particolare quelle della classe media, ottennero un modesto controllo sulle spese familiari quotidiane ed ebbero la possibilità di farsi vedere fuori casa, assistere ad eventi sociali ed acquistare oggetti personali e domestici nei vari magazzini sviluppatisi in territorio europeo nel tardo XIX secolo, nel clima socioeconomico dell'Europa pervadeva l'ideologia secondo cui le donne non avevano un totale controllo sui loro bisogni e con la conseguenza che avrebbero di certo sperperato il salario del loro marito o padre.
Di conseguenza molti annunci pubblicitari relativi a beni socialmente femminili ebbero come risultato di far aumentare la progressione sociale, gli esotismi dell'orientalismo e l'efficienza aggiunta per i ruoli delle donne all'interno delle famiglie; le donne vennero ritenute oramai responsabili di tutto quel che concerneva la pulizia, la custodia dei bambini e la cucina.

### Russia
Per legge e per costume la Russia moscovita era una società fortemente patriarcale che subordinava le donne agli uomini e i giovani ai loro anziani. Pietro I di Russia portò ad un rilassamento generale della seconda abitudine, ma non la subordinazione delle donne. Un decreto del 1722 vietava esplicitamente qualsiasi matrimonio forzato, richiedendo il consenso sia dello sposo quanto della sposa, mentre l'autorizzazione parentale rimaneva ancora uno dei requisiti. Ma durante il regno di Pietro solo l'uomo poteva liberarsi di sua moglie, facendola rinchiudere in un monastero.
In termini legislativi le donne avevano un doppio standard. Le mogli adultere venivano condannate ai lavori forzati, mentre gli uomini che avevano assassinato le loro mogli subivano solo la flagellazione. Dopo la morte di Pietro il Grande le leggi e le abitudini legate all'autorità matrimoniale degli uomini sulle proprie mogli aumentarono. Nel 1782 la legge civile rinforzò la responsabilità delle donne ad obbedire ai mariti. Nel 1832 le leggi del Digesto cambiarono questo obbligo in "obbedienza illimitata".
Nel XVIII secolo la chiesa ortodossa russa accrebbe ulteriormente la propria autorità sul matrimonio impedendo ai sacerdoti di concedere il divorzio, anche per le donne gravemente abusate. Nel 1818 il senato russo aveva anche proibito la separazione delle coppie sposate.
Durante la prima guerra mondiale la cura dei bambini si rese sempre più difficoltosa per le donne, molte delle quali non potevano semplicemente sostenere economicamente se stesse, a causa della morte dei mariti o del loro allontanamento al fronte. Molte donne dovettero rinunciare ai propri figli e alla casa a causa di accuse di abusi e negligenze. I bambini erano così rinchiusi in orfanotrofio.

A seguito della rivoluzione d'ottobre i bolscevichi sostituirono generalmente questi istituti con moderne case di maternità, usate poi come modello per i futuri ospedali di maternità. La contessa che gestiva uno dei vecchi istituti venne spostata ad un'ala laterale dell'edificio, ma cominciò a diffondere voci sui bolscevichi che avevano cominciato a rimuovere le immagini sacre e che le infermiere erano promiscue con i marinai. L'ospedale di maternità fu bruciato poche ore prima che ne fosse previsto l'apertura e la contessa fu sospettata di esserne responsabile.
Le donne russe continuavano ad avere restrizioni per quanto riguardava la proprietà fino alla metà del XVIII secolo. I diritti delle donne migliorarono notevolmente dopo la creazione dell'Unione delle Repubbliche Socialiste Sovietiche ad opera del bolscevismo. Sotto i bolscevichi la Repubblica Socialista Federativa Sovietica Russa è diventata uno dei primi paesi a dare il diritto di voto alle donne e il primo paese nella storia del mondo a fornire il libero aborto alle donne negli ospedali di Stato.

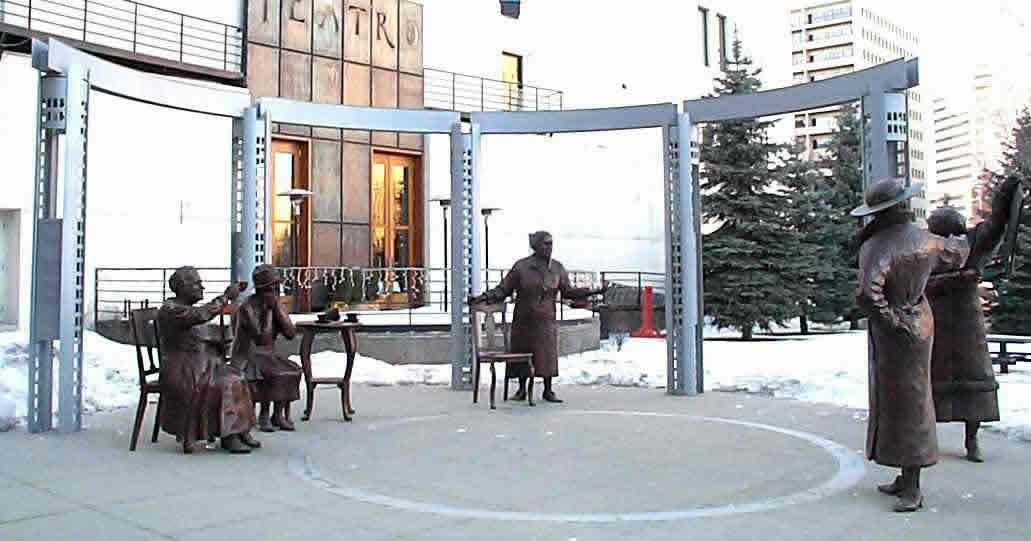
Gruppo statuario nel centro di Calgary delle "Famose Cinque". Una statua identica esiste sulla collina del Parlamento a Ottawa.

### Canada
L'attivismo dei diritti delle donne in Canada nel corso del XIX e del XX secolo permise l'aumento del ruolo femminile all'interno della vita pubblica, con obiettivi che includevano il diritto di voto per le donne, l'aumento dei diritti di proprietà, l'accesso all'istruzione e il riconoscimento delle donne come "persone". Le "famose cinque" furono un gruppo di donne canadesi - Emily Murphy, Irene Parlby, Nellie McClung, Louise McKinney e Henrietta Edwards - che nel 1927 chiesero alla Corte suprema del Canada di rispondere alla domanda: "La parola "Persone" inserita nella sezione 24 della "Constitution Act, 1867" comprende anche le persone femminili?" durante il caso "Edwards v. Canada".
Dopo che la Corte suprema assunse per decisione unanime che le donne non sono tali "persone" la sentenza venne impugnata e annullata nel 1929 dal comitato giudiziario britannico ("Judicial Committee of the Privy Council"), allora tribunale di ultima istanza canadese nell'ambito dell'impero britannico e del Commonwealth.

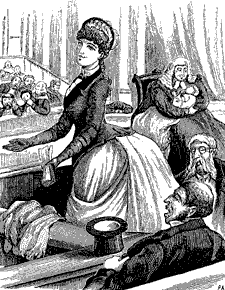
L'evoluzione dei diritti delle donne australiane sono stati accolti in questa meniera nel cartone del Punch di Melbourne del 1887: un ipotetico membro parlamentare femminile esercita il diritto di accudire il proprio figlio davanti al presidente del parlamento australiano.

## Descrizione

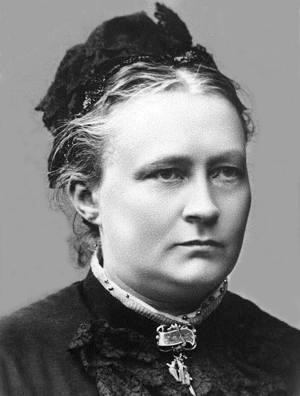
Minna Canth (1844–1897), scrittrice e attivista sociale finlandese, è stata una delle più significative femministe e sostenitrici dei diritti delle donne.

### Diritti naturali
I filosofi del giusnaturalismo (diritto naturale) del XVII secolo presenti soprattutto in Gran Bretagna e negli Stati Uniti d'America, come Thomas Hobbes, Jean-Jacques Rousseau e John Locke, svilupparono la teoria dei diritti naturali facendo riferimento agli antichi filosofi come Aristotele e all'esponente della Scolastica (teologia medievale) Tommaso d'Aquino.
Come già gli antichi filosofi, anche i nuovi pensatori del diritto naturale del XVII secolo difendevano la schiavitù e uno status inferiore delle donne nel diritto civile. Basandosi preminentemente sull'antica filosofia greca, i filosofi della legge naturale sostenevano che i diritti naturali non derivavano da Dio, ma che invero essi erano "universali, evidenti e intuitivi", una legge che si poteva trovare nella natura. Credevano che i diritti naturali erano evidenti a ogni "uomo civilizzato" che vive "nella forma più alta della società".
I diritti naturali derivanti dalla natura umana fu una concezione fondata anzitutto dall'antico filosofo greco Zenone di Cizio in materia di natura umana; Zenone sosteneva che ogni cittadino greco razionale e civilizzato aveva una sua personalissima "scintilla divina" o "anima" dentro di sé che esisteva indipendente dal corpo. Zenone fu il fondatore della filosofia dello stoicismo e l'idea di una natura umana venne in seguito adottata anche da altri filosofi greci, poi dai filosofi della legge naturale e dagli esponenti dell'umanesimo occidentali.
Aristotele sviluppò l'idea poi ampiamente adottata del razionalismo, sostenendo che l'uomo era un "animale razionale" e come tale avesse un naturale "potere di ragione". I concetti della natura umana nell'antica Grecia dipendevano dal sesso, dall'etnia e da altre qualifiche e i filosofi di diritto naturale del XVII secolo si rivolgevano alle donne come ai bambini, agli schiavi e ai non bianchi i quali non erano né "razionali" né "civilizzati".

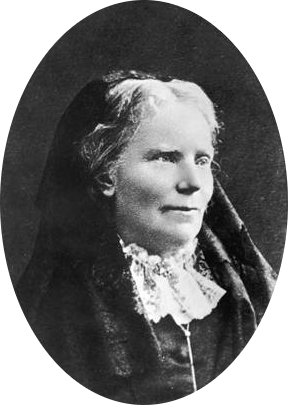
Elizabeth Blackwell è stata la prima donna a ricevere un diploma di medicina negli Stati Uniti d'America, così come la prima donna iscritta al General Medical Council.

I filosofi giusnaturalisti affermarono che lo status inferiore delle donne era un fatto di "senso comune" e una questione di "natura". Credevano che le donne non potessero essere trattate come uguali a causa della loro "natura interiore". Queste opinioni furono poi contrastate nel XVIII e XIX secolo dai filosofi evangelici della teologia razionale come William Wilberforce e Charles Spurgeon, che sostenevano l'abolizionismo e il fatto che le donne dovessero avere diritti uguali a quelli degli uomini. I teorici moderni del diritto naturale e i sostenitori dei diritti naturali affermano che tutte le persone hanno una natura umana, indipendentemente dal sesso, dall'etnia o da altre qualifiche, quindi tutte le persone hanno uguali diritti naturali.

### Diritti di lavoro uguali per donne e uomini
I diritti di occupazione per le donne includono l'accesso non discriminatorio delle donne nei luoghi di lavoro e parità di retribuzione. I diritti delle donne e degli uomini ad avere pari retribuzione e pari prestazioni per uguale lavoro sono stati apertamente negati dal governo di Hong Kong britannico fino agli inizi degli anni '70. Leslie Wah-Leung Chung (鍾華亮, 1917–2009), presidente della "Hong Kong Chinese Civil Servants' Association" (香港政府華員會 1965–68), contribuì alla creazione di una retribuzione uguale per uomini e donne oltre al diritto per le donne sposate di rimanere impiegate a tempo indeterminato.
Prima di allora lo status lavorativo di una donna cambiava da dipendente permanente a lavoratrice temporanea una volta che si fosse sposata, perdendo in tal modo i diritti pensionistici. Alcune di loro persero persino i loro posti di lavoro. Dato che le infermiere erano principalmente donne questo miglioramento dei diritti per le donne sposate significò molto per il mantenimento della professione infermieristica.
In alcuni paesi europei le donne sposate non potevano lavorare senza il previo consenso dei rispettivi mariti e ciò è durato fino a pochi decenni fa, ad esempio in Francia fino al 1965 e in Spagna fino al 1975. Inoltre la pratica di "Marriage bar", adottata sul finire del XIX secolo e fino agli anni '70 in molti paesi (tra cui Austria, Australia, Irlanda, Canada e Svizzera), hanno limitato le donne sposate dall'occupazione in molte professioni.
Una questione fondamentale per assicurare l'uguaglianza di genere sul posto di lavoro è il rispetto dei diritti di maternità (congedo parentale) e dei diritti riproduttivi delle donne. Il congedo di maternità (e il congedo di paternità in alcuni paesi) sono periodi temporanei di assenza dal lavoro assegnato immediatamente prima e dopo il parto per sostenere la piena ripresa della madre e concedere del tempo per le prime cure al neonato. I paesi hanno spesso regolamentazioni differenti in materia di congedo parentale.
Nell'Unione europea (UE) le politiche possono variare anche in modo significativo, ma nonostante ciò tutti i paesi membri devono rispettare gli standard minimi della direttiva sulle lavoratrici incinte (1992) e della direttiva sulle cure parentali (2010).

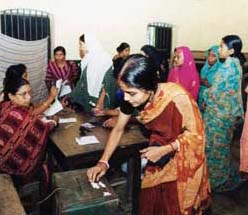
Donne che votano in Bangladesh (2004).

### Diritto di voto
Nel corso del XIX secolo alcune donne cominciarono prima a chiedere, poi a reclamare e infine a dimostrare per il diritto di voto, il diritto cioè a partecipare all'elezione del proprio governo e alla sua legislazione. Altre donne si opposero al suffragio, come Helen Kendrick Johnson, la cui opera del 1897 Woman and the Republic contiene forse i migliori argomenti contro il suffragio delle donne in quel periodo.
Gli ideali del suffragio femminile si svilupparono accanto a quelli del suffragio universale e oggi il diritto di voto femminile è considerato un diritto palese (ai sensi della Convenzione sull'eliminazione di ogni forma di discriminazione della donna). Durante il XIX secolo il diritto di voto venne gradualmente esteso in molti paesi e le donne iniziarono a fare la loro campagna per questo loro diritto. Nel 1893 la Nuova Zelanda divenne il primo paese al mondo a dare alle donne il diritto di voto a livello nazionale. L'Australia a livello federale ha dato alle donne il diritto di voto nel 1902.

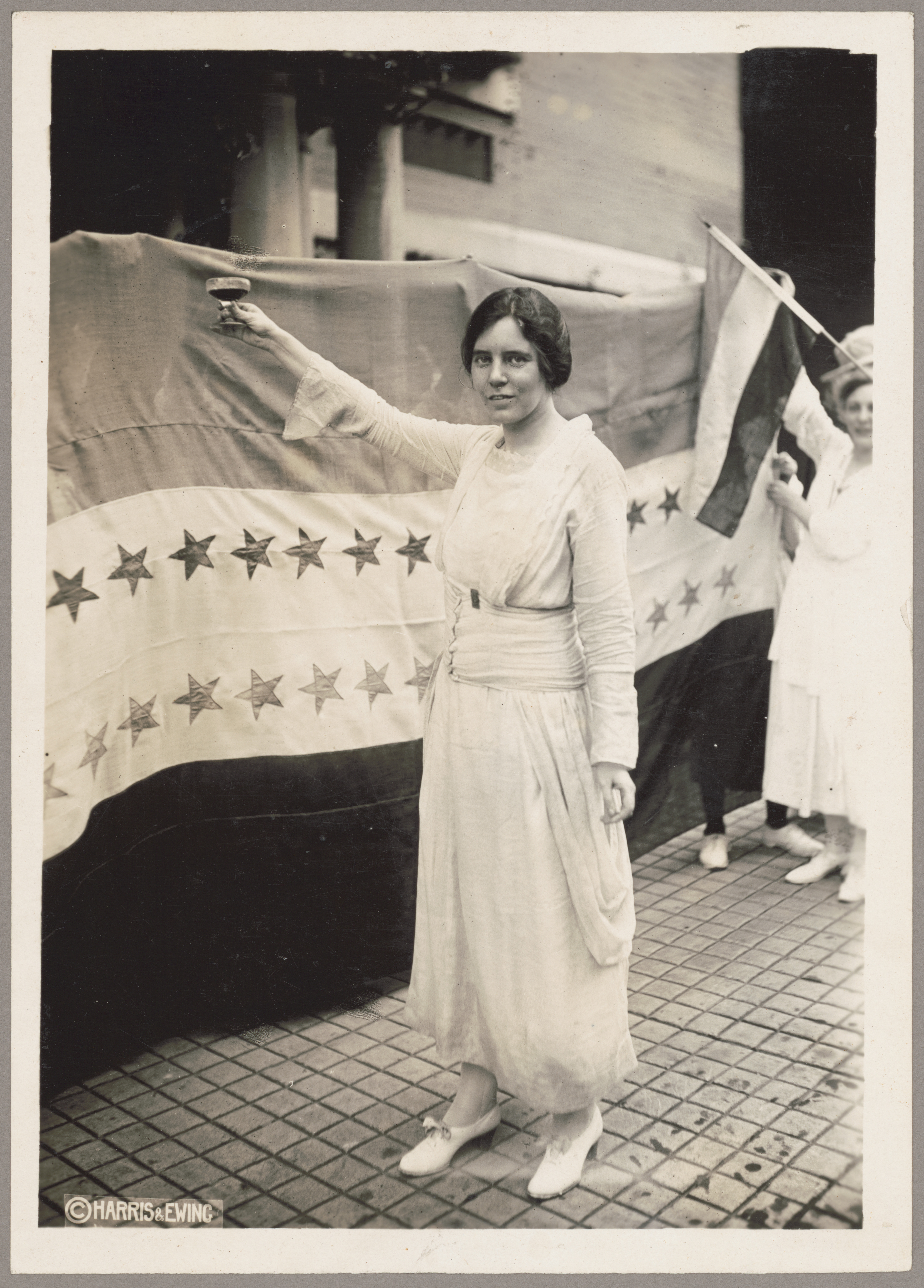
L'attivista Alice Paul guidò e gestì gran parte del movimento delle Suffragette negli Stati Uniti durante gli anni '10.

Un certo numero di paesi nordici cominciò a concedere alle donne il diritto di voto all'inizio del XX secolo, il Granducato di Finlandia nel 1906, il regno di Norvegia nel 1913, il regno di Danimarca e l'Islanda nel 1915. Con la fine della prima guerra mondiale sono seguiti molti altri paesi: il regno dei Paesi Bassi nel 1917, l'Austria, la Repubblica Democratica di Azerbaigian, il Canada, la Cecoslovacchia, la Georgia, la Polonia e il regno di Svezia nel 1918, la repubblica di Weimar e il Lussemburgo nel 1919, la Turchia nel 1934 e gli Stati Uniti d'America a livello federale già dal 1920, mentre in Italia solo nel 1946. Fanalini di coda in Europa in questa classifica sono stati la Grecia nel 1952, la Svizzera nel 1971 a livello federale (tra il 1959 e il 1991 a livello locale e cantonale), il Portogallo nel 1976 (a parità di condizioni con gli uomini, con restrizioni dal 1931), nonché i microstati di San Marino nel 1959, il principato di Monaco nel 1962, Andorra nel 1970 e il Liechtenstein nel 1984.
In Canada la maggior parte delle province ha emanato il suffragio femminile tra il 1917 e il 1919, mentre fu adottato tardivamente nell'Isola del Principe Edoardo (1922), in Terranova e Labrador (1925) e nella provincia del Québec (1940).
In America Latina alcuni paesi hanno concesso il diritto al voto alle donne nella prima metà del XX secolo, in Ecuador nel 1929, in Brasile nel 1932, a El Salvador nel 1939, nella Repubblica Dominicana nel 1942, in Guatemala nel 1956 e in Argentina a partire dal 1946. In India, sottoposta alla regola coloniale dell'impero anglo-indiano il suffragio universale fu concesso nel 1935.

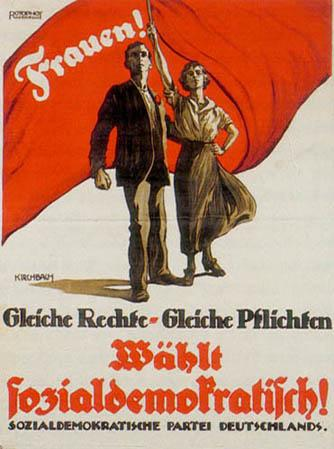
Manifesto di propaganda elettorale del Partito Socialdemocratico di Germania per le Elezioni federali tedesche del 1919. La scritta recita: "Donne, gli stessi diritti, gli stessi compiti".

Altri paesi asiatici hanno dato alle donne il diritto di voto nella metà del XX secolo, il Giappone nel 1945, la Repubblica Popolare Cinese nel 1947 e l'Indonesia nel 1955. In Africa le donne hanno generalmente il diritto di voto insieme agli uomini attraverso il suffragio universale, in Liberia dal 1947, in Uganda dal 1958 e in Nigeria a partire dal 1960. In molti paesi del Medio Oriente il suffragio universale è stato acquisito dopo la seconda guerra mondiale, anche se in alcuni, come ad esempio il Kuwait, il suffragio è rimasto molto limitato. Solo il 16 maggio 2005 il Parlamento del Kuwait ha esteso il suffragio anche alle donne con un voto di 35 contro 23.

### Diritto alla libertà di movimento
La libertà di movimento è un diritto essenziale riconosciuto dagli organi internazionali, ad esempio nell'articolo 15, paragrafo 4, della Convenzione sull'eliminazione di ogni forma di discriminazione della donna (CEDAM). Tuttavia in molte regioni del mondo le donne si trovano ad avere questo diritto gravemente limitato, in teoria o in pratica. Ad esempio in alcuni paesi le donne non possono lasciare la propria casa senza la presenza di un tutore maschile o senza il previo consenso paterno; un caso riguarda la legge personale dello Yemen la quale afferma che la moglie deve obbedire al marito e non deve uscire senza il suo consenso.
Anche nei paesi che non hanno questo tipo di limitazioni legali il movimento delle donne può essere impedito nella pratica da norme variamente sociali e religiose come il purdah afgano. Le leggi che impongono una limitazione per le donne a viaggiare esistevano fino a poco tempo fa anche in alcuni paesi occidentali: fino al 1983 in Australia la timbratura del passaporto di una donna sposata doveva essere autorizzata dal marito.
Sono state utilizzate storicamente vaie pratiche per limitare la libertà di movimento delle donne, come ad esempio il "legame d piedi" o Loto d'oro in Cina, l'abitudine di applicare uno stretto legame che vincolava i piedi delle giovani ragazze, comune in tutto il paese dal X fino all'inizio del XX secolo.

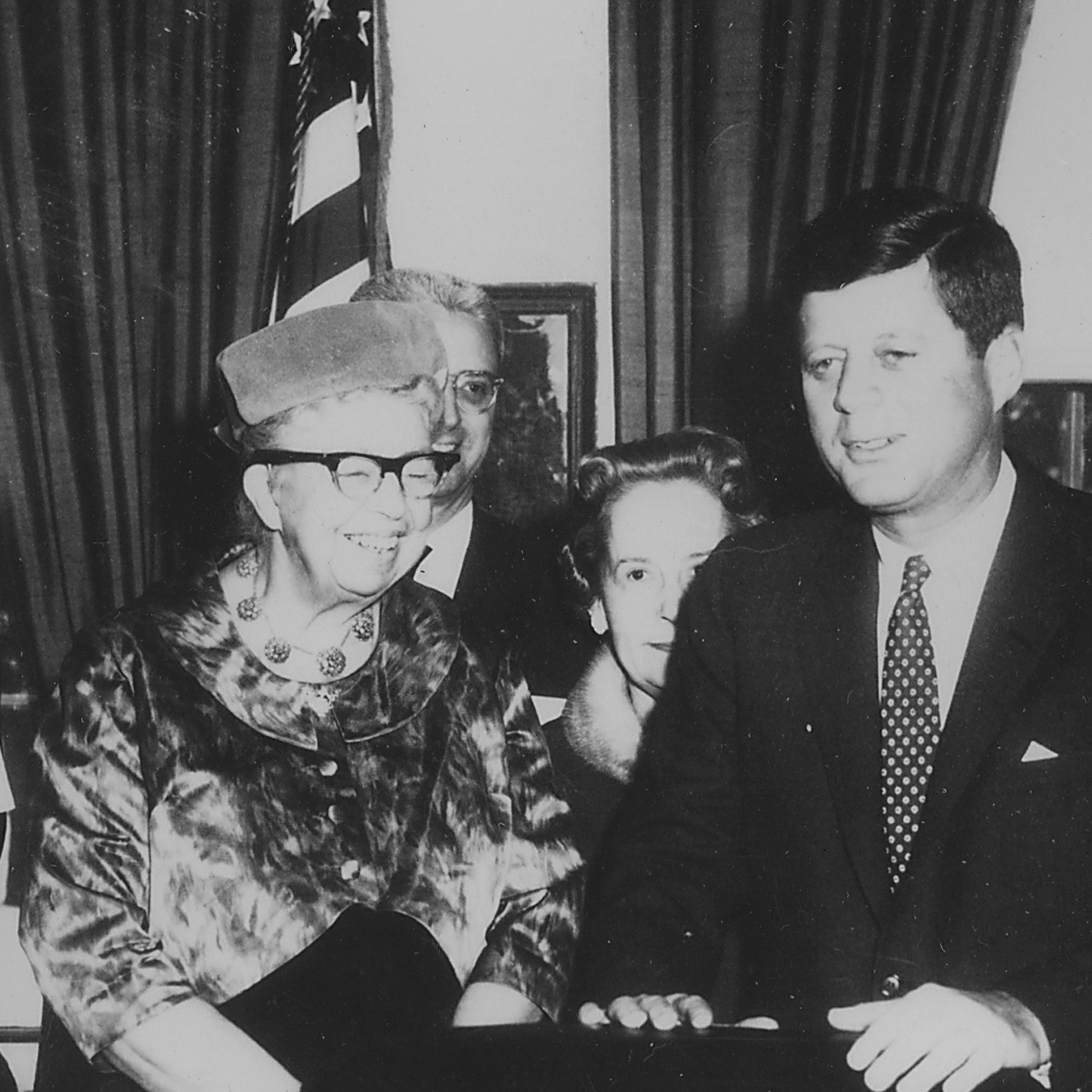
. Eleanor Roosevelt, presidente della "Commissione presidenziale sullo stato delle donne", intervista il presidente John F. Kennedy, il segretario al lavoro Arthur Goldberg e altri ("WGBH Educational Foundation").

### Discriminazione
I movimenti per i diritti delle donne si concentrano sulla fine di ogni forma di [discriminazione] nei confronti delle donne; a questo proposito risulta essere importante la definizione stessa di "discriminazione". Secondo la giurisprudenza della Convenzione europea per la salvaguardia dei diritti dell'uomo e delle libertà fondamentali (CEDU), il diritto alla libertà dalla discriminazione comprende non solamente l'obbligo degli Stati di trattare allo stesso modo le persone che si trovano in situazioni analoghe, ma anche l'obbligo di trattare in modo diverso persone che sono in situazioni diverse.
A questo proposito l'equità non è solo l'"uguaglianza". Pertanto gli Stati debbono talvolta differenziare tra donne e uomini, ad esempio offrire il congedo di maternità o altre protezioni legali che circondano la gravidanza e il parto (per tener conto delle realtà biologiche della riproduzione) o venendo a riconoscere un contesto storico specifico.
Ad esempio gli atti di violenza commessi dagli uomini contro le donne non si verificano entro un vuoto, ma fanno parte di uno specifico e determinato contesto sociale; nel caso Opuz v. Turkey la CEDU ha definito la violenza contro le donne come una forma di discriminazione nei loro confronti. Questa è anche la posizione della Convenzione del Consiglio d'Europa sulla prevenzione e la lotta contro la violenza nei confronti delle donne e la violenza domestica (Convenzione di Istanbul) che all'articolo 3 afferma che la "violenza contro le donne" è intesa come una violazione dei diritti umani e una forma discriminatoria nei confronti delle donne.
Vi sono opinioni differenti su dove sia più opportuno distinguere tra le donne e gli uomini; una delle opinioni afferma che il rapporto sessuale è un atto in cui questa differenza dev'essere riconosciuta, sia a causa dell'aumento dei rischi fisici per le donne, sia per il contesto storico in cui le donne sono sistematicamente sottoposte ad un rapporto sessuale forzato; mentre un'altra opinione sottolinea la posizione socialmente subordinata assunta dalle donne ad esempio nella pratica del ratto della sposa e negli stupri di guerra.

### Diritti di proprietà (USA e Regno Unito)
Lungo tutto il corso del XIX secolo alcune donne come Ernestine Rose, Paulina Kellogg Wright Davis, Elizabeth Cady Stanton e la scrittrice Harriet Beecher Stowe negli Stati Uniti d'America e in Gran Bretagna hanno cominciato a sfidare leggi che negavano loro il diritto alla proprietà privata una volta che si fossero sposate.
Sotto la dottrina della common law, la legge comune (coverture) a favore dei mariti permetteva l'acquisizione ed il controllo dei beni immobili, oltre che degli eventuali salari delle loro mogli. A partire dagli anni '40 le legislazioni statali statunitensi e britanniche cominciarono a far passare statuti che proteggevano la proprietà delle donne dai loro mariti e dai creditori degli stessi mariti. Queste leggi vennero conosciute come "Atti di proprietà delle donne sposate (Married Women's Property Acts).
I tribunali statunitensi del XIX secolo continuarono inoltre a richiedere esami di donne sposate che avevano venduto la loro proprietà. Un esame privato era una pratica in cui una donna sposata che avrebbe voluto vendere le sue proprietà doveva essere esaminata separatamente da un magistrato o da un giudice di pace al di fuori della presenza del marito e chiedere se il marito non la stesse pressando per farle firmare il documento di vendita.

### Diritto all'istruzione
Il diritto a ricevere un'adeguata istruzione è un diritto universale. La "Convenzione contro la discriminazione in materia di istruzione" vieta la discriminazione in ambito educativo e la discriminazione viene definita come "qualsiasi distinzione, esclusione, limitazione o preferenza che, basandosi sulla razza, il colore, il sesso, la lingua, la religione, l'opinione politica, la condizione economica o la nascita abbia lo scopo o l'effetto di annullare o compromettere l'uguaglianza di trattamento nell'istruzione".

Mappa delle discrepanze di genere educative nel 2010.

La Convenzione internazionale sui diritti economici, sociali e culturali afferma all'articolo 3 che "gli Stati parti del presente Patto si impegnano a garantire il pari diritto degli uomini e delle donne al godimento di tutti i diritti economici, sociali e culturali di cui al presente Accordo"; mentre l'articolo 13 precisa di riconoscere "a tutti il diritto all'istruzione".
Mentre il diritto delle donne ad accedere all'istruzione accademica viene riconosciuto come molto importante, è sempre più riconosciuto che l'istruzione accademica dev'essere integrata con l'istruzione sui diritti umani, la non discriminazione, l'etica e l'uguaglianza di genere, affinché l'avanzamento sociale sia possibile. Questo fatto è stato sottolineato dal principe giordano Zeid Ra'ad Zeid Al-Hussein, attuale Alto commissariato delle Nazioni Unite per i diritti umani, che ha ribadito l'importanza dell'educazione ai diritti umani per tutti i bambini:
Nel corso degli ultimi decenni è stata data una maggior attenzione alla sensibilizzazione dello studente nei confronti dell'importanza dell'uguaglianza di genere.

### Diritti riproduttivi

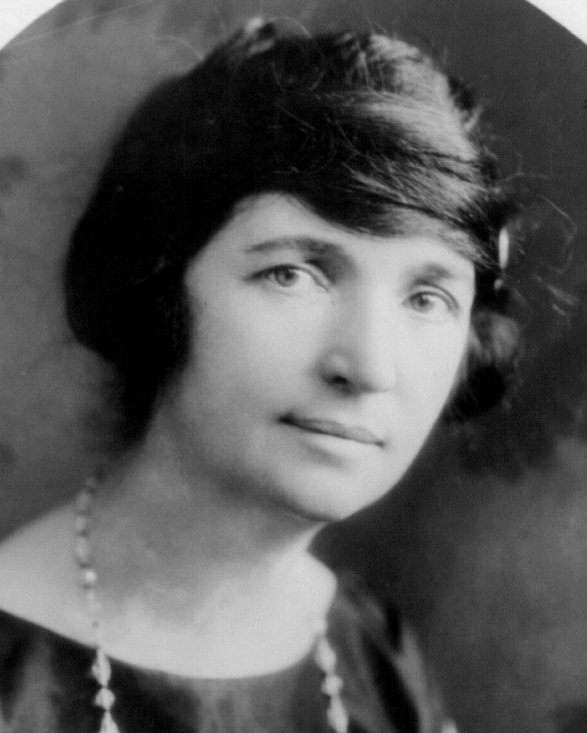
La statunitense Margaret Sanger è stata una pioniera dei diritti riproduttivi. Foto del 1922.

### Diritti legali

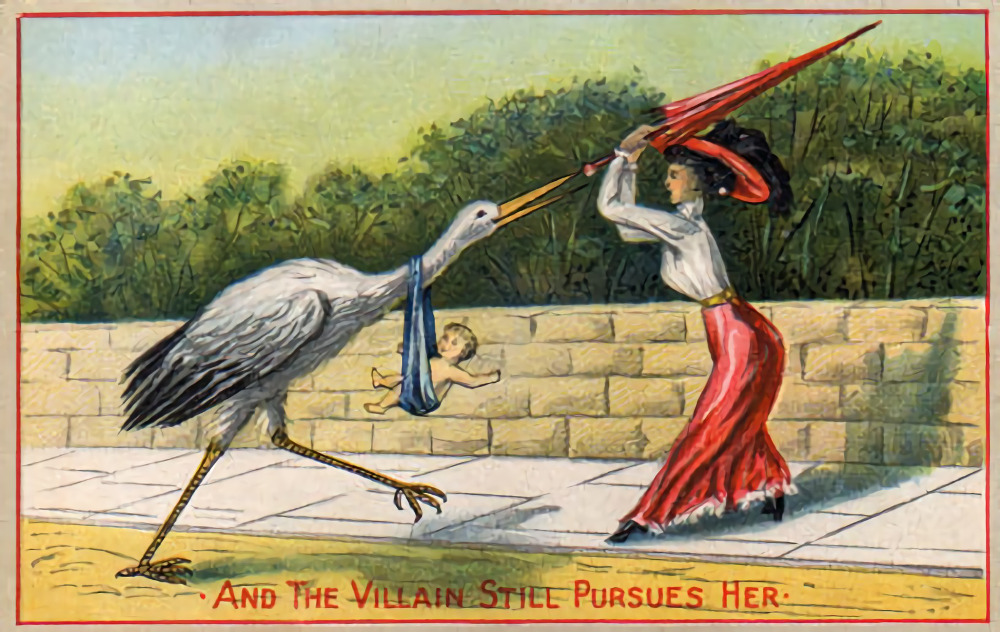
"E il malvagio la perseguita ancora". Cartolina satirica di era vittoriana.

I diritti riproduttivi sono quei diritti e libertà legali relativi alla riproduzione e alla salute riproduttiva. I diritti riproduttivi sono stati approvati dal programma ventennale adottato nel 1994 all'"International Conference on Population and Development" svoltasi al Cairo e dalla piattaforma d'azione della "Dichiarazione di Pechino".
Durante gli anni '70 del XIX secolo le femministe cominciarono ad avanzare il concetto di maternità volontaria come critica politica della maternità involontaria ed esprimendo in tal maniera il desiderio di emancipazione femminile. I sostenitori della maternità volontaria disapprovarono però nella stragrande maggioranza dei casi la contraccezione, sostenendo che le donne avrebbero dovuto impegnarsi solo nel rapporto sessuale finalizzato alla procreazione e ribadendo il sostegno all'astinenza periodica o permanente.

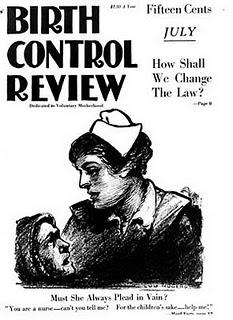
Copertina del "Birth Control Review" del 1919 pubblicata da Margaret Sanger

In relazione a "Come cambiare la legge?" Sanger ha scritto "... le donne si appellano invano per essere istruite sui contraccettivi. I medici sono disposti ad eseguire aborti quando ciò venga considerato necessario, ma rifiutano di dirigersi verso l'uso di preventivi che renderebbero inutili gli aborti... " Non posso Farlo - la legge non lo permette".

### Controllo delle nascite
All'inizio del XX secolo il controllo delle nascite venne avanzato come alternativa alle interpretazioni tradizionali della famiglia e alla maternità volontaria. La frase "controllo delle nascite" è entrata nella lingua inglese nel 1914 ed è stata diffusa da Margaret Sanger la quale fu principalmente attiva negli Stati Uniti ma che si era guadagnata una reputazione internazionale nel corso degli anni '30.
Il campione britannico del controllo delle nascite Marie Stopes rese la contraccezione accettabile in Gran Bretagna durante gli anni '20 proclamandola in termini scientifici, Stoper aiutò anche i movimenti per il controllo delle nascite emergenti in una serie di colonie della corona britannica. Il movimento sostenne la contraccezione in modo da consentire il rapporto sessuale come desiderio senza sottoporlo al rischio di gravidanza.
Sottolineando il valore dei metodi contraccettivi il movimento sostenne che le donne avrebbero dovuto avere il controllo della loro riproduzione, un'idea che si allineo strettamente al tema del movimento femminista. Slogan come "il controllo del nostro corpo" (e "l'utero è mio e lo gestisco io" della seconda ondata femminista) criticò fortemente il dominio maschile reclamando la liberazione delle donne dall'obbligo della maternità, una connotazione assente dalla pianificazione familiare, dal controllo della popolazione (politica demografica) e dai movimenti fautori dell'eugenetica.
Nel corso degli anni '60 e '70 il movimento del controllo delle nascite sostenne la legalizzazione dell'aborto e le campagne di educazione su vasta scala nei riguardi della contraccezione da parte dei governi. Negli anni '80 le organizzazioni per il controllo delle nascite e delle popolazioni collaborarono all'evoluzione dei diritti delle donne esigendo la contraccezione e l'aborto, con una maggiore enfasi posta sulla "libera scelta".
Il controllo delle nascite divenne un tema rilevante anche nella politica degli Stati Uniti. Le questioni riproduttive sono citate come esempi di impotenza delle donne ad esercitare i propri diritti. L'accettazione sociale del controllo delle nascite ha richiesto la separazione della sessualità dalla procreazione, facendo del controllo delle nascite un soggetto molto controverso nel corso dell'intero XX secolo.
Negli Stati Uniti il controllo delle nascite è diventato presto un'arena di lotta nel conflitto tra valori del liberalismo da una parte e del conservatorismo dall'altra, sollevando questioni riguardanti la famiglia, la libertà personale, l'intervento statale, l'influenza religiosa all'interno dell'ambito politico, la morale sessuale e il benessere sociale. I diritti riproduttivi, cioè quei diritti relativi alla riproduzione sessuale e alla salute riproduttiva, sono stati discussi per la prima volta come un sottoinsieme dei diritti umani alla "Conferenza internazionale sui diritti dell'uomo" del 1968.
I diritti riproduttivi rappresentano un concetto ampio, che può includere alcuni o tutti i seguenti diritti: il diritto ad aborti legali e sicuri, il diritto di controllare le proprie funzioni riproduttive, il diritto di accedere alla qualità sanitaria riproduttiva e il diritto all'accesso all'istruzione per poter fare scelte riproduttive libere dalla coercizione, dalla discriminazione e dalla violenza.
I diritti riproduttivi possono anche comprendere l'istruzione relativa alla contraccezione e alle malattie sessualmente trasmissibili. I diritti riproduttivi hanno spesso finito per includere anche la libertà dalla mutilazione genitale femminile (FGM) e dall'aborto forzato e la sterilizzazione forzata. La "Convenzione di Istanbul" riconosce questi due diritti nell'articolo 38 (malattie genitali femminili) e all'articolo 39 (aborto forzato e sterilizzazione forzata).
I diritti riproduttivi sono intesi come diritti appartenenti sia agli uomini che alle donne, ma sono più frequentemente avanzati come diritti delle donne.

Un aborto di aspirazione a vuoto a 8 settimane dopo la fecondazione.
1: sacco amniotico
2: Embrione
3: Rivestimento uterino
4: Speculum
5: Vacurette
6: Collegamento con una pompa di aspirazione

### Aborto
I diritti riproduttivi delle donne possono essere anche intesi come il diritto di facile accesso ad un aborto sicuro e legale. L'accesso delle donne all'aborto legale è limitato dalla legge nella maggior parte dei paesi del mondo. Laddove l'aborto è consentito dalla legge, le donne possono avere accesso limitato ai servizi di aborto sicuro. Alcuni paesi ancora proibiscono l'aborto in tutti i casi, ma in molti paesi e giurisdizioni, l'aborto è permesso se vi è l'intento di salvare la vita della donna incinta o se la gravidanza è stata causata da stupro o incesto.
Secondo Human Rights Watch, "l'aborto è un soggetto altamente emotivo e un argomento che eccita profondamente i pareri personali. Tuttavia l'accesso equo a servizi di aborto sicuro è in primo luogo e innanzitutto un diritto umano: dove l'aborto è sicuro e legale, nessuno è costretto a provocarne uno, dove invece l'aborto è illegale e pericoloso le donne sono costrette a portare a termine gravidanze indesiderate o a subire gravi conseguenze sanitarie e persino la morte: circa il 13% del tasso di morte materno in tutto il mondo è imputabile ad un aborto non sicuro, tra 68.000 e 78.000 morti ogni anno".
Sempre secondo "Human Rights Watch" "il rifiuto di concedere il diritto di una donna incinta a prendere una decisione indipendente in materia di aborto viola o costituisce una minaccia per una vasta gamma di diritti umani". Si può però sostenere che anche se le donne muoiono a causa di un aborto non sicuro la legalizzazione dell'aborto dev'essere considerata una violazione del diritto umano in quanto supporta una causa che priva il nascituro dell'umanità, che deve essere rispettato e quindi un'altra soluzione si rende necessaria per evitare la morte materna (ad esempio, il supporto psicologico e fisiologico durante e dopo la gravidanza) evitando in tal modo anche l'aborto. Secondo l'Organizzazione Mondiale della Sanità in media ogni anno nel mondo si sono verificati 56 milioni di aborti negli anni tra il 2010 e il 2014.
La Chiesa cattolica e molte altre fedi del cristianesimo, in particolare quelle che supportano i diritti cristiani e la maggior parte degli ebrei ortodossi (vedi rapporto tra religione e aborto), non considerano l'aborto come un diritto ma piuttosto come un male morale e un peccato mortale.
La Russia è stato il primo paese a legalizzare gli aborti e ad offrire assistenza medica gratuita negli ospedali statali per farlo. Dopo la Rivoluzione d'ottobre l'ala femminile del bolscevismo (il Ženotdel) persuase i bolscevichi a legalizzare l'aborto (come «misura temporanea»); l'aborto venne così legalizzato nel novembre 1920. Questa è stata la prima volta nella storia del mondo in cui le donne avevano conseguito una vittoria nel diritto ad avere aborti liberi negli ospedali statali.

## Diritti umani

Partecipazione alla Convenzione sull'eliminazione di ogni forma di discriminazione della donna.
Firmato e ratificato
Aderito o succeduto
Stato non riconosciuto che rispetta il trattato
Solo firmato
Non firmato

Firmato e ratificato
     Aderito o succeduto
     Stato non riconosciuto che rispetta il trattato
     Solo firmato
     Non firmato

### Convenzione sull'eliminazione di tutte le forme di discriminazione contro le donne
La Dichiarazione universale dei diritti dell'uomo adottata nel 1948 sancisce "gli uguali diritti degli uomini e delle donne" e si rivolge sia alle questioni di uguaglianza che di equità Nel 1979 l'Assemblea Generale delle Nazioni Unite ha adottato la Convenzione sull'eliminazione di ogni forma di discriminazione della donna (CEDAW) per l'attuazione legale della Dichiarazione sull'eliminazione della discriminazione nei confronti delle donne. Descritto come un disegno di legge internazionale per le donne, è entrato in vigore il 3 settembre 1981.
Gli stati membri dell'ONU che non hanno ratificato la convenzione sono l'Iran, le isole di Palau, la Somalia, il Sudan, le isole di Tonga e gli Stati Uniti d'America. L'arcipelago di Niue e la Città del Vaticano, che sono stati non membri, non lo hanno ancora ratificato. L'ultimo stato ad essere entrato a far parte della convenzione è Sud Sudan, il 30 aprile 2015.
La Convenzione definisce la discriminazione nei confronti delle donne nei seguenti termini:
Essa stabilisce inoltre un programma di azione per porre fine alla discriminazione basata sul sesso per i quali gli stati che ratificano la Convenzione sono tenuti a sancire l'uguaglianza di genere nella loro legislazione nazionale, abrogare tutte le disposizioni discriminatorie nelle loro leggi e adottare nuove disposizioni per tutelare la discriminazione contro le donne. Devono inoltre istituire tribunali e istituzioni pubbliche per garantire alle donne una protezione efficace contro la discriminazione e adottare misure per eliminare tutte le forme di discriminazione praticate contro le donne da parte di persone, organizzazioni e imprese (Articolo 2).

### Diritti delle donne in campo matrimoniale, di divorzio e di diritto di famiglia
L'articolo 16 della Dichiarazione universale dei diritti dell'uomo sancisce il diritto per gli uomini e le donne di sposarsi e fondare una famiglia, nello specifico:.
"(2) Il matrimonio `potrà essere concluso soltanto con il libero e pieno consenso di entrambi i coniugi".
"(3) La famiglia è il nucleo naturale e fondamentale della società e ha diritto ad essere protetta dalla società e dallo Stato".»
L'articolo 16 della CEDAW stabilisce che, "1. Gli stati membri adottano tutte le misure adeguate per eliminare la discriminazione contre le donne in tutte le questioni relative al matrimonio e i rapporti familiari [...]". Tra i diritti inclusi vi sono il diritto della donna di scegliere liberamente e consensualmente il suo sposo; di avere i diritti genitoriali a prescindere dal proprio stato civile; il diritto di una donna sposata a scegliere una professione o un'occupazione e di avere e mantenere diritti di proprietà privata all'interno del matrimonio". Oltre a questi, "i fidanzamenti ed il matrimonio forzato di un bambino non hanno alcun effetto giuridico".
Il matrimonio inserito in un contesto di poligamia è una pratica controversa, prevalente in alcune parti del mondo. Le raccomandazioni generali formulate dal Comitato per l'Eliminazione della Discriminazione contro le donne esprimono una raccomandazione generale (al nº 21), la parità nelle relazioni di matrimonio e di famiglia. "14 [...] il matrimonio poligamo contravviene il diritto della donna ad avere una condizione di parità con gli uomini, ciò può portare a gravi conseguenze emotive e finanziarie per lei e i suoi familiari a carico, pertanto tali matrimoni dovrebbero essere scoraggiati e vietati".
La convivenza di coppie di fatto così come le madri single sono comuni in alcune parti del mondo. Il Comitato delle Nazioni Unite per i diritti umani ha dichiarato:

### Dichiarazione di Vienna e programma d'azione
La "Dichiarazione di Vienna e Programma d'Azione", conosciuto anche come VDPA, è una dichiarazione dei diritti umani adottata per consenso in occasione della Conferenza mondiale sui diritti umani emessa il 25 giugno 1993 a Vienna. Questa affermazione riconosce i diritti delle donne come diritti umani tutelati. Nel paragrafo 18 si legge:

### Risoluzioni del Consiglio di sicurezza delle Nazioni Unite
Il 31 ottobre 2000 il Consiglio di Sicurezza delle Nazioni Unite all'unanimità ha adottato la risoluzione 1325 (i primi documenti formali e giuridici del Consiglio di Sicurezza) che impone a tutti gli Stati di rispettare pienamente il diritto internazionale umanitario e il diritto internazionale dei diritti umani applicabile ai diritti e alla protezione delle donne e delle ragazze durante e dopo i conflitti armati.

### Protocollo di Maputo
Il Protocollo alla "Carta africana dei diritti dell'uomo e dei popoli e sui diritti della condizione della donna in Africa", meglio noto come Protocollo di Maputo, è stato adottato dall'Unione africana l'11 luglio 2003 a seguito del secondo vertice di Maputo in Mozambico. Il 25 novembre 2005 esso è stato ratificato comprendendo le richieste di 15 paesi membri dell'Unione africana, così il protocollo è stato entrato in vigore. Il protocollo garantisce i diritti completi per le donne, compreso il diritto di prendere parte nel processo politico, a favore dell'uguaglianza sociale e politica con gli uomini, e per il controllo della loro salute riproduttiva, oltre alla messa al bando delle mutilazioni genitali femminili.

## Movimenti moderni
Nei decenni successivi alla metà del XIX secolo i diritti delle donne sono divenuti una questione sempre più importante nel mondo anglosassone. Negli anni '60 il movimento fu chiamato per la prima volta "femminismo" o "liberazione delle donne". I riformatori richiedevano la stessa retribuzione per le donne a pari condizioni di lavoro, diritti uguali sul piano legislativo e la libertà di pianificare le proprie famiglie (controllo delle nascite e contraccezione) o di non aver affatto bambini. I loro sforzi sono stati soddisfatti con risultati misti.
Il Consiglio Internazionale delle Donne (International Council of Women ICW) fu la prima organizzazione femminile a superare i confini nazionali attraverso la causa comune della promozione dei diritti umani per le donne. Nel marzo/aprile del 1888 i leader femministi si sono riuniti a Washington con 80 relatori e 49 delegati che rappresentavano 53 organizzazioni femminili di 9 paesi: Canada, Stati Uniti, Irlanda, India, Inghilterra, Finlandia, Danimarca, Francia e Norvegia.
Vi parteciparono donne provenienti da organizzazioni professionali, sindacati, gruppi artistici e società di beneficenza. I Consigli Nazionali furono affiliati all'ICW ed hanno avuto in tal modo la possibilità di farsi sentire a livello internazionale. Nel 1904 l'ICW si riunì a Berlino. L'OCW lavorò anche con la Lega delle Nazioni durante gli anni '20 e con l'Organizzazione delle Nazioni Unite (ONU) dopo la seconda guerra mondiale.
A tutt'oggi l'ICW detiene lo status consultivo con il Consiglio economico e sociale delle Nazioni Unite, il più alto accredito che un'Organizzazione non governativa (ONG) possa raggiungere all'interno dell'ONU. Attualmente è composta da 70 paesi ed ha il suo quartier generale a Losanna. Le riunioni internazionali si svolgono a cadenza triennale.
Nel Regno Unito col tempo una buona parte dell'opinione pubblica raggiunta dalle rivendicazioni femministe si era schierata a favore dell'uguaglianza giuridica, in parte anche grazie all'ampia occupazione femminile nei ruoli maschili tradizionali durante le due guerre mondiali. Negli anni '60 del XX secolo il processo legislativo è stato preparato e tracciato attraverso la relazione del comitato selezionato di Willie Hamilton, con la promulgazione del diritto di parità retributiva per fattura di lavoro uguale, la creazione di un comitato contro la discriminazione sessuale (sessismo) e la legge relativa fatta promuovere dalla baronessa Lady Nancy Seear, il Libro verde del 1973 e fino al 1975, quando entrò in vigore la prima legge britannica contro la discriminazione sessuale, una legge sulla parità di retribuzione e l'istituzione di una commissione per le pari opportunità.
Incoraggiati da questi sviluppi legislativi britannici anche gli altri paesi dell'allora Comunità Economica Europea (CEE) seguirono presto l'esempio con un accordo per garantire che le leggi discriminatorie sarebbero state abrogate in tutto il territorio comunitario.
Negli USA la National Organization for Women (NOW) venne creata nel 1966 con lo scopo di portare l'uguaglianza sociale a tutte le donne. Fu un'organizzazione importante che combatté a favore dell'emendamento per i diritti di uguaglianza (Equal Rights Amendment - ERA). L'emendameno ha affermato che "l'uguaglianza dei diritti di cui alla legge non può essere negato o abbreviato dagli Stati Uniti o da uno degli Stati federati per motivi di sesso".
Ma non vi fu all'inizio piena concordanza su come si sarebbe dovuto intendere l'emendamento proposto: i sostenitori credevano che avrebbe garantito la parità di trattamento, mentre dall'altra parte i critici temevano che avrebbe potuto negare alle donne il diritto di essere sostenute finanziariamente dai loro mariti. L'emendamento andò in scadenza nel 1982 in quanto non vi furono abbastanza stati che l'ebbero ratificato. L'ERA venne incluso anche nei successivi Congressi, ma non è stato ancora a tutt'oggi ratificato.

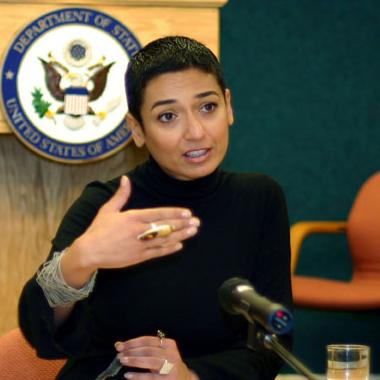
L'attivista iracheno-statunitense Zainab Salbi, fondatrice di "Women for Women International".

"Women for Women International" (WfWI) è un'organizzazione umanitaria senza scopo di lucro che fornisce un supporto pratico e morale alle donne sopravvissute alle guerre. WfWI aiuta queste donne a ricostruire la loro vita dopo la devastazione bellica attraverso un programma lungo più di un anno che inizia con l'aiuto finanziario diretto e la consulenza emotiva e finisce con l'includere anche le competenze di vita (ad esempio l'alfabetizzazione e la capacità di calcolo), la formazione professionale e, se necessario, anche l'educazione alla consapevolezza dei propri diritti, l'educazione sanitaria e l'aiuto a sviluppare piccole imprese.
L'organizzazione è stata fondata nel 1993 da Zainab Salbi, un'irachena-statunitense che è anche sopravvissuta alla guerra Iran-Iraq, e dal connazionale di Salbi nonché marito Amjad Atallah. A partire dal giugno del 2012 WfWI è stata guidata da Afshan Khan, un'ex dirigente di lunga data dell'UNICEF che è diventata la prima amministratrice delegata dell'WfWI, dal momento in cui la fondatrice Salbi ha abbandonato per dedicare più tempo alle conferenze di promozione e alla sua scrittura.
Il "Conseil national des femmes du Canada" (Consiglio Nazionale delle Donne del Canada) è un'organizzazione canadese di avvocati con sede a Ottawa mirante a migliorare la condizione femminile, la situazione familiare e comunitaria; una federazione di società a livello nazionale di uomini e donne e consigli locali e provinciali di donne, è il membro canadese dell'International Council of Women (ICW). Il Consiglio si è occupato di settori quali il suffragio femminile, l'immigrazione, l'assistenza sanitaria, l'istruzione, i mass media, la questione ambientale e molti altri. Formata i 27 ottobre 1857 a Toronto in Ontario è una delle più antiche organizzazioni di difesa delle donne del paese.
L'"Association for the Protection and Defense of Women's Rights in Saudi Arabia" (Associazione per la protezione e la difesa dei diritti delle donne in Arabia Saudita) è un'organizzazione non governativa saudita fondata per promuovere l'attivismo a favore dei diritti delle donne. È stata fondata da Wajeha al-Huwaider e Fawzia Al-Uyyouni e si è sviluppata a partire da un movimento del 2007 con l'intento di far ottenere alle donne il diritto di guidare automobili, vietato per le donne in Arabia Saudita. L'associazione non è ufficialmente autorizzata dal governo saudita ed è stata avvertita di non provocare manifestazioni non autorizzate.
In un'intervista rilasciata nel 2007 al-Huwaider ha descritto così gli obiettivi che si propone: "L'associazione consisterà in una serie di leghe, con ogni lega che persegue un diverso problema e una giusta rappresentazione per le donne nei tribunali della Sharia, fissando una [minima] età per i matrimoni delle ragazze, consentendo alle donne di prendersi cura delle proprie attività nelle agenzie governative e di consentire loro di entrare negli edifici governativi, di proteggere le donne dalla violenza domestica, come la violenza fisica o verbale e la sua salvagurdia nella legislazione e negli studi, nel lavoro o dal matrimonio forzato; infine anche dalla forzatura al divorzio se non è consenziente..."
In Ucraina FEMEN è stata fondata nel 2008, L'organizzazione è conosciuta a livello internazionale per le sue proteste contro il turismo sessuale, le agenzie internazionali di matrimoni, il sessismo e altri mali sociali, nazionali e internazionali. FEMEN ha gruppi di simpatizzanti in molti paesi europei attraverso i social media.

### Conferenze mondiali delle Nazioni Unite sulle donne
Nel 1946 l'ONU ha istituito una Commissione delle Nazioni Unite sullo status delle donne, originariamente come una sezione sulla condizione femminile del Dipartimento per i diritti umani, poi Dipartimento per gli affari sociali e ora parte del Consiglio economico e sociale delle Nazioni Unite (ECOSOC). A partire dal 1975 l'ONU ha organizzato una serie di conferenze mondiali sulle questioni femminili, a partire dalla Conferenza Mondiale dell'"International Women's Year" a Città del Messico.
Queste conferenze hanno creato un forum internazionale per i diritti delle donne, ma hanno anche illustrato le divisioni presenti tra le donne di diverse culture e le difficoltà nel tentare di applicare principi universalmente riconosciuti. Sono state organizzate quattro Conferenze Mondiali, la prima a Città del Messico (Anno Internazionale delle Donne, 1975), la seconda a Copenaghen (1980) e la terza a Nairobi (1985). Alla quarta Conferenza mondiale sulle donne svoltasi a Pechino (1995), è stata firmata la "Piattaforma d'azione"; questa includeva un impegno per raggiungere "l'uguaglianza di genere e l'empowerment delle donne".
Nel 2010 è stato fondato l'Ente delle Nazioni Unite per l'uguaglianza di genere e l'empowerment femminile, a partire dalla fusione della "Division for the Advancement of Women", l'Istituto internazionale delle Nazioni Unite per la ricerca e la formazione del progresso delle donne, l'"Office of the Special Adviser or Gender Issues Advancement of Women" e il Fondo di sviluppo delle Nazioni Unite per le donne dalla risoluzione 63/311 dell'Assemblea generale delle Nazioni Unite.

### Organizzazioni sul campo
Quelle regioni del pianeta in cui i diritti delle donne sono meno sviluppati hanno prodotto interessanti organizzazioni locali, come:
- l'IIDA Women' Development Organisation, un'organizzazione non governativa somala creata dalle donne per lavorare alla costruzione della pace e la difesa dei diritti femminili in Somalia, un paese privato di strutture statali e sicurezza a partire dal 1991 a seguito della Guerra civile in Somalia.
- la "All Pakistan Women's Association", un'organizzazione della società civile fondata nel 1949 che sviluppa una serie di programmi nel settore della salute, della nutrizione, dell'istruzione, del controllo delle nascite e dell'assistenza legale.

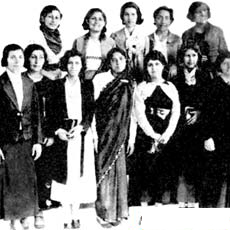
Il primo gruppo di donne entrato in un'università iraniana (1935 o 1940).

## Violenza contro le donne

### Dichiarazione delle Nazioni Unite sull'eliminazione della violenza contro le donne
La Dichiarazione sull'eliminazione della violenza contro le donne è stata adottata dalle Nazioni Unite nel 1993. Essa definisce la violenza contro le donne come "qualsiasi atto di violenza di genere che provoca o possa provocare danni fisici, sessuali o psicologici o la sofferenza delle donne, incluse le minacce di tali atti, la coercizione o la privazione arbitraria della libertà, sia che si verifichino nella vita pubblica sia nella vita privata".
Questa risoluzione ha stabilito che le donne hanno il diritto di essere esenti da violenze. Come conseguenza della risoluzione, nel 1999 l'Assemblea generale delle Nazioni Unite ha dichiarato il giorno del 25 novembre come Giornata internazionale per l'eliminazione della violenza contro le donne.
L'articolo 2 della Dichiarazione sull'eliminazione della violenza contro le donne descrive diverse forme di violenza attuabili contro le donne:
La violenza contro le donne intende comprendere, ma non solo, le seguenti azioni:
(A) la violenza fisica, sessuale e psicologica che si verifica nella famiglia, incluse la lesioni corporali, l'abuso sessuale delle figlie femmine della famiglia, la violenza relativa alla dote, la violenza relativa allo stupro coniugale, la mutilazione genitale femminile e altre pratiche tradizionali dannose per le donne, la violenza contro le donne non sposate e la violenza legata allo sfruttamento e la schiavitù sessuale;
B) la violenza fisica, sessuale e psicologica che si manifesta all'interno della comunità sociale, incluso lo stupro, l'abuso sessuale, la molestia sessuale e le intimidazioni sul luogo di lavoro, nelle istituzioni educative e altrove, la tratta di esseri umani donne e la prostituzione forzata;
(C) violenza fisica, sessuale e psicologica perpetrata o condotta dallo Stato, ovunque si verifichi.»

### Convenzione di Istanbul
La Convenzione del Consiglio d'Europa sulla prevenzione e la lotta contro la violenza nei confronti delle donne e la violenza domestica, conosciuta anche come "Convenzione di Istanbul", è il primo strumento giuridicamente vincolante in Europa nel campo della violenza domestica e della violenza contro le donne; è entrata in vigore nel 2014.
I paesi che lo attueranno devono garantire che le forme di violenza definite nel suo testo siano illegali. Nel suo preambolo la Convenzione afferma che "la realizzazione della parità de jure e de facto tra donne e uomini è un elemento fondamentale nella prevenzione della violenza contro le donne". La Convenzione prevede inoltre una definizione di violenza domestica come "tutti gli atti di violenza fisica, sessuale, psicologica o economica che si verificano all'interno della famiglia o dell'unità domestica o tra i coniugi o i partner precedenti o attuali, indipendentemente dal fatto che l'autore abbia condiviso o meno la stessa residenza con la vittima". Anche se è una Convenzione del Consiglio d'Europa, essa è aperta all'adesione di qualsiasi paese.

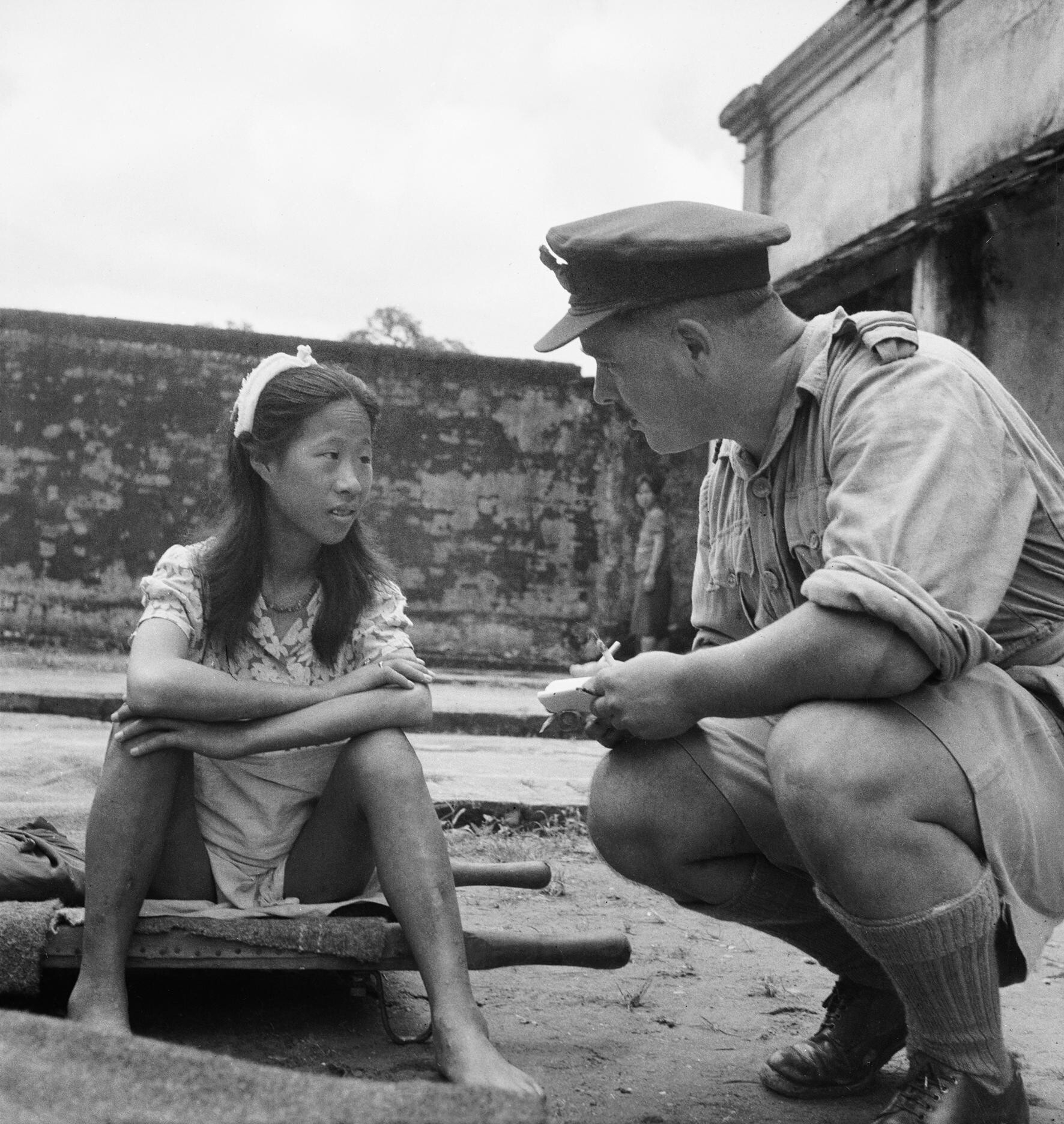
Una giovane donna di etnia Han che, durante l'emigrazione cinese, si trovava in uno dei "battaglioni di conforto" del Dai-Nippon Teikoku Rikugun (esercito imperiale giapponese) viene intervistata da un ufficiale alleato (vedere Comfort women).

### Stupro e violenza sessuale
Lo stupro, a volte chiamato assalto o aggressione sessuale, è un attacco da parte di una persona che coinvolge il rapporto sessuale o la penetrazione sessuale di un'altra persona senza il consenso di questa persona. La violenza è generalmente considerata un grave crimine sessuale e un assalto civile. Quando costituisce parte di una pratica diffusa e sistematica la violenza e la schiavitù sessuale sono ora riconosciuti come un crimine contro l'umanità, nonché un crimine di guerra. Lo stupro è anche ora riconosciuto come una forma di genocidio quando viene impiegato con l'intento di distruggere, in tutto o in parte, un gruppo etnico mirato.

### Stupro come elemento del delitto di genocidio
Nel 1998 il Tribunale penale internazionale per il Ruanda, istituito dalle Nazioni Unite, ha preso decisioni fondamentali che indicano lo stupro come un reato di genocidio ai sensi del diritto internazionale. Il processo di Jean-Paul Akayesu, sindaco del comune di Taba in Ruanda, ha stabilito il precedente che considera lo stupro un elemento del delitto di genocidio.
La sentenza Akayesu comprende la prima interpretazione e l'applicazione da parte di un tribunale internazionale della convenzione sul genocidio del 1948 sulla prevenzione e la punizione della criminalità genocida. La Camera giudiziaria ha affermato che la violenza, definita come "un'invasione fisica di natura sessuale commessa su una persona in circostanze che sono coercitive", e l'assalto sessuale costituiscono atti di genocidio nella misura in cui sono stati commessi con l'intento di distruggere, o farlo in parte, un gruppo etnico mirato.
Essa ha stabilito che l'assalto sessuale è stato parte integrante del processo di distruzione del gruppo dell'etnia tutsi e che la violenza è stata sistematica ed è stata perpetrata solo contro le donne tutsi, manifestando così l'intento specifico richiesto per tali atti di costituire un tentativo di genocidio.
La giudice Navanethem Pillay ha affermato in una dichiarazione successiva al verdetto: "da tempo immemorabile, lo stupro è stato considerato come uno dei guasti della guerra, ora sarà considerato un crimine di guerra. Vogliamo inviare un messaggio forte sul fatto che lo stupro non sia più considerato come un trofeo di guerra". Circa 500.000 donne sono state violentate durante il genocidio ruandese nel 1994

### Stupro e schiavitù sessuale come crimini contro l'umanità
Il memorandum esplicativo dello Statuto di Roma, che definisce la competenza della Corte penale internazionale, riconosce lo stupro, la schiavitù sessuale, la prostituzione forzata, la gravidanza forzata, la sterilizzazione forzata, "o qualsiasi altra forma di violenza sessuale di gravità comparabile" come un crimine contro l'umanità se l'azione è parte di una pratica diffusa o sistematica.
La Dichiarazione e programma d'azione di Vienna condanna inoltre violenze sistematiche, omicidi, schiavitù sessuale e gravidanza forzata, come "violazioni dei principi fondamentali dei diritti umani internazionali e del diritto umanitario" e richiede l'adozione di risposte particolarmente efficaci.
Lo stupro è stato riconosciuto per la prima volta come un reato contro l'umanità quando il Tribunale penale internazionale per l'ex-Jugoslavia ha emesso mandati di arresto basati sulle Convenzioni di Ginevra e sulle violazioni delle leggi o delle dogane di guerra. In particolare è stato riconosciuto che le donne musulmane a Foča (nella Bosnia ed Erzegovina sudorientale) sono state sottoposte ad una violenza sessuale sistematica e diffusa, alla tortura e alla schiavitù sessuale da parte dei soldati serbi bosniaci, dei poliziotti e dei gruppi paramilitari dopo l'acquisizione della città nell'aprile del 1992.
L'accusa era di grande importanza giuridica e fu la prima volta che le aggressioni sessuali furono indagati in un'azione giudiziaria sotto la rubrica della tortura e della schiavitù in quanto crimine contro l'umanità. L'accusa è stata confermata da un verdetto del 2001 del "Tribunale penale internazionale" che ha affermato che lo stupro e la schiavitù sessuale sono crimini contro l'umanità. Questa decisione ha contestato la diffusa accettazione della violenza e della schiavitù sessuale delle donne come parte intrinseca della guerra.
Il "Tribunale penale internazionale" ha poi individuato tre uomini serbi bosniaci colpevoli di stupri di donne e ragazze (alcune di un'età compresa tra i 12 e i 15 anni) appartenenti alla popolazione dei Bosgnacchi (musulmani bosniaci) a Foča. Inoltre due uomini sono stati giudicati colpevoli di crimine contro l'umanità e di schiavitù sessuale per aver tenuto prigioniere donne e ragazze in un certo numero di centri di detenzione de facto. Molte delle donne sono successivamente scomparse.

### Riconoscimento del matrimonio forzato come pratica simile alla schiavitù
La "Convenzione supplementare del 1956 sull'abolizione della schiavitù", il commercio di schiavi e le istituzioni e le pratiche simili alla schiavitù definisce "istituti e pratiche simili alla schiavitù" includendovi:
- C) qualsiasi istituzione o pratica in cui
- (I) una donna, senza diritto di rifiuto, è promessa o data in matrimonio a pagamento di un corrispettivo in denaro o in natura ai genitori, al tutore, alla famiglia o a qualsiasi altra persona o gruppo; o
- (II) il marito di una donna, della sua famiglia o del suo clan, ha il diritto di trasferirla ad un'altra persona per un valore ricevuto od un altro tipo di corrispettivo; o
- (III) una donna alla morte del marito può essere ereditata da un'altra persona.

La "Convenzione di Istanbul" prevede che i paesi che la ratificino per vietare il matrimonio forzato (articolo 37) e garantire che i matrimoni forzati possano essere facilmente annullati senza ulteriori vittimizzazioni (articolo 32).

### Protocollo di prevenzione, repressione e punizione della tratta di persone, in particolare donne e bambini
Il Protocollo delle Nazioni Unite sulla prevenzione, soppressione e persecuzione del traffico di esseri umani, in particolar modo donne e bambini (denominato anche "protocollo sulle negoziazioni" o "protocollo delle Nazioni Unite") è un protocollo aggiunto alla Convenzione delle Nazioni Unite contro la criminalità organizzata transnazionale; costituisce uno dei tre protocolli di Palermo. Il suo scopo è definito all'articolo 2 nella sua dichiarazione di finalità come:
- a) prevenire e combattere il traffico di persone, prestando particolare attenzione a donne e bambini;
- b) proteggere e aiutare le vittime di tale traffico, nel pieno rispetto dei loro diritti umani e
- c) promuovere la cooperazione tra gli Stati membri per conseguire tali obiettivi"[231].

## Riepilogo generale

### Diritti generalmente accettati
Le richieste generalmente associate ai concetti dei diritti delle donne includono:
- il diritto alla vita, all'integrità fisica e all'autonomia personale
- il diritto alla libertà e alla sicurezza (di vivere libere dal sessismo e dalla violenza contro le donne)
- il diritto all'uguaglianza di genere e alla libertà da ogni forma di discriminazione (libertà di vivere senza essere sottoposte allo stereotipo del ruolo di genere)
- il diritto alla libertà di pensiero
- il diritto allo studio e all'informazione
- il diritto alla privacy
- il diritto alla salute e alla protezione
- il diritto di costruire relazioni coniugali e di pianificare la famiglia (il diritto di decidere se avere o meno figli e quando averli)
- il diritto ai benefici del progresso scientifico
- i diritti civili, compreso il diritto di voto, il diritto alla libertà di riunione e il diritto di partecipare alla vita politica attraverso l'ammissibilità e la partecipazione effettiva al potere esecutivo attraverso una forma di parità[232]
- il diritto di uguaglianza davanti alla legge
- il diritto di esercitare una funzione pubblica[233]
- il diritto al lavoro
- il diritto alla parità di salario rispetto agli uomini
- il diritto di proprietà privata
- il diritto di sposarsi
- i diritti genitoriali e parentali
- i diritti religiosi, primo fra tutti quello della libertà di religione
- il diritto di servire come militari nelle forze armate
- il diritto di contratto
- il diritto alla cittadinanza effettiva
- il diritto a non essere sottoposti a tortura o ad altri trattamenti crudeli.

La questione dei diritti delle donne è direttamente correlata al femminismo. I movimenti femministi reclamano il concetto di uguaglianza sociale in generale e il riconoscimento dei diritti delle donne rispetto ai diritti degli uomini.

### Diritti sottoposti a polemiche
Il femminismo si trova a volte ad essere in conflitto con le convinzioni religiose e morali di alcune confessioni religiose. Ad esempio:
- il diritto all'aborto
- il diritto alla contraccezione
- il diritto al sacerdozio e all'episcopato femminile
- il diritto al divorzio.

Si noti che alcune di queste argomentazioni sono state respinte per ragioni che non disciplinano specificamente i diritti delle donne ma, ad esempio, i diritti umani (l'aborto deliberatamente causato, alcuni si oppongono in quanto contrario al diritto alla vita), le considerazioni teologiche (per quanto riguarda il divorzio o la particolarità del sacerdozio femminile) o infine perché concernente all'ambito dell'etica (la contraccezione artificiale).

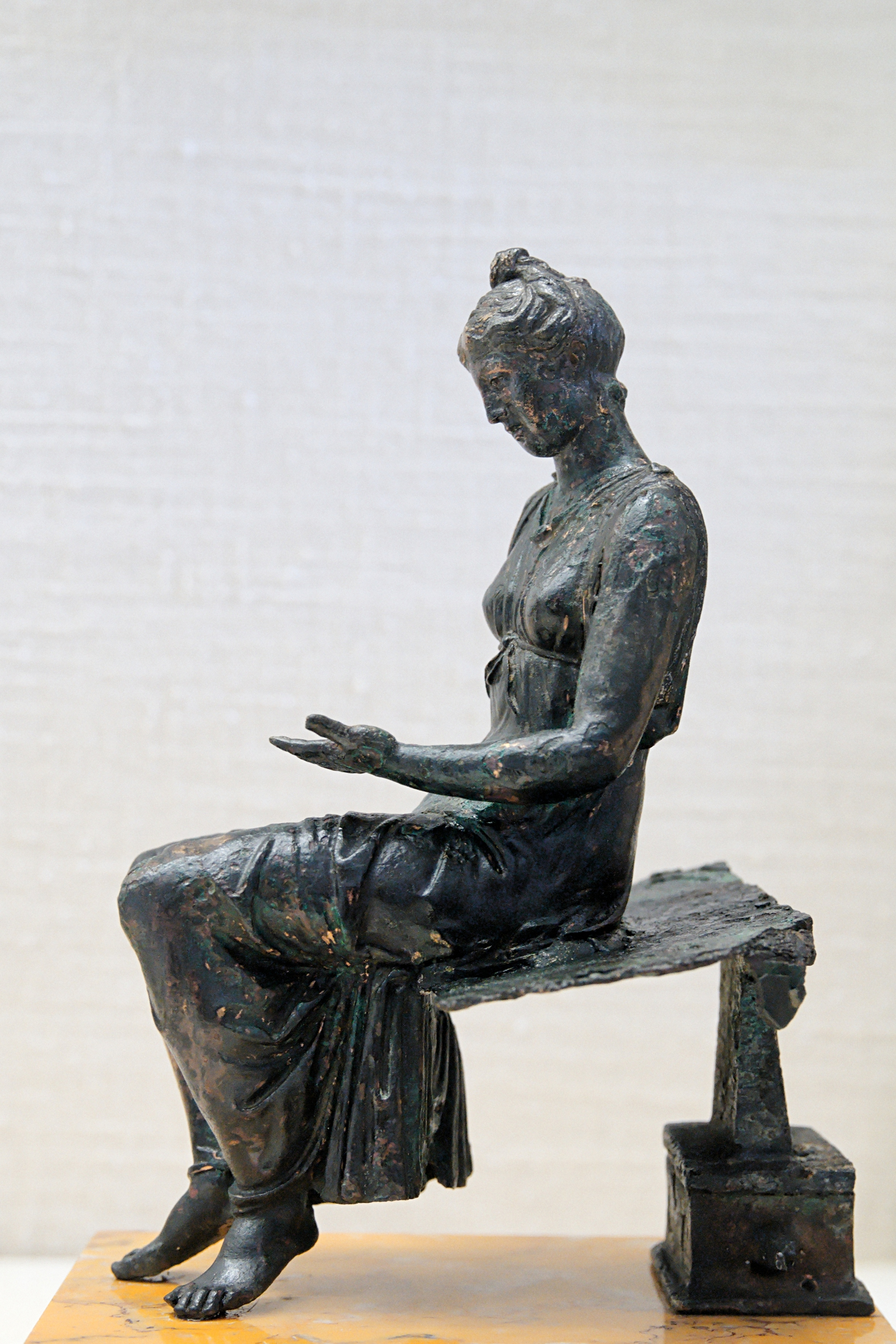
Statuetta in bronzo raffigurante una giovane donna immersa nella lettura.

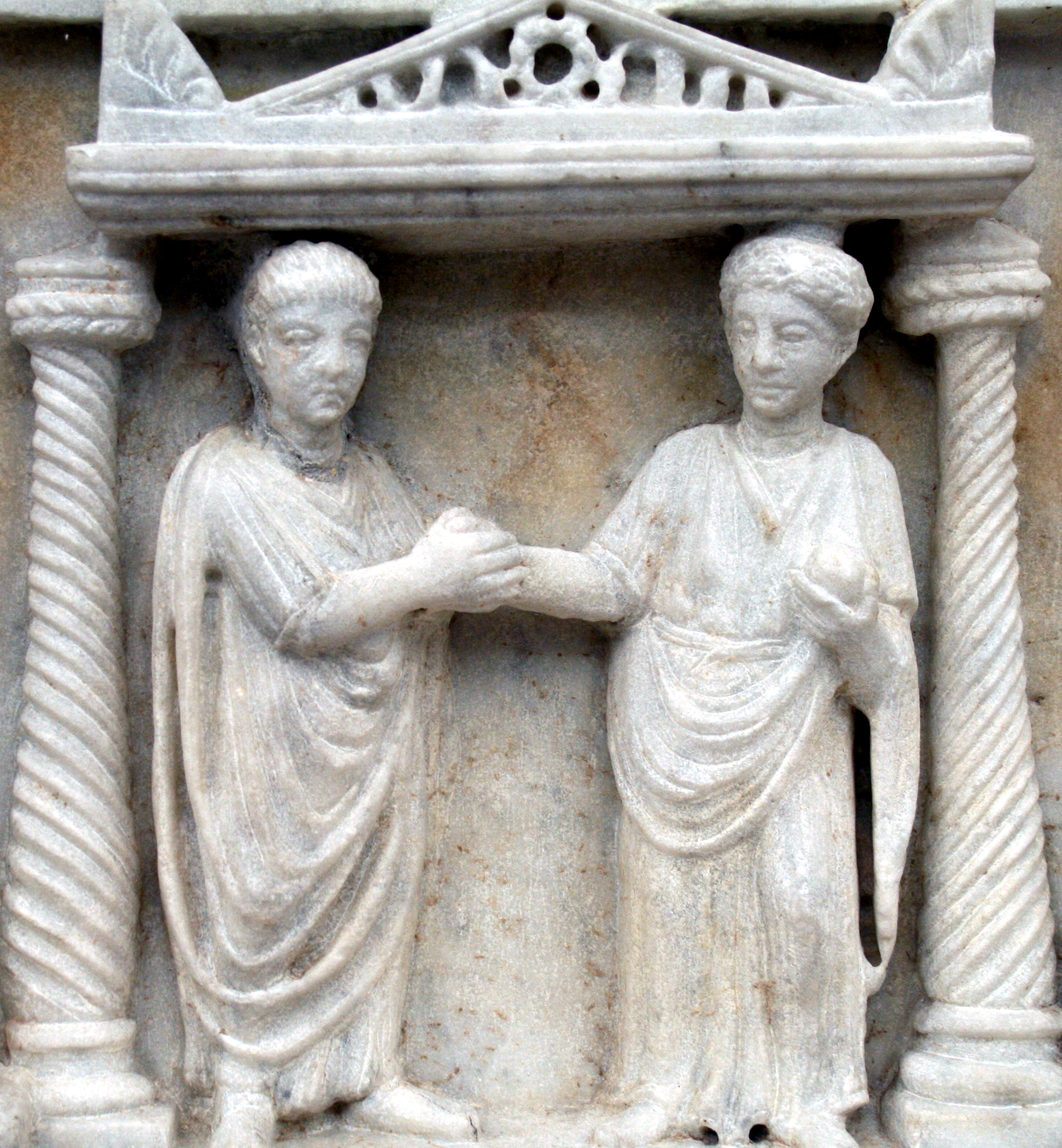
Coppia che si stringe le mani durante la celebrazione matrimoniale, evento idealizzato dai Romani come elemento costitutivo della società e come un partenariato di compagni che lavorano insieme per produrre e allevare i figli, gestire gli affari quotidiani, condurre vite esemplari e godere dell'affetto reciproco.

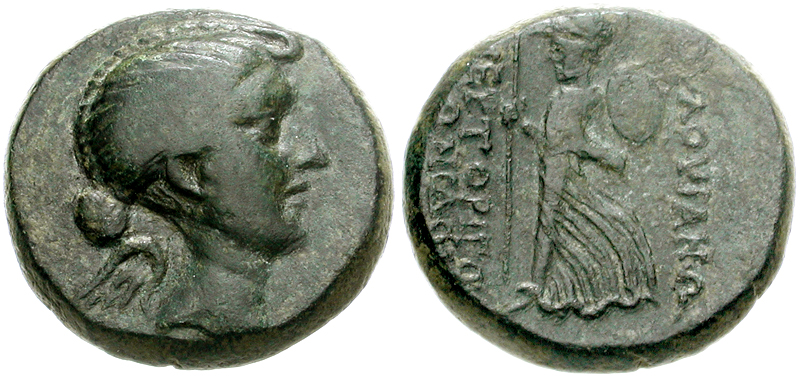
Fulvia, ha comandato le truppe durante le guerre civili ed è stata la prima donna la cui immagine sia apparsa sulla monetazione romana.

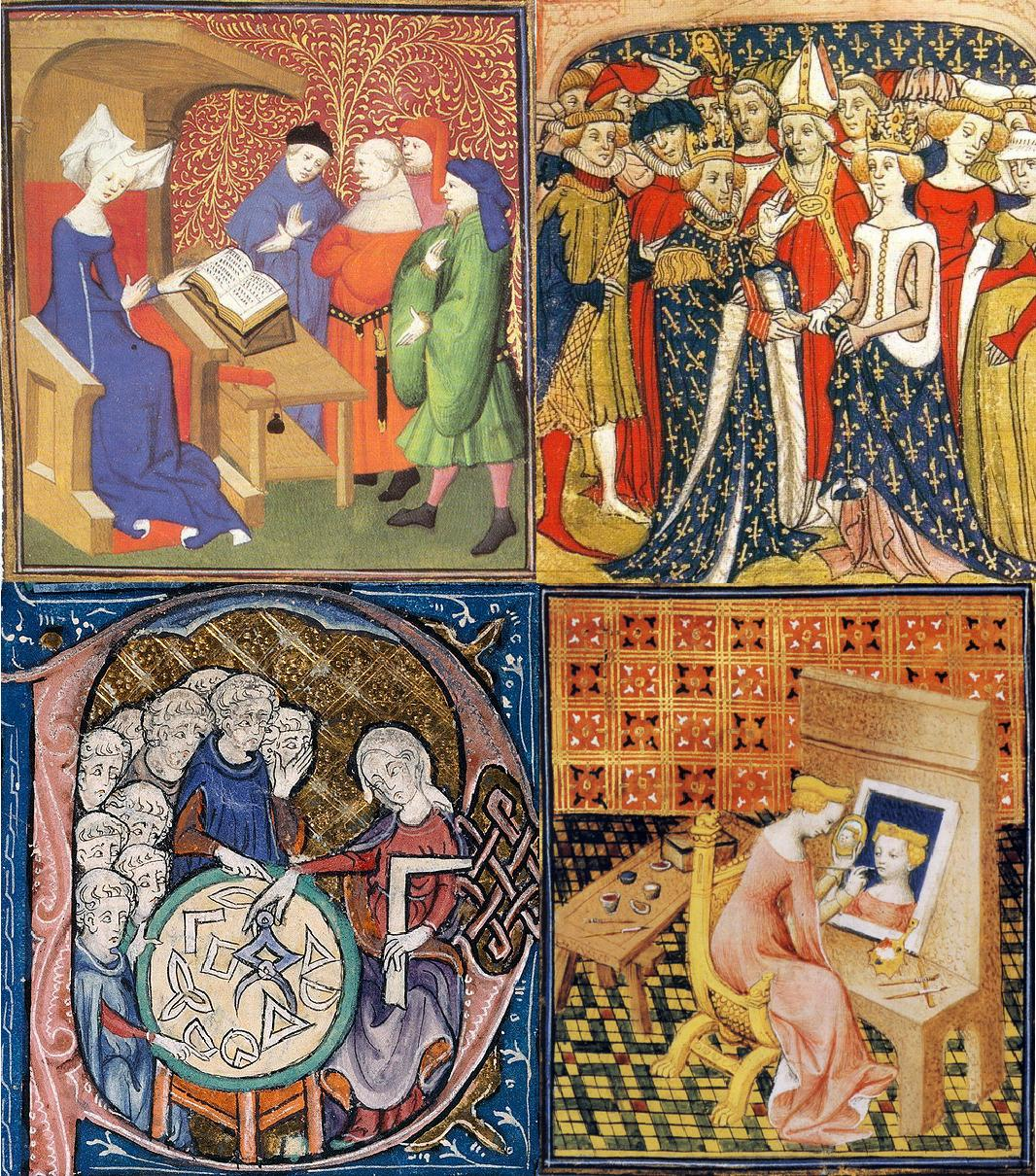
Attività femminili durante il Medioevo.

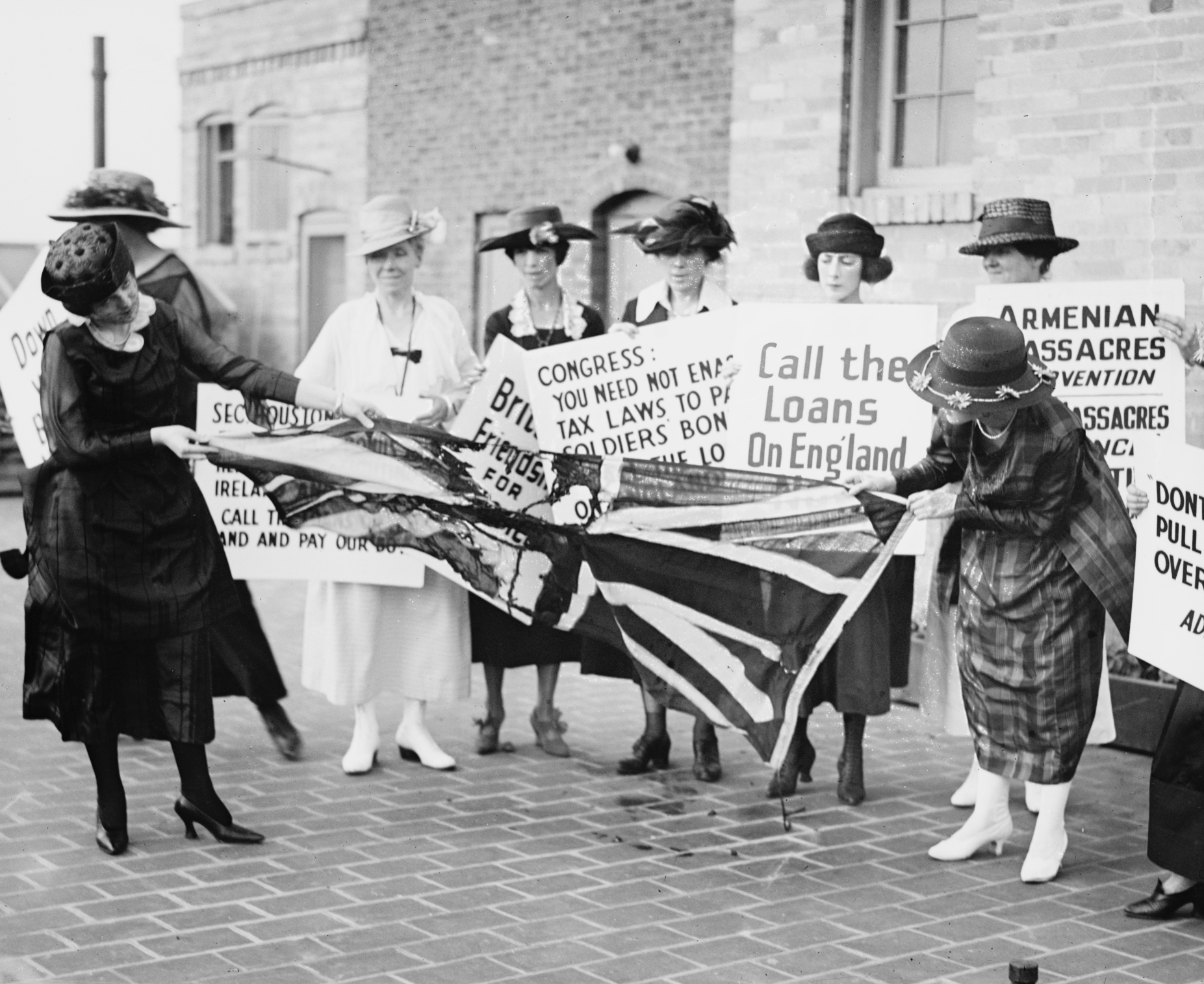
Un gruppo di donne manifestano per il non coinvolgimento degli Stati Uniti a fianco del Regno Unito contro gli irlandesi nella guerra d'indipendenza irlandese e strappano una bandiera britannica, 3 giugno 1920.

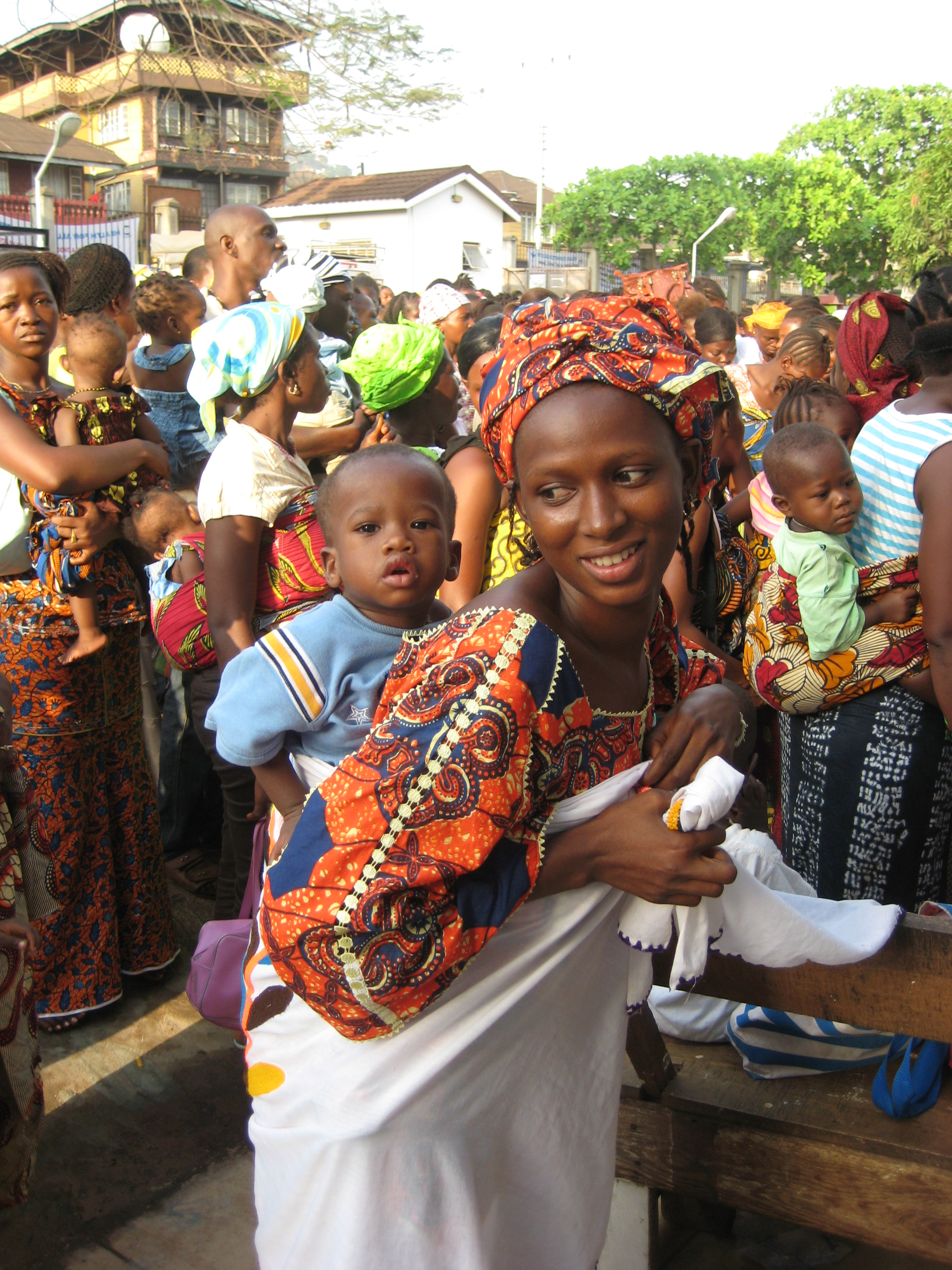
Una donna della Sierra Leone con suo figlio.

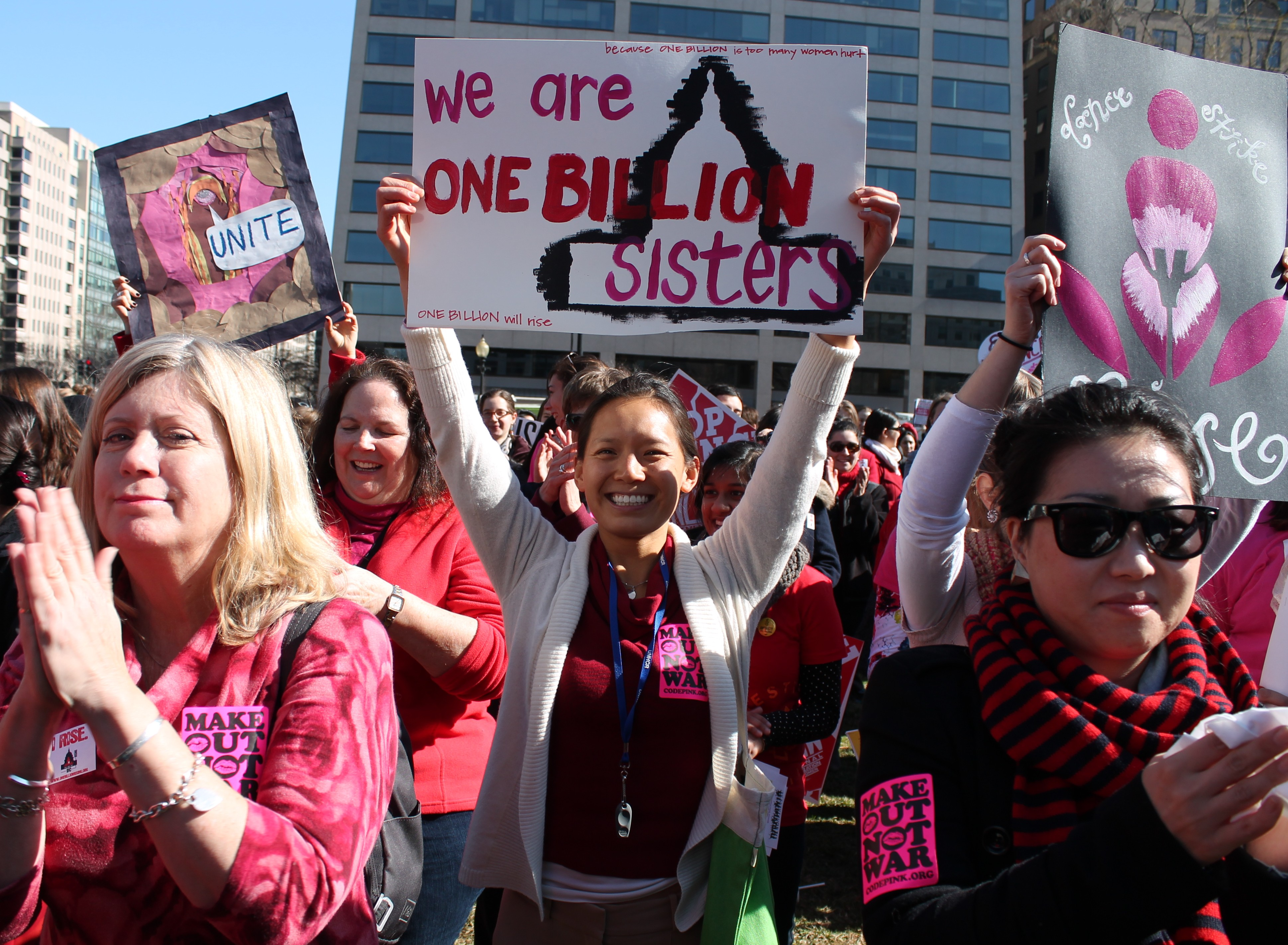
Persone che protestano a favore della sensibilizzazione sul tema della violenza contro le donne nella campagna "One billion rising" su Farragut Square, Washington D.C., il giorno di San Valentino 2013.

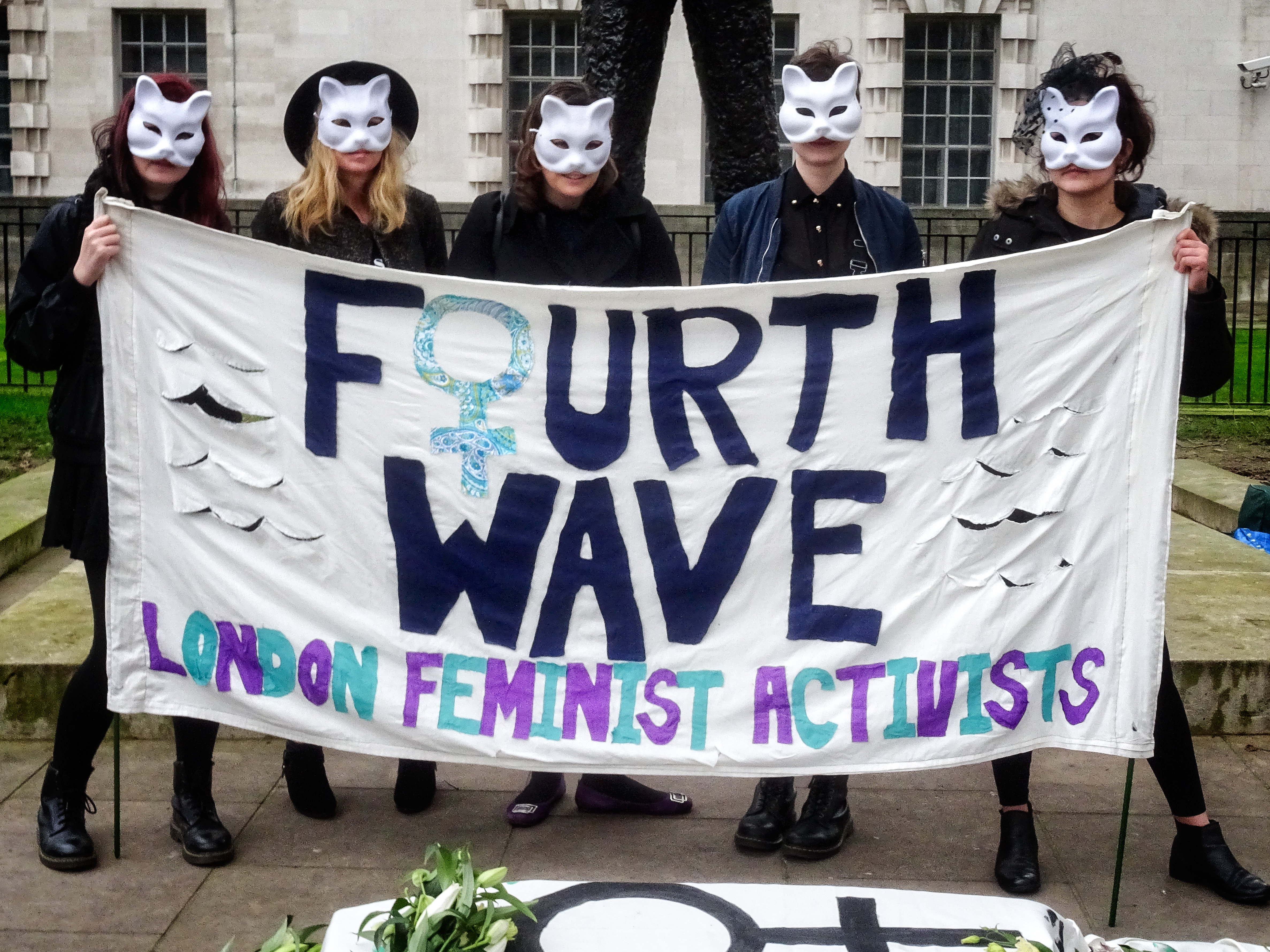
Giornata internazionale della donna del 2017 a Londra.

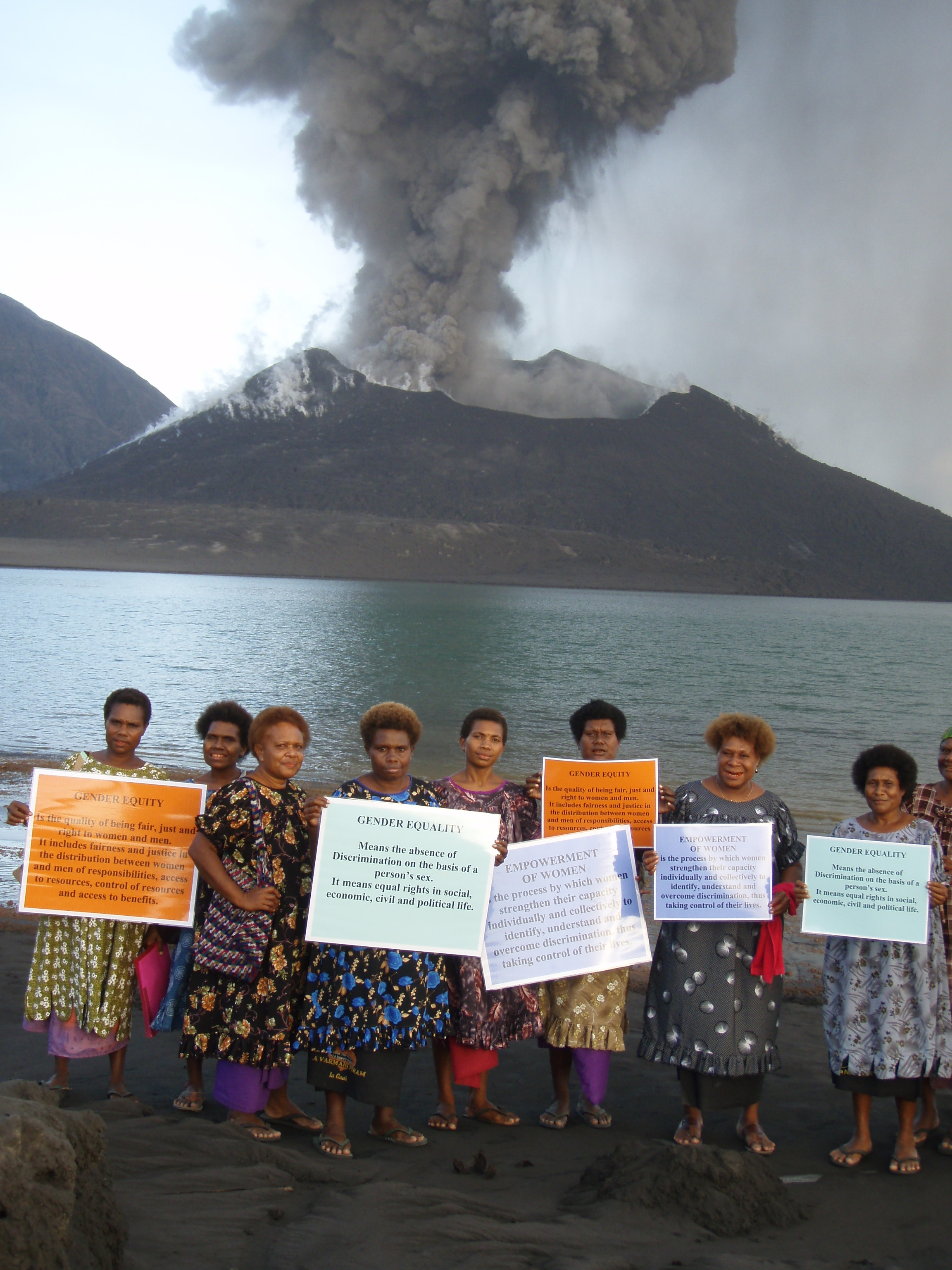
Una campagna regionale prima di un'elezione per incoraggiare le donne nella politica, Tavurvur.

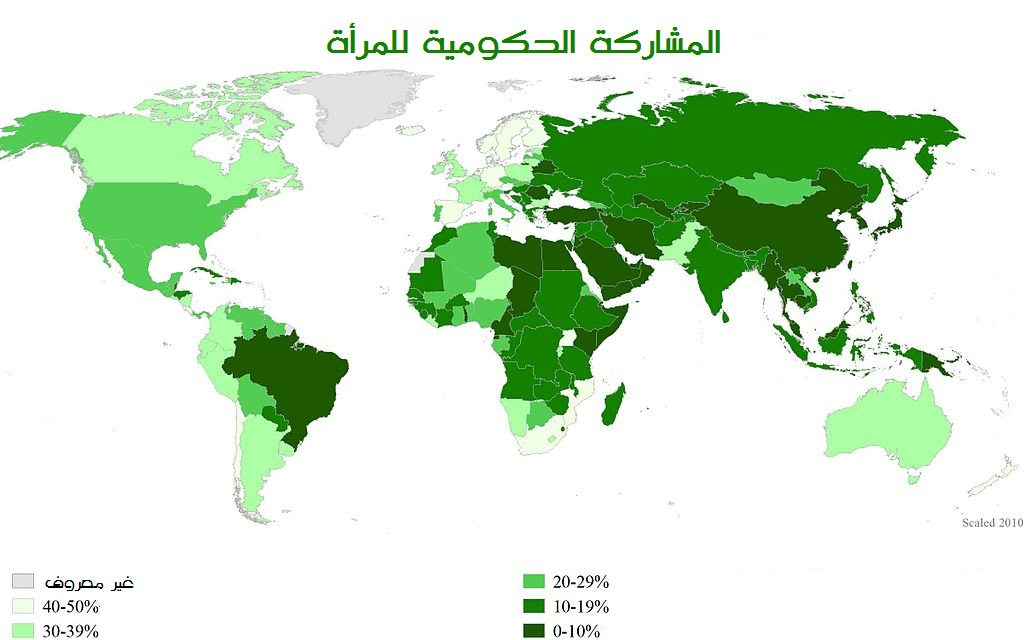
Mappa del mondo che mostra i paesi che hanno la maggior partecipazione femminile in posizioni di governo, fino al 2010.

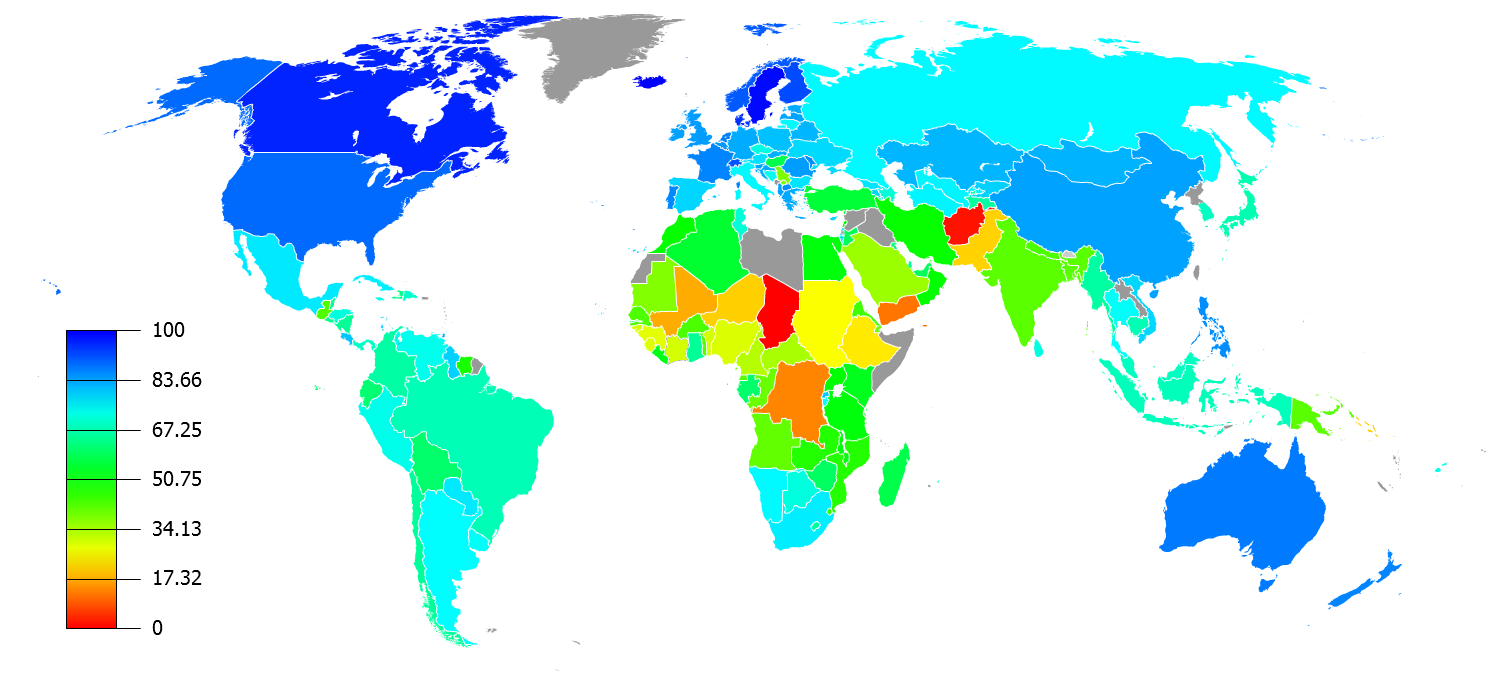
Status delle donne per paese nel 2011 secondo lo studio di Lauren Streib pubblicato il 20 settembre 2011 su Newsweek. Dati estratti da:.

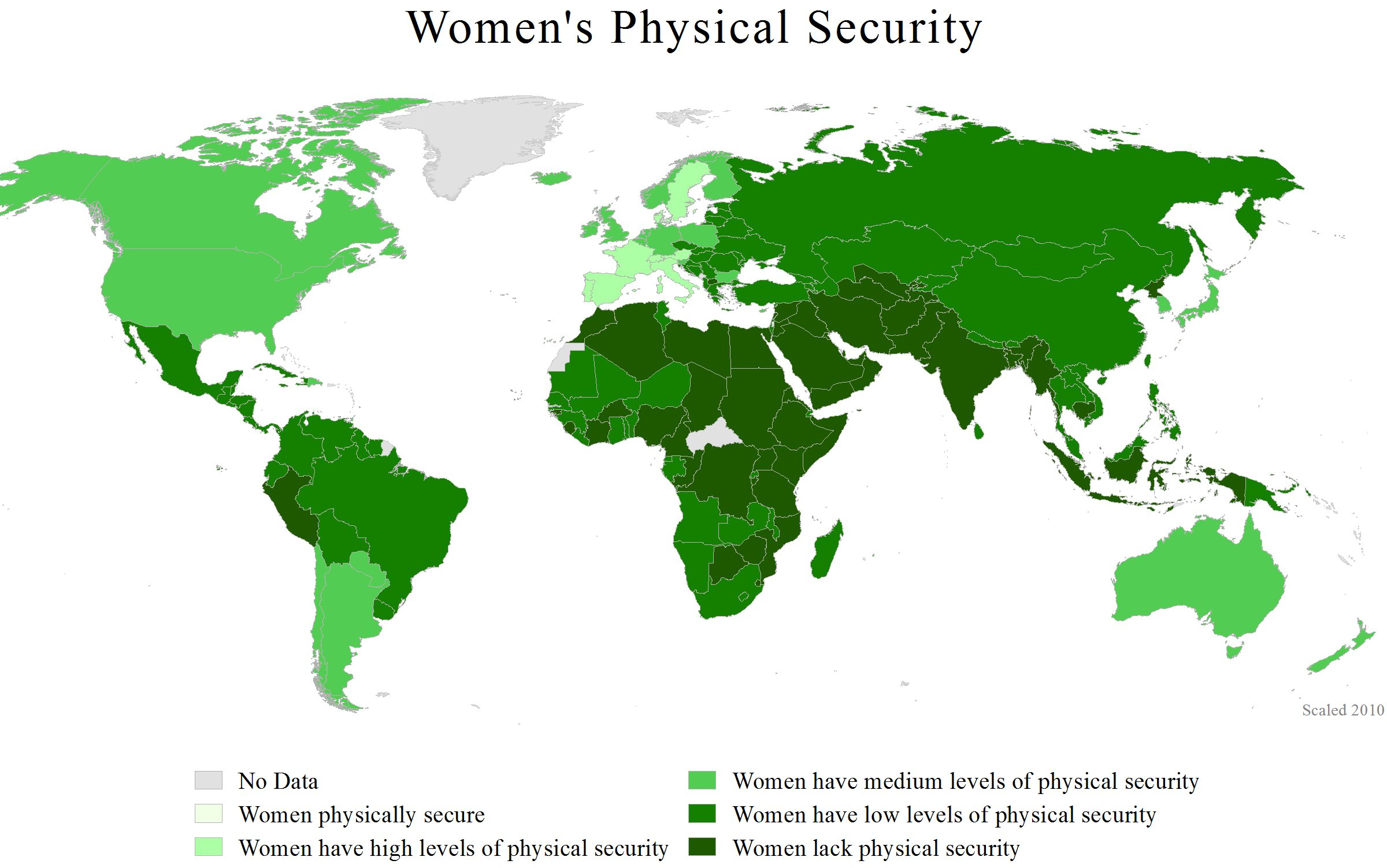
Una mappa del mondo che mostra i paesi per livello di sicurezza fisica femminile, 2011.

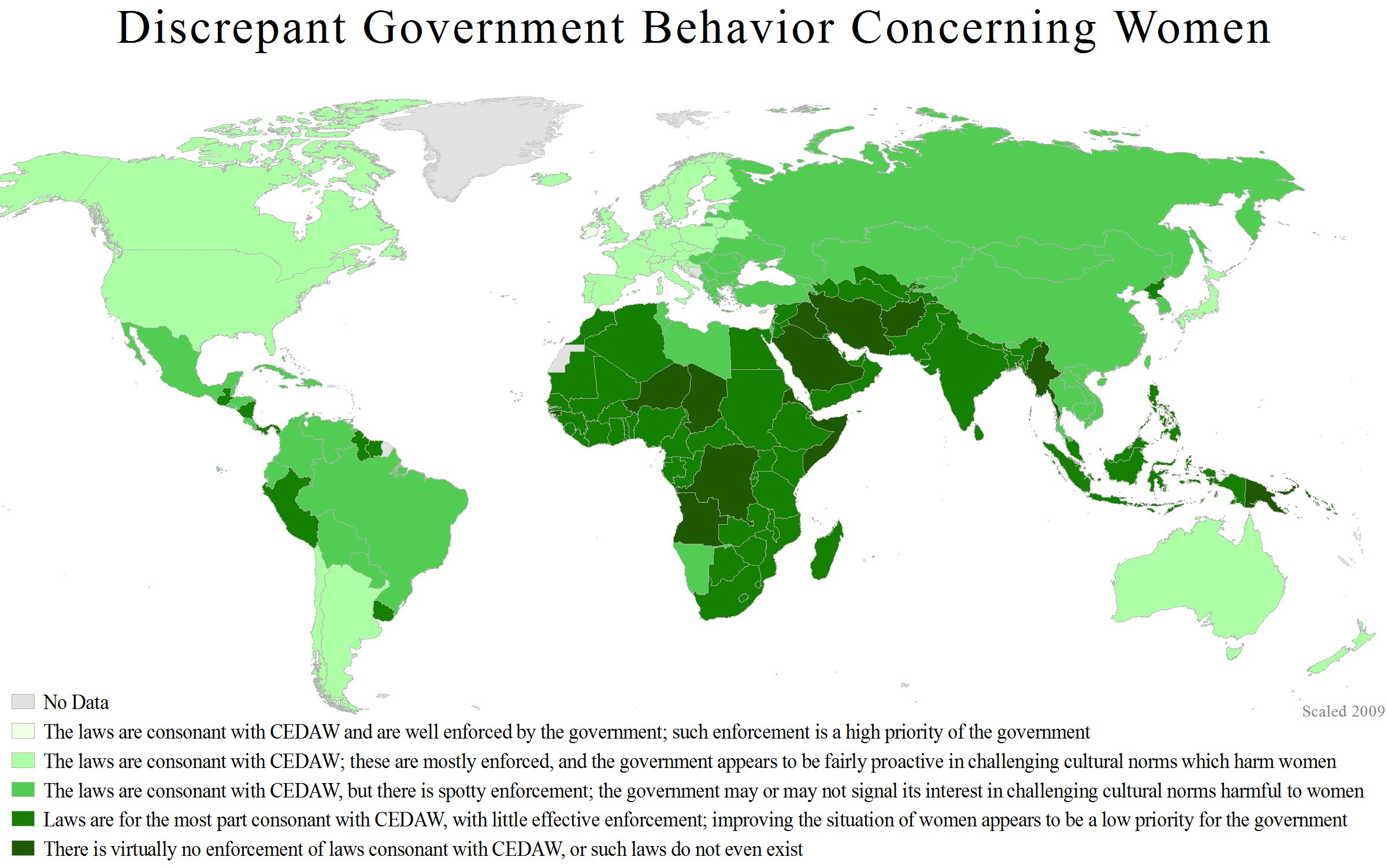
Mappa dei paesi che mostrano il tasso di esecuzione del CEDAW (Convenzione sull'eliminazione di ogni forma di discriminazione della donna).

Parti della convenzione sulla parità di remunerazione (2012)
Paritario
Non paritario
Convenzion non applicata (territorio dipendente)
Stati non membri dell'Organizzazione internazionale del lavoro (ILO)

     Paritario
     Non paritario
     Convenzion non applicata (territorio dipendente)
     Stati non membri dell'Organizzazione internazionale del lavoro (ILO)